# Liste der Kulturdenkmale in Pieschen (A–K)
Die Liste der Kulturdenkmale in Pieschen umfasst sämtliche Kulturdenkmale der Dresdner Gemarkung Pieschen.
Aufgrund der hohen Anzahl der Kulturdenkmale wurde die alphabetisch nach Adressen geordnete Liste in folgende zwei Teillisten untergliedert:
- Liste der Kulturdenkmale in Pieschen (A–K)
- Liste der Kulturdenkmale in Pieschen (L–Z)

Diese Teilliste enthält alle Kulturdenkmale in den Straßen von A–K.

## Legende
- Bild: Bild des Kulturdenkmals, ggf. zusätzlich mit einem Link zu weiteren Fotos des Kulturdenkmals im Medienarchiv Wikimedia Commons. Wenn man auf das Kamerasymbol klickt, können Fotos zu Kulturdenkmalen aus dieser Liste hochgeladen werden:
- Bezeichnung: Denkmalgeschützte Objekte und ggf. Bauwerksname des Kulturdenkmals
- Lage: Straßenname und Hausnummer oder Flurstücknummer des Kulturdenkmals. Die Grundsortierung der Liste erfolgt nach dieser Adresse. Der Link (Karte) führt zu verschiedenen Kartendiensten mit der Position des Kulturdenkmals. Fehlt dieser Link, wurden die Koordinaten noch nicht eingetragen. Sind diese bekannt, können sie über ein Tool mit einer Kartenansicht einfach nachgetragen werden. In dieser Kartenansicht sind Kulturdenkmale ohne Koordinaten mit einem roten bzw. orangen Marker dargestellt und können durch Verschieben auf die richtige Position in der Karte mit Koordinaten versehen werden. Kulturdenkmale ohne Bild sind an einem blauen bzw. roten Marker erkennbar.
- Datierung: Baubeginn, Fertigstellung, Datum der Erstnennung oder grobe zeitliche Einordnung entsprechend des Eintrags in der sächsischen Denkmaldatenbank
- Beschreibung: Kurzcharakteristik des Kulturdenkmals entsprechend des Eintrags in der sächsischen Denkmaldatenbank, ggf. ergänzt durch die dort nur selten veröffentlichten Erfassungstexte oder zusätzliche Informationen
- ID: Vom Landesamt für Denkmalpflege Sachsen vergebene, das Kulturdenkmal eindeutig identifizierende Objekt-Nummer. Der Link führt zum PDF-Denkmaldokument des Landesamtes für Denkmalpflege Sachsen. Bei ehemaligen Kulturdenkmalen können die Objektnummern unbekannt sein und deshalb fehlen bzw. die Links von aus der Datenbank entfernten Objektnummern ins Leere führen. Ein ggf. vorhandenes Icon  führt zu den Angaben des Kulturdenkmals bei Wikidata.

## Liste der Kulturdenkmale in Pieschen
| Bild                                    | Bezeichnung | Lage | Datierung                                                                            | Beschreibung | ID       |
| --------------------------------------- | --- | --- | ------------------------------------------------------------------------------------ | --- | -------- |
| Weitere Bilder                          | Mietshaus in geschlossener Bebauung | Altpieschen 1 (Karte) | um 1900 (Mietshaus)                                                                  | historisierender Bau um 1900, stadtentwicklungsgeschichtlich und bauhistorisch bedeutend. Bei dem um 1900 entstandenen Mietshaus Altpieschen 1 handelt es sich um einen dreigeschossigen, einfach verputzten Bau mit einem Mansarddach. Das Erdgeschoss ist durch Putznutung und blockhafte Fensterstürze mit großen Schlusssteinen als Sockelgeschoss aufgefasst. Typisch historistische Elemente wie die sandsteinernen Simse, die verschiedene Gestalt der Fenster und die verschiedenen Fensterverdachungen strukturieren die Fassade. | 09216206 |
| Weitere Bilder                          | Wohnhaus, Seitengebäude, Torhaus, Keller und Stall eines Bauernhofes | Altpieschen 2 (Karte) | bezeichnet 1799 (Wohnstallhaus), bezeichnet 1710 (Torhaus)                           | in den Kellern unter Wohnhaus und Seitengebäude Kreuzgratgewölbe, im Hof ursprüngliche Pflasterung, alle Gebäude außer Stall Fachwerk im Obergeschoss, als Zeugnis ländlicher Architektur und Volksbauweise seiner Zeit baugeschichtlich bedeutend, im Zusammenhang mit den noch erhaltenen Teilen des Pieschener Dorfkerns ortsgeschichtlich und stadtentwicklungsgeschichtlich bedeutend. Bei dem barocken Dreiseithof Altpieschen 2 handelt es sich um das Wohn- das Torhaus sowie um die Seitengebäude eines Bauerngehöftes. Das Tor ist 1710, das Wohnhaus mit den Jahreszahlen 1799 und 1877 bezeichnet. Das Hauptgebäude und das Torhaus liegen traufständig zur Straße. Alle Gebäude sind zweigeschossig, das Wohnhaus ist im Erdgeschoss aus Stein und im Obergeschoss, wie der Stall und das Torhaus, aus Fachwerk errichtet. | 09216207 |
| Weitere Bilder                          | Mietshaus in geschlossener Bebauung | Altpieschen 3 (Karte) | um 1900 (Mietshaus)                                                                  | mit Laden, historisierender Bau um 1900 mit bauzeitlicher Malerei im Flur, stadtentwicklungsgeschichtlich und bauhistorisch bedeutend. Bei dem um 1900 entstandenen Mietshaus Altpieschen 3 handelt es sich um einen viergeschossigen Klinkerbau. Das Erdgeschoss ist als Sockelgeschoss aufgefasst und besitzt eine Bossenquaderung. Besonders hervorzuheben sind die Lisenengliederung der Außenachsen sowie die Balkone. Typisch historistische Elemente wie die sandsteinernen Simse, die verschiedene Gestalt der Fenster, die verschiedenen Fensterverdachungen und -Spiegel strukturieren die Fassade. Im Inneren befindet sich im Flur eine Deckenmalerei mit floralen Motiven. | 09216208 |
| Weitere Bilder                          | Wohnstallhaus eines Bauernhofes | Altpieschen 4 (Karte) | bezeichnet 1506 (Wohnstallhaus)                                                      | markantes Zeugnis der ländlichen Architektur und Volksbaukunst seiner Zeit (Fachwerk im Obergeschoss), zudem Teil eines im Stadtgebiet von Dresden in Teilen erhaltenen alten Dorfkerns, baugeschichtlich und stadtentwicklungsgeschichtlich bedeutend. Von dem ehemaligen Bauernhof Altpieschen 4 ist ein Wohnstallhaus erhalten (Fachwerk im Obergeschoss). Es ist 1506 und 1806 bezeichnet, besitzt ein Krüppelwalmdach und liegt giebelständig zur Straße. | 09216209 |
| Weitere Bilder                          | Obdachlosenasyl (ehem.) | Altpieschen 5; 5a; 5b; 15a; 15b (Karte) | nach 1922 (Heim)                                                                     | Zwei Wohnhäuser und Verwaltungsbau des ehemaligen Obdachlosenasyls; viergeschossige, den Asyleingang flankierende Wohnhäuser (5/5a und 15a/b), dazwischen eingeschossiges Fachwerkhaus, um 1925, baugeschichtlich, ortsgeschichtlich und sozialgeschichtlich bedeutend. | 09216212 |
| Weitere Bilder                          | Obdachlosenasyl (ehem.) | Altpieschen 5c (Karte) | 1912 (Heim)                                                                          | Gebäude des ehemaligen Obdachlosenasyls; freistehender, viergeschossiger Putzbau am östlichen Ende des Hofes, Anklänge an den Reformstil, 1912 von Hans Erlwein, baugeschichtlich, ortsgeschichtlich und sozialgeschichtlich bedeutend. | 09216211 |
| Weitere Bilder                          | Obdachlosenasyl (ehem.) | Altpieschen 9; 9a; 9b; 9c; 9d; 11; 11a; 11b; 11c (Karte) | 1912 (Heim)                                                                          | U-förmige Anlage (mit neun Hausnummern) um Innenhof und Remise des ehemaligen Obdachlosenasyls; Putzbauten mit Anklängen an den Reformstil, 1912 von Hans Erlwein, baugeschichtlich, ortsgeschichtlich und sozialgeschichtlich bedeutend. | 09216210 |
| Weitere Bilder                          | Wohnhaus, Seitengebäude und Scheune eines kleinen Bauernhofes | Altpieschen 10 (Karte) | um 1800 (Bauernhaus)                                                                 | Wohnhaus mit Fachwerk im Obergeschoss, markantes Zeugnis der ländlichen Architektur und Volksbaukunst seiner Zeit, zudem Teil eines im Stadtgebiet von Dresden in Teilen erhaltenen alten Dorfkerns, baugeschichtlich und stadtentwicklungsgeschichtlich bedeutend. Von dem ehemaligen Bauernhof Altpieschen ist ein Wohn- und ein Wirtschaftsgebäude erhalten. Das zweigeschossige Wohnhaus ist mit Fachwerk im Obergeschoss ausgestattet, besitzt ein Satteldach und liegt giebelständig zur Straße. | 09216213 |
| Weitere Bilder                          | Hintergebäude (Querhaus) einschließlich Anbau, Keller, ehemaliger Pferdestall (Wurstküche) und Torpfeiler eines Bauernhofes | Altpieschen 14 (Karte) | um 1850 (Seitengebäude), 1905 (ehem. Pferdestall), bezeichnet 1850 (Torpfeiler)      | Wohnhaus mit Fachwerk im Obergeschoss, markantes Zeugnis der ländlichen Architektur und Volksbaukunst seiner Zeit, zudem Teil eines im Stadtgebiet von Dresden in Teilen erhaltenen alten Dorfkerns, baugeschichtlich und stadtentwicklungsgeschichtlich bedeutend. Von dem ehemaligen Bauernhof Altpieschen 14 ist ein Wohnhaus, ein Hintergebäude (Querhaus mit Mansarddach) und ein ehemaliger Pferdestall erhalten. Drei Jahreszahlen datieren die Entwicklung des Hofes: an der Kellertür des Wohnhauses ist die Jahreszahl 1805 erkennbar, an einem Torpfeiler, die von 1850 und der Pferdestall ist mit 1905 bezeichnet. Im Obergeschoss wurde das zweigeschossige Wohnhaus mit Fachwerk ausgestattet, es besitzt ein Satteldach und liegt giebelständig zur Straße. | 09216214 |
| Weitere Bilder                          | Wohnhaus, Stall, Seitengebäude und Scheune eines Bauernhofes | Altpieschen 16 (Karte) | bezeichnet 1767 (Wohnhaus), 2. Hälfte des 19. Jh. (Scheune)                          | markantes Zeugnis der ländlichen Architektur und Volksbaukunst seiner Zeit, zudem Teil eines im Stadtgebiet von Dresden in Teilen erhaltenen alten Dorfkerns, baugeschichtlich und stadtentwicklungsgeschichtlich bedeutend. Von dem ehemaligen Bauernhof Altpieschen 16 ist ein Wohnhaus sowie ein Hintergebäude, die ehemalige Scheune als Querhaus mit Mansarddach erhalten. Zwei Jahreszahlen datieren den Hof: mit 1767 ist das Wohnhaus als barocker Bau gekennzeichnet, das Querhaus stammt aus der zweiten Hälfte des 19. Jahrhunderts. Das zweigeschossige Wohnhaus besitzt ein Satteldach und liegt giebelständig zur Straße. | 09216215 |
| Weitere Bilder                          | Mietshaus in geschlossener Bebauung | Altpieschen 17 (Karte) | nach 1900 (Mietshaus)                                                                | charakteristisches und weitgehend authentisch erhaltenes spätgründerzeitliches Mietshaus der Jahrhundertwende, baugeschichtlich bedeutend. Bei dem um 1900 entstandenen Mietshaus Altpieschen 17 handelt es sich um einen viergeschossigen Klinkerbau. Das Erdgeschoss ist als Sockelgeschoss aufgefasst und besitzt eine Putznutung. Die Mittelachse wird durch eine Lisenengliederung, durch Balkone sowie verschieden geformte Fenster betont. Typisch historistische Elemente wie die sandsteinernen Simse, die verschiedenen Fensterverdachungen und -Spiegel strukturieren die Fassade. Besonders hinzuweisen ist auf den aufgeputzten Fassadenschmuck mit floralen Motiven. | 09216216 |
| Weitere Bilder                          | Wohnhaus, Seitengebäude und Scheune eines kleinen Bauernhofes | Arno-Lade-Straße 7 (Karte) | um 1800 (Bauernhaus)                                                                 | Wohnhaus mit Fachwerk im Obergeschoss, markantes Zeugnis der ländlichen Architektur und Volksbaukunst seiner Zeit, zudem Teil eines im Stadtgebiet von Dresden in Teilen erhaltenen alten Dorfkerns, baugeschichtlich und stadtentwicklungsgeschichtlich bedeutend. Von dem ehemaligen Bauernhof Altpieschen ist ein Wohn- und ein Wirtschaftsgebäude erhalten. Das zweigeschossige Wohnhaus ist mit Fachwerk im Obergeschoss ausgestattet, besitzt ein Satteldach und liegt giebelständig zur Straße. | 09216213 |
| Direkt Bild zu diesem Denkmal hochladen | Sachgesamtheit Wohnblock Dresden-Pieschen, Wohnanlage der Gemeinnützigen Wohnungsbau AG mit mehreren Einzeldenkmalen | Arno-Lade-Straße 10; 12; 14; 16; 18; 20; 22 (Karte) | 1927–1928 (Wohnanlage)                                                               | Sachgesamtheit Wohnblock Dresden-Pieschen, Wohnanlage der Gemeinnützigen Wohnungsbau AG mit folgenden Einzeldenkmalen: Geviert aus U-förmiger Gebäudegruppe (Rehefelder Straße 35/35b/35c/37/37b/37c, Robert-Matzke-Straße 22/24 und Wurzener Straße 11/13/15, ID-Nr. 09216577), länglichem Block (Arno-Lade-Straße 10/12/14/16/18/20/22 und Wurzener Straße 17, ID-Nr. 09216576) und eingeschossigem Wirtschaftstrakt im Innenhof (Wurzener Straße 15a, ID-Nr. 09216574); streng funktionalistische Formgebung der Häuserfronten mit glatten Fassaden, Fensterbändern, Loggien und flachen Dächern, Anlage im Sinne des Bauhauses gestaltet, neben anderen Bauten Richters in Dresden (u. a. in der Großsiedlung Trachau) bedeutsames Beispiel des Neuen Bauens bzw. der klassischen Moderne in Sachsen, dabei von besonderem baugeschichtlichem und kunsthistorischem Wert, als Teil des Oeuvres von Hans Richter auch künstlerisch von Belang, bildet mit dem Sachsenbad und der unmittelbar gegenüber liegenden Bibliothek zudem ein stadtentwicklungsgeschichtlich unverwechselbares Ensemble von außerordentlicher städtebaulicher Bedeutung. | 09216575 |
| Weitere Bilder                          | Wohnblock Dresden-Pieschen: Häuserzeile (Einzeldenkmal zu ID-Nr. 09216575) | Arno-Lade-Straße 10; 12; 14; 16; 18; 20; 22 (Karte) | 1927–1928 (Wohnanlage)                                                               | Einzeldenkmal der Sachgesamtheit Wohnblock Dresden-Pieschen: Häuserzeile; baugeschichtlich, künstlerisch und städtebaulich bedeutend | 09216576 |
| Weitere Bilder                          | Doppelmietshaus (Barbarastraße 39 und Trachenberger Straße 19) in Ecklage und offener Bebauung | Barbarastraße 39 (Karte) | 1899, nach Adressbuch (Doppelmietshaus)                                              | mit Laden bzw. Gaststätte, historisierender Bau von 1899 mit Putzfassaden in straßenbildprägender Lage und maßgeblich für Platzanlage, Teil eines markanten Quartiers, baugeschichtlich und stadtentwicklungsgeschichtlich bedeutend. | 09216360 |
| Weitere Bilder                          | Doppelmietshaus in offener Bebauung | Barbarastraße 40; 42 (Karte) | 1900, nach Adressbuch (Doppelmietshaus)                                              | seitliche Tore nur noch z. T. erhalten, ansprechend gestalteter historisierender Bau mit Klinker-Sandstein-Fassade von 1900 mit straßenbildprägendem Charakter, ortsentwicklungsgeschichtliche Bedeutung. Bei dem um 1895 entstandenen Doppelmietshaus handelt es sich um einen dreigeschossigen Bau mit roter Backsteinfassade, verputzten und gequaderten Erdgeschoss sowie einem Mansarddach. Seine beiden Seitenachsen springen risalitartig hervor und werden im ersten und zweiten Geschoss von mit schmiedeeisernen Gittern verzierten Balkonen betont. Die Fenster des ersten Obergeschosses besitzen zeittypische einfache Dreiecksverdachungen. Das weitgehend authentisch erhaltene Gebäude verweist auf die bauliche Entwicklung Pieschens kurz vor 1900, hierdurch erlangt es seinen stadtentwicklungsgeschichtlichen Aussagewert, außerdem ist es von bauhistorischer Bedeutung. | 09216432 |
| Weitere Bilder                          | Villa mit Einfriedung | Barbarastraße 41 (Karte) | um 1895 (Fabrikantenvilla)                                                           | vermutlich Fabrikantenvilla, historisierender, straßenbildprägender Backsteinbau um 1895, ortsgeschichtliche und bauhistorische Bedeutung. | 09216436 |
| Weitere Bilder                          | Nähmaschinenteile AG (ehem.) | Barbarastraße 43; 43a (Karte) | um 1905 (Nähmaschinenindustrie), 1899 (Fabrikgebäude)                                | Verwaltungsgebäude, Torhaus und östliches Fabrikationsgebäude im Hof; geschlossene Bebauung nach Südwesten hin, nach Nordosten hin offen mit verbindendem Tor, gesamte Anlage um 1900 errichtet, die Gebäude besitzen straßenbildprägenden Charakter, ortsgeschichtliche Bedeutung und kunsthistorischen Wert | 09216438 |
| Weitere Bilder                          | Doppelmietshaus in offener Bebauung | Barbarastraße 44; 46 (Karte) | um 1895 (Doppelmietshaus)                                                            | seitliche Tore nur noch z. T. erhalten, historisierender Backsteinbau um 1895, stadtentwicklungsgeschichtlicher Wert. Bei dem um 1895 entstandenen Doppelmietshaus handelt es sich um einen dreigeschossigen Bau mit gelber Backsteinfassade, verputzten und gequaderten Untergeschoss sowie einem Mansarddach. Bis auf die unterschiedliche Farbgestaltung, ähnelt das Haus dem Gebäude Barbarastraße 42–44. Hier strukturieren rote Ziegelbänder und Rautenmuster den ansonsten gelben Backsteinbau. Seine Seitenachsen springen risalitartig hervor und werden im ersten und zweiten Geschoss von mit schmiedeeisernen Gittern verzierten Balkonen betont. Die Fenster des ersten Obergeschosses besitzen zeittypische einfache Dreiecksverdachungen. Das weitgehend authentisch erhaltene Gebäude verweist auf die bauliche Entwicklung Pieschens kurz vor 1900, hierdurch erlangt es seinen stadtentwicklungsgeschichtlichen Wert. Darüber hinaus ist es als typisches Beispiel historistischer Bauweise von bauhistorischer Bedeutung. | 09216433 |
| Weitere Bilder                          | Doppelmietshaus in halboffener Bebauung | Barbarastraße 45; 47 (Karte) | um 1895 (Doppelmietshaus)                                                            | von den seitlichen Toren nur noch Torsäulen erhalten, historisierender Bau um 1895 mit Putzfassade, baugeschichtliche und stadtentwicklungsgeschichtliche Bedeutung. Das historistische Gebäude entstand um 1895, es erhebt sich über einem Sandsteinsockel in drei Geschossen und ist mit einem Mansarddach versehen, die Seiten treten risalitartig hervor. Die einfach verputzte Fassade wird durch teilweise gekuppelte Fenster, Simse und Verdachungen über den Fenstern belebt. Manche Dachfenster sind durch Dreiecksgiebel hervorgehoben. Es handelt sich um einen typischen Bau der Zeit kurz vor 1900. Wie die anderen Häuser der Barbarastraße verweist er auf die städtebauliche Entwicklung Pieschens in dieser Zeit und ist von stadtbaugeschichtlichem sowie von bauhistorischem Wert. | 09216437 |
| Weitere Bilder                          | Doppelmietshaus in offener Bebauung | Barbarastraße 48; 50 (Karte) | um 1895 (Doppelmietshaus)                                                            | seitliche Tore nur noch z. T. erhalten, historisierender Bau um 1895 mit Klinkerfassade über verputztem Erdgeschoss, von städtebaugeschichtlicher und bauhistorischer Bedeutung. Das Ende des 19. Jahrhunderts, also während der Spätphase der Gründerzeit, entstandene Mietshaus erscheint als zeittypischer Klinkerbau über einem verputzten und mit Nutung versehenen Sockelgeschoss. Das Haus korrespondiert in seiner Gestaltung mit den Nachbargebäuden. Seine historistische Fassade ist schlicht gestaltet. Schmuck- und Gliederungselemente, wie übergiebelte Risalite mit Balkonen, hervorgehobene Fenster- und Türrahmungen beleben das dreigeschossige Gebäude. Hervorzuheben sind die jeweils mit bauchigen Turmhelmen gezierten Dachgaupen. Dieser Gestaltungsaufwand, der durch das Nachahmen früherer Stile gekennzeichnet ist, daher auch der Stilbegriff Historismus, bildet eine wesentliche Facette der Architektur vor 1900. Aus dem Zeugniswert für die historistische Baukunst Ende des 19. Jahrhunderts ergibt sich die baugeschichtliche Bedeutung des Hauses. Das hier zu beurteilende Objekt ist aber auch städtebaulich bedeutend, da es mit der den Nachbarhäusern zu einem stadtentwicklungsgeschichtlich wichtigen Ensemble gehört. Das öffentliche Erhaltungsinteresse des Gebäudes ergibt sich vor allem aus dem exemplarischen Wert für die Architektur der Zeit kurz vor 1900 und aus der Tatsache, dass derartige Bauten bundesweit als Denkmale erfasst sind und mittlerweile auch von großen Teilen der Bevölkerung als solche akzeptiert werden. | 09216434 |
| Weitere Bilder                          | Doppelmietshaus in offener Bebauung | Barbarastraße 52; 54 (Karte) | um 1895 (Doppelmietshaus)                                                            | seitliche Tore nur noch z. T. erhalten, historisierender Bau um 1895 mit Klinkerfassade über verputztem Erdgeschoss, von städtebaugeschichtlicher und bauhistorischer Bedeutung. Das Ende des 19. Jahrhunderts, also während der Spätphase der Gründerzeit, entstandene Mietshaus erscheint als zeittypischer Klinkerbau über einem verputzten und mit Nutung versehenen Sockelgeschoss. Das Haus korrespondiert in seiner Gestaltung mit den Nachbargebäuden. Seine historistische Fassade ist schlicht gestaltet. Schmuck- und Gliederungselemente, Risalite mit Balkonen, hervorgehobene Fenster- und Türrahmungen beleben das dreigeschossige Gebäude. Dieser Gestaltungsaufwand, der durch das Nachahmen früherer Stile gekennzeichnet ist, daher auch der Stilbegriff Historismus, bildet eine wesentliche Facette der Architektur vor 1900. Aus dem Zeugniswert für die historistische Baukunst Ende des 19. Jahrhunderts ergibt sich die baugeschichtliche Bedeutung des Hauses. Das hier zu beurteilende Objekt ist aber auch städtebaulich bedeutend, da es mit der den Nachbarhäusern zu einem stadtentwicklungsgeschichtlich wichtigen Ensemble gehört. Das öffentliche Erhaltungsinteresse des Gebäudes ergibt sich vor allem aus dem exemplarischen Wert für die Architektur der Zeit kurz vor 1900 und aus der Tatsache, dass derartige Bauten bundesweit als Denkmale erfasst sind und mittlerweile auch von großen Teilen der Bevölkerung als solche akzeptiert werden. | 09216435 |
| Weitere Bilder                          | Sachgesamtheit Am Alten Weingut Wilder Mann: kleine Siedlung des Allgemeinen Sächsischen Siedlerverbandes, Ortsverein Dresden mit mehreren Einzeldenkmalen                                                                                               | Bolivarstraße 2; 4; 6; 8; 10; 12; 14; 16; 18; 20; 22; 24; 26; 28; 30; 32; 34; 36; 38; 40; 42; 44; 46; 48; 50; 52; 54; 56; 58; 60; 62; 64; 66; 68; 70; 72; 74; 76; 78; 80; 82; 84; 86; 88 (Karte) | 1930–1931 (Siedlung)                                                                 | Sachgesamtheit Am Alten Weingut Wilder Mann: kleine Siedlung des Allgemeinen Sächsischen Siedlerverbandes, Ortsverein Dresden mit folgenden Einzeldenkmalen entlang der Bolivarstraße 4–86, gerade (ID-Nr. 09216621, 09216620, 09216617, 09216616), Bolivarstraße 2 und Großenhainer Straße 166–170 (ID-Nr. 09213929), Bolivarstraße 88 und Döbelner Straße 77/79 (ID-Nr. 09216615) sowie Virchowstraße 27 und 28 (ID-Nr. 09216619 und 09216618), als Sachgesamtheitsteile Garage (bei Großenhainer Straße 166/168) und alle Einfriedungen; Bauten mit Stilelementen der Neuen Sachlichkeit und Reformarchitektur um 1930, einfache Putzfassaden, ortsentwicklungsgeschichtliche und bauhistorische Bedeutung. | 09304551 |
| Weitere Bilder                          | Am Alten Weingut Wilder Mann: Eckbebauung (Bolivarstraße 2 und Großenhainer Str. 166/168/170) (Einzeldenkmal zu ID-Nr. 09304551) | Bolivarstraße 2 (Karte) | 1930–1931 (Mehrfamilienwohnhaus)                                                     | Einzeldenkmal der Sachgesamtheit Am Alten Weingut Wilder Mann; Bauten mit Stilelementen der Neuen Sachlichkeit und Reformarchitektur um 1930 in straßenbildprägender Lage, einfache Putzfassaden, Garage bei Großenhainer Str. 166/168 als Teil der Sachgesamtheit, ortsentwicklungsgeschichtliche und bauhistorische Bedeutung. | 09213929 |
| Weitere Bilder                          | Am Alten Weingut Wilder Mann: Reihenhausgruppe mit 26 Einfamilienhäusern (Einzeldenkmal zu ID-Nr. 09304551) | Bolivarstraße 4; 6; 8; 10; 12; 14; 16; 18; 20; 22; 24; 26; 28; 30; 32; 34; 36; 38; 40; 42; 44; 46; 48; 50; 52; 54 (Karte)                                                                        | 1930–1931 (Reihenhaus)                                                               | Einzeldenkmal der Sachgesamtheit Am Alten Weingut Wilder Mann; Teil einer kleinen Siedlung des Allgemeinen Sächsischen Siedlerverbandes, Ortsverein Dresden entlang der Bolivarstraße; Bauten mit Stilelementen der Neuen Sachlichkeit und Reformarchitektur um 1930, einfache Putzfassaden, ortsentwicklungsgeschichtliche und bauhistorische Bedeutung. | 09216621 |
| Weitere Bilder                          | Am Alten Weingut Wilder Mann: Wohnhaus (Einzeldenkmal zu ID-Nr. 09304551) | Bolivarstraße 56 (Karte) | 1930–1931 (Mehrfamilienwohnhaus)                                                     | Einzeldenkmal der Sachgesamtheit Am Alten Weingut Wilder Mann; Teil einer kleinen Siedlung des Allgemeinen Sächsischen Siedlerverbandes, Ortsverein Dresden entlang der Bolivarstraße; Bau mit Stilelementen der Neuen Sachlichkeit und Reformarchitektur um 1930, einfache Putzfassade, ortsentwicklungsgeschichtliche und bauhistorische Bedeutung. | 09216620 |
|                                         | Am Alten Weingut Wilder Mann: Wohnhaus (Einzeldenkmal zu ID-Nr. 09304551) | Bolivarstraße 58 (Karte) | 1930–1931 (Mehrfamilienwohnhaus)                                                     | Einzeldenkmal der Sachgesamtheit Am Alten Weingut Wilder Mann; Teil einer kleinen Siedlung des Allgemeinen Sächsischen Siedlerverbandes, Ortsverein Dresden entlang der Bolivarstraße; Bau mit Stilelementen der Neuen Sachlichkeit und Reformarchitektur um 1930, einfache Putzfassaden, ortsentwicklungsgeschichtliche und bauhistorische Bedeutung. | 09216617 |
| Weitere Bilder                          | Am Alten Weingut Wilder Mann: Reihenhausgruppe mit 14 Einfamilienhäusern (Einzeldenkmal zu ID-Nr. 09304551) | Bolivarstraße 60; 62; 64; 66; 68; 70; 72; 74; 76; 78; 80; 82; 84; 86 (Karte) | 1930–1931 (Reihenhaus)                                                               | Einzeldenkmal der Sachgesamtheit Am Alten Weingut Wilder Mann; Teil einer kleinen Siedlung des Allgemeinen Sächsischen Siedlerverbandes, Ortsverein Dresden entlang der Bolivarstraße; Bauten mit Stilelementen der Neuen Sachlichkeit und Reformarchitektur um 1930, einfache Putzfassaden, ortsentwicklungsgeschichtliche und bauhistorische Bedeutung. | 09216616 |
| Weitere Bilder                          | Am Alten Weingut Wilder Mann: Wohnhausgruppe (Bolivarstraße 88 und Döbelner Straße 77/79) (Einzeldenkmal zu ID-Nr. 09304551) | Bolivarstraße 88 (Karte) | 1926–1929 (Mehrfamilienwohnhaus)                                                     | Einzeldenkmal der Sachgesamtheit Am Alten Weingut Wilder Mann; Teil einer kleinen Siedlung des Allgemeinen Sächsischen Siedlerverbandes, Ortsverein Dresden entlang der Bolivarstraße; Bauten mit Stilelementen der Neuen Sachlichkeit und Reformarchitektur um 1930, einfache Putzfassaden, ortsentwicklungsgeschichtliche und bauhistorische Bedeutung. | 09216615 |
|                                         | Sachgesamtheit Gruppe Pieschen: Anlage aus hintereinander gestaffelten Baublöcken | Boxdorfer Straße 26; 28; 30; 32; 34; 36; 38; 40; 42; 42b (Karte) | 1929–1930 (Wohnanlage)                                                               | Sachgesamtheit Gruppe Pieschen: Anlage aus hintereinander gestaffelten Baublöcken, an der Hellerauer Straße in sechs Häuser aufgelöst, die zwei mittleren sehr lang gestreckten Trakte zudem nach der Größe (Höhe) von außen nach innen abgestuft, dazu vereinzelt stehende Gruppe direkt am Markusfriedhof (siehe auch Einzeldenkmäler: ID-Nr. 09213869 – Boxdorfer Straße 28 und Volkersdorfer Straße 24, ID-Nr. 09213870 – Boxdorfer Straße 30/32/34 und Volkersdorfer Straße 20/22, ID-Nr. 09216585 – Boxdorfer Straße 36/38/40/42/42b und Volkersdorfer Straße 12/14/16/18, ID-Nr. 09306414 – Hellerauer Straße 1/3/5/7, ID-Nr. 09306413 – Hellerauer Str. 9/11/13, ID-Nr. 09216589 – Hellerauer Str. 15/17/19/21, ID-Nr. 09216587 – Volkersdorfer Straße 1/3, ID-Nr. 09216588 – Volkersdorfer Straße 5/7/9/11 und Boxdorfer Straße 26) sowie Hellerauer Straße 2/4/6/8/10/12/14/16/18 (Sachgesamtheitsteile); Anlage ist Zeugnis des Siedlungsbaus der späten zwanziger Jahre, von baugeschichtlicher und sozialgeschichtlicher sowie ortsbildprägender Bedeutung. | 09213850 |
| Weitere Bilder                          | Gruppe Pieschen: Wohnblock mit Eckanbau (Volkersdorfer Straße 5/7/9/11 und Boxdorfer Straße 26) einer Siedlung der Dresdner Spar- und Bauverein e.G.m.b.H. (Einzeldenkmal zu ID-Nr. 09213850)                                                            | Boxdorfer Straße 26 (Karte) | 1929–1930 (Mehrfamilienwohnhaus)                                                     | Einzeldenkmal der Sachgesamtheit Gruppe Pieschen: Wohnblock mit Eckanbau; Anlage ist Zeugnis des Siedlungsbaus der späten zwanziger Jahre, von baugeschichtlicher und sozialgeschichtlicher sowie ortsbildprägender Bedeutung. | 09216588 |
| Weitere Bilder                          | Gruppe Pieschen: Wohnblock (Boxdorfer Straße 28 und Volkersdorfer Straße 24) einer Siedlung der Dresdner Spar- und Bauverein e.G.m.b.H. (Einzeldenkmal zu ID-Nr. 09213850)                                                                               | Boxdorfer Straße 28 (Karte) | 1929–1930 (Mehrfamilienwohnhaus)                                                     | Einzeldenkmal der Sachgesamtheit Gruppe Pieschen: Wohnblock; Anlage ist Zeugnis des Siedlungsbaus der späten zwanziger Jahre, von baugeschichtlicher und sozialgeschichtlicher sowie ortsbildprägender Bedeutung. | 09213869 |
| Weitere Bilder                          | Gruppe Pieschen: Wohnblock (Boxdorfer Straße 30/32/34 und Volkersdorfer Straße 20/22) einer Siedlung der Dresdner Spar- und Bauverein e.G.m.b.H. (Einzeldenkmal zu ID-Nr. 09213850)                                                                      | Boxdorfer Straße 30; 32; 34 (Karte) | 1929–1930 (Mehrfamilienwohnhaus)                                                     | Einzeldenkmal der Sachgesamtheit Gruppe Pieschen: Wohnblock; Anlage ist Zeugnis des Siedlungsbaus der späten zwanziger Jahre, von baugeschichtlicher und sozialgeschichtlicher sowie ortsbildprägender Bedeutung. | 09213870 |
| Weitere Bilder                          | Gruppe Pieschen: Wohnblock (Boxdorfer Straße 36/38/40/42/42b und Volkersdorfer Straße 12/14/16/18) einer Siedlung der Dresdner Spar- und Bauverein e.G.m.b.H. (Einzeldenkmal zu ID-Nr. 09213850)                                                         | Boxdorfer Straße 36; 38; 40; 42; 42b (Karte) | 1929–1930 (Mehrfamilienwohnhaus)                                                     | Einzeldenkmal der Sachgesamtheit Gruppe Pieschen: Wohnblock; Anlage ist Zeugnis des Siedlungsbaus der späten zwanziger Jahre, von baugeschichtlicher und sozialgeschichtlicher sowie ortsbildprägender Bedeutung. | 09216585 |
| Weitere Bilder                          | Wohnhausgruppe | Braunschweiger Straße 1; 1b; 3 (Karte) | 1928, nach Adressbuch (Wohnhaus)                                                     | schlichte Putzbauten von 1928 mit Klinkersockel und durch Mittelrisalit betonte Treppenhäuser, baugeschichtlich bedeutend | 09213935 |
| Weitere Bilder                          | Mietshaus in Ecklage und geschlossener Bebauung | Braunschweiger Straße 2 (Karte) | um 1900 (Mietshaus)                                                                  | charakteristischer Bau der Architektur nach 1900, belebt von Fachwerkgiebeln und betonter Eingangsachse, baugeschichtlich und stadtentwicklungsgeschichtlich bedeutend | 09216248 |
| Weitere Bilder                          | Mietshaus in geschlossener Bebauung | Braunschweiger Straße 4 (Karte) | um 1905 (Mietshaus)                                                                  | charakteristischer Bau der Architektur nach 1900, dominiert von übergiebeltem Mittelrisalit, baugeschichtlich und stadtentwicklungsgeschichtlich bedeutend | 09216247 |
| Weitere Bilder                          | Mietshaus in geschlossener Bebauung | Braunschweiger Straße 5 (Karte) | um 1905 (Mietshaus)                                                                  | charakteristischer Bau der Architektur nach 1900 mit Putzfassade, baugeschichtliche Bedeutung | 09216240 |
| Weitere Bilder                          | Mietshaus in geschlossener Bebauung | Braunschweiger Straße 6 (Karte) | um 1905 (Mietshaus)                                                                  | charakteristischer Bau der Reformbaukunst um 1910, dominiert von übergiebeltem Mittelrisalit, baugeschichtlich und stadtentwicklungsgeschichtlich bedeutend | 09216246 |
| Weitere Bilder                          | Wohnhausgruppe über L-förmigem Grundriss | Braunschweiger Straße 7 (Karte) | um 1925 (Wohnhaus)                                                                   | expressionistisch gestaltete Fassaden, Beispiel der Siedlungsarchitektur der 1920er Jahre, baugeschichtlich und stadtentwicklungsgeschichtlich bedeutend | 09216241 |
| Weitere Bilder                          | Mietshaus in geschlossener Bebauung | Braunschweiger Straße 8 (Karte) | um 1905 (Mietshaus)                                                                  | charakteristischer Bau der Reformbaukunst um 1910, dominiert von übergiebeltem Mittelrisalit, baugeschichtlich und stadtentwicklungsgeschichtlich bedeutend | 09216245 |
| Weitere Bilder                          | Häuserzeile (Braunschweiger Straße 10/12/14 und Wurzener Straße 21) | Braunschweiger Straße 10; 12; 14 (Karte) | um 1925 (Mehrfamilienwohnhaus)                                                       | Anlage an der Ecke Braunschweiger und Wurzener Straße, Beispiel des Wohnungsbaus der 1920er Jahre, expressionistische Gestaltung, baugeschichtlich bedeutend | 09216243 |
| Weitere Bilder                          | Mietshaus in Ecklage und geschlossener Bebauung | Bürgerstraße 2 (Karte) | um 1900 (Mietshaus)                                                                  | platzbildprägender Bau mit historisierender Klinkerfassade, baugeschichtlich bedeutend | 09216290 |
| Weitere Bilder                          | Mietshaus in geschlossener Bebauung | Bürgerstraße 4 (Karte) | um 1900 (Mietshaus)                                                                  | charakteristisches und weitgehend authentisch erhaltenes spätgründerzeitliches Mietshaus, baugeschichtlich bedeutend | 09216291 |
| Weitere Bilder                          | Mietshaus in geschlossener Bebauung | Bürgerstraße 10 (Karte) | um 1895 (Mietshaus)                                                                  | charakteristischer Bau der Architektur um 1900, baugeschichtlich bedeutend | 09216292 |
| Weitere Bilder                          | Mietshaus in geschlossener Bebauung | Bürgerstraße 12 (Karte) | um 1895 (Mietshaus)                                                                  | schlichter Putzbau mit historisierender Fassade, baugeschichtlich bedeutend | 09216293 |
| Weitere Bilder                          | Mietshaus in halboffener Bebauung | Bürgerstraße 14 (Karte) | um 1895 (Mietshaus)                                                                  | historisierendes Gebäude aus dem Ende des 19. Jahrhunderts mit zeittypischer Putzfassade, baugeschichtlich bedeutend | 09216294 |
| Weitere Bilder                          | Mietshausgruppe | Bürgerstraße 42; 44; 46 (Karte) | bezeichnet 1886 (Mietshaus)                                                          | charakteristische und weitgehend authentisch erhaltene spätgründerzeitliche Mietshäuser, baugeschichtlich bedeutend | 09216289 |
| Weitere Bilder                          | Mietshaus in geschlossener Bebauung | Bürgerstraße 50 (Karte) | um 1890 (Mietshaus)                                                                  | charakteristisches spätgründerzeitliches Mietshaus, baugeschichtlich bedeutend | 09216284 |
| Weitere Bilder                          | Mietshaus in geschlossener Bebauung | Bürgerstraße 52 (Karte) | um 1890 (Mietshaus)                                                                  | charakteristisches und weitgehend authentisch erhaltenes spätgründerzeitliches Mietshaus, baugeschichtlich bedeutend | 09216283 |
| Weitere Bilder                          | Mietshaus in geschlossener Bebauung | Bürgerstraße 54 (Karte) | bezeichnet 1891 (Mietshaus)                                                          | schlichter Putzbau, weitgehend authentisch erhaltenes spätgründerzeitliches Mietshaus, baugeschichtlich bedeutend | 09216282 |
| Weitere Bilder                          | Mietshaus in halboffener Bebauung | Bürgerstraße 56 (Karte) | bezeichnet 1897 (Mietshaus)                                                          | markanter barockisierender Wohnbau des ausgehenden 19. Jahrhunderts, in dieser Form selten, wenn nicht gar singulär in Dresden, baugeschichtlich und künstlerisch bedeutend | 09216281 |
| Weitere Bilder                          | Rathaus Pieschen | Bürgerstraße 63 (Karte) | bezeichnet 1890–1891 (Rathaus), 1892 (Polizeiwache)                                  | Rathaus und Hintergebäude; repräsentativer dreigeschossiger Bau von Schilling & Graebner mit Giebeln, Türmchen, Gaupen usw., im Stil der deutschen Neorenaissance erbaut, Hintergebäude ehemaliges Zellenhaus mit Arrestzellen und Wohnung für den ersten Schutzmann, baugeschichtlich, kunstgeschichtlich, ortsgeschichtlich und sozialgeschichtlich sowie künstlerisch bedeutend, zudem in dieser Gestaltung singulär Rekonstruktion 1991 bis 1993; Hintergebäude als Pieschener Feuerwache erbaut, teilweise zurückgebaut, seit 2001 als Bibliothek genutzt | 09216286 |
| Weitere Bilder                          | Wohnhaus in offener Bebauung | Bürgerstraße 65 (Karte) | um 1800 (Wohnhaus)                                                                   | schlichtes zweistöckiges Wohnhaus, baugeschichtlich bedeutend | 09216287 |
| Weitere Bilder                          | Schulhaus (Alte Schule von Pieschen) | Bürgerstraße 68 (Karte) | bezeichnet 1861 (Schule)                                                             | Schulbau mit rückwärtigem Hofgebäude und Einfriedung; Haupthaus zweigeschossig, bereichert durch Mittelrisalit mit gestaffeltem Dreiecksgiebel, in neogotischen Formen errichtet, baugeschichtlich und ortsgeschichtlich bedeutend Drittes Schulhaus von Pieschen, bis 1878 als Schule genutzt, später Standesamt und Druckerei; zweites Gebäude im Hinterhof 1873 als viertes Schulhaus erbaut, bis 1879 als Schule genutzt, danach Wohnhaus, 2005 Umbau zum Kinder- und Jugendhaus | 09216295 |
| Weitere Bilder                          | Wohnhaus in halboffener Bebauung | Bürgerstraße 72 (Karte) | 1912 (Wohnhaus)                                                                      | charakteristischer Bau der Reformstilarchitektur um 1910 von Hans Erlwein, baugeschichtlich bedeutend | 09218218 |
| Weitere Bilder                          | Mietshaus in halboffener Bebauung | Bürgerstraße 73 (Karte) | um 1890 (Mietshaus)                                                                  | historisierendes Gebäude aus dem Ende des 19. Jahrhunderts mit zeittypischer Putzfassade, baugeschichtlich bedeutend | 09216298 |
| Weitere Bilder                          | Mietshaus in Ecklage und geschlossener Bebauung | Bürgerstraße 75 (Karte) | um 1890 (Mietshaus)                                                                  | charakteristisches und weitgehend authentisch erhaltenes spätgründerzeitliches Mietshaus mit Laden, baugeschichtlich bedeutend | 09216297 |
| Weitere Bilder                          | Mietshaus in Ecklage und geschlossener Bebauung | Bürgerstraße 77 (Karte) | um 1890 (Mietshaus)                                                                  | charakteristisches und weitgehend authentisch erhaltenes spätgründerzeitliches Mietshaus mit Laden, baugeschichtlich bedeutend | 09216296 |
| Weitere Bilder                          | Mietshauszeile in offener Bebauung mit Teilen der seitlichen Einfriedungen und Toreinfahrt | Coswiger Straße 1; 3; 5 (Karte) | 1910, nach Adressbuch (Mietshaus)                                                    | um 1895 errichtete Mietshäuser, Fassade strukturiert durch Loggien, diese mit Brüstungsgittern im Jugendstil, ortsentwicklungsgeschichtliche und baugeschichtliche Bedeutung. Bei der um 1895 errichteten Wohnhauszeile handelt es sich um ein schönes Beispiel späthistoristischer Architektur. Alle drei Gebäudeteile sind einfach verputzt, dreigeschossig und mit ausgebauten Dachgeschoss angelegt. Die jeweilige Hausmitte und der Eingang des mittigen Hauses werden durch verschieden ausgeformte Fenster, Dachausbauten und die Lage der Balkone betont. Vor allem die vorspringenden Balkone akzentuieren die Fassade. Das alles sind typische Stilmittel des ausgehenden 19. Jahrhunderts. Das weitgehend authentisch erhaltene Gebäude verweist auf die bauliche Entwicklung Pieschens um 1900, hierdurch erlangt es seinen denkmalrelevanten Aussagewert. Es ist von historischen, stadtentwicklungsgeschichtlichen und bauhistorischen Wert. | 09216405 |
| Weitere Bilder                          | Doppelmietshaus in offener Bebauung, mit Einfriedung und Toreinfahrt an Nr. 7 | Coswiger Straße 7; 9 (Karte) | 1912, nach Adressbuch (Doppelmietshaus)                                              | einfach verputzter Bau von 1912, ortsentwicklungsgeschichtliche und baugeschichtliche Bedeutung. Bei dem um 1910 errichteten Doppelmietshaus mit drei Geschossen und ausgebauten Dachgeschoss handelt es sich um ein schönes Beispiel der Architektur dieser Zeit. Zitate, wie die Hervorhebung der Hausmitte durch ausgebaute Dachpartien, sowie die Art der Fenstersprossung zitieren das ca. 15 Jahre eher entstandenen Nachbargebäude Coswiger Straße 1,3,5 , sie verbinden sich mit dem zunehmend pragmatischen und funktionell geprägten Mietshauscharakter. Die Mitte der Gesamtfassade ist zudem jugendstilisch durch zarte Lisenen gegliedert und wird durch leicht hervorgehobene Girlanden unterhalb Fenster des dritten Geschosses betont. Das weitgehend authentisch erhaltene Gebäude verweist auf die bauliche Entwicklung Pieschens kurz nach 1900, hierdurch erlangt es seinen denkmalrelevanten Aussagewert. Es ist von historischer, stadtentwicklungsgeschichtlicher und bauhistorischem Wert. | 09216404 |
| Weitere Bilder                          | Wohnhauszeile (Coswiger Str. 8 und Zeithainer Straße 2/4) mit Innenhofgestaltung und Einfahrt, Teil einer Wohnanlage des Kleinwohnungsbauverein Dresden                                                                                                  | Coswiger Straße 8 (Karte) | 1913 (Mehrfamilienwohnhaus)                                                          | Komplex an der Ecke Riesaer / Zeithainer Straße, östlich der Zeithainer Straße drei gestaffelte Baukörper, an der Coswiger Straße ein Gebäude in Ecklage, westlich der Zeithainer Straße Baugruppe um einen zur Riesaer Straße offenen Innenhof, aus zwei Flügeln bestehend, welche durch ein mehrgeschossiges Torhaus zusammengehalten werden, die Zugänge teilweise von Einfriedungsmauern aus Klinker flankiert, um 1913 entstanden, von Reformarchitektur geprägt, bauhistorische und stadtentwicklungsgeschichtliche Bedeutung. | 09216349 |
| Weitere Bilder                          | Schankwirtschaft Coswiger Hof (ehem.) | Coswiger Straße 17 (Karte) | um 1890 (Mietshaus)                                                                  | Mietshaus in Ecklage, offener Bebauung und Einfriedung; mit seitlichen Anbauten, um 1890 entstandener typisch historisierender Bau, bauhistorische, stadtentwicklungsgeschichtliche und städtebauliche Bedeutung. Bei dem um 1890 errichteten Gebäude in Ecklage handelt es sich um ein dreigeschossiges Mietshaus mit Mansarddach. Eine ehemalige Schankwirtschaft, „Coswiger Hof“ genannt war wohl im Erdgeschoss untergebracht. Das Haus ist ein typisches Beispiel historistischer Architektur, wie es die verschiedenen Fensterverdachungen, das rustizierte Sockelgeschoss oder die, entsprechend der Ecklage des Gebäudes gewählte, verbrochene und turmartig überhöhte Ecke zeigen. Der Turmabschluss ist fraglich. Bis auf das rustizierte Sockelgeschoss ist das Haus einfach verputzt. Das weitgehend authentisch erhaltene Gebäude verweist auf die bauliche Entwicklung Pieschens kurz vor 1900, hierdurch erlangt es seinen denkmalrelevanten Aussagewert. Es ist von historischer, stadtentwicklungsgeschichtlicher und bauhistorischer Bedeutung. | 09216403 |
| Weitere Bilder                          | Doppelwohnhaus einer Wohnanlage | Dahlener Straße 1; 3 (Karte) | 1939 (Doppelwohnhaus)                                                                | schlichte Putzbauten der 1930er Jahre, siehe auch Wurzener Straße 60–64, baugeschichtlich bedeutend | 09216258 |
| Weitere Bilder                          | Mietshaus mit Einfriedung in offener Bebauung | Döbelner Straße 27 (Karte) | nach 1900 (Mietshaus)                                                                | dreigeschossiger Bau mit Mansarddach um 1900, Jugendstildekor, ortsgeschichtliche und bauhistorische Bedeutung. Fassadenausbildung: gequaderter Sandsteinsockel an der Straßenseite, Geschosse darüber einfach verputzt, Fenster mit unterschiedlichen Sandsteinrahmungen, im Mansarddach und im Obergeschoss reiches Zierfachwerk, akzentuierend eingesetzt. Das Dach ist mit Gaupen, Krüppelwalm und Zwerchgiebel ausgearbeitet. Die beiden mittleren Achsen werden durch Dachausbauten, zwei Fensterspiegel und dem überdachten Eingang betont, die Seiten von schmiedeeisernen Balkonen charakterisiert. Der Haustyp versucht die dem Haus zugrunde liegende klare Struktur einer Mietvilla mit Charakterzügen wirklicher Jugendstilvillen zu verbinden, wobei der Jugendstil meist dekorativ bleibt und sich nicht bei der Grundrissgestaltung widerspiegelt. Dennoch entstanden sehr eindrucksvolle großzügige Mietvillen, die sich von der sonstigen historistischen Bebauung abheben. Die authentisch erhaltene Villa steht im Zusammenhang mit den Nachbargebäuden zwischen Trachenberger Straße und Hans-Sachs-Straße, alle kurz nach 1900 errichtet. Sie verweist auf einen wichtigen Abschnitt der Ortsgeschichte. Hieraus ergibt sich ihre ortsentwicklungsgeschichtliche Bedeutung. Überdies dokumentiert sie Qualität und Anspruch im Mietvillenbau der Zeit um 1900, wodurch sie baugeschichtliche Bedeutung erlangt. Im Zusammenspiel mit den benachbarten Häusern entfaltet sie ortsbildprägende Bedeutung. | 09214014 |
| Weitere Bilder                          | Mietshaus mit Einfriedung in offener Bebauung | Döbelner Straße 29 (Karte) | nach 1900 (Mietshaus)                                                                | kurz nach 1900 entstandener Bau mit zeittypischer Formen- bzw. Materialvielfalt und Jugendstilelementen, ortsentwicklungsgeschichtliche und bauhistorische Bedeutung. Fassadenausbildung: gequaderter Sandsteinsockel an der Straßenseite, Geschosse darüber einfach verputzt, im Mansarddach zwei im Grundriss leicht auskragende Krüppelwalmdächer mit Fachwerk flankieren den unter einem Segmentbogen und Pultdach zurückgesetzt liegenden Eingang. Das Dach ist mit Gaupen, Krüppelwalm und Zwerchgiebel ausgebaut. Gestaltet und auf die Hausmitte hin ausgerichtet wird die Fassade vor allem durch drei auf schweren Kragsteinen aufgelegte Balkone. Der Haustyp versucht die dem Haus zugrunde liegende klare Struktur einer Mietvilla mit Charakterzügen wirklicher Jugendstilvillen zu verbinden, wobei der Jugendstil meist dekorativ bleibt und sich nicht bei der Grundrissgestaltung widerspiegelt. Dennoch entstanden sehr eindrucksvolle großzügige Mietvillen, die sich von der sonstigen historistischen Bebauung abheben. Die authentisch erhaltene Villa steht im Zusammenhang mit den Nachbargebäuden zwischen Trachenberger Straße und Hans-Sachs-Straße, alle kurz nach 1900 errichtet. Sie verweist auf einen wichtigen Abschnitt der Ortsgeschichte. Hieraus ergibt sich ihre ortsentwicklungsgeschichtliche Bedeutung. Überdies dokumentiert sie Qualität und Anspruch im Mietvillenbau der Zeit um 1900, wodurch sie baugeschichtliche Bedeutung erlangt. Im Zusammenspiel mit den benachbarten Häusern entfaltet sie ortsbildprägende Bedeutung. | 09214017 |
| Weitere Bilder                          | Mietshaus mit Einfriedung in offener Bebauung | Döbelner Straße 31 (Karte) | nach 1900 (Mietshaus)                                                                | dreigeschossiger Bau um 1900, ortsgeschichtliche und bauhistorische Bedeutung. Die Döbelner Straße entstand entlang eines ehemaligen Weinbergwegs, längs am Berg. Ihre heutige Bebauung wurde größtenteils Anfang des 20. Jahrhunderts errichtet und ist vor allem von Mietvillen geprägt, nur einige ältere kleinere Bauten zumeist aus dem 19. Jahrhunderts haben sich erhalten. Bei der wohl im ersten Viertel des 20. Jahrhunderts errichteten Mietvilla handelt es sich um ein typisches Beispiel späthistoristischer Bauweise verbunden mit zierenden Jugendstilelementen. Ihr zeittypisches Erscheinungsbild erhält sie vor allem durch die leicht auskragenden beiden mittleren Fensterachsen mit dem Eingang, den eine Kartusche betont. Die Seitenachsen besitzen in den Obergeschossen Balkone. Durch einen mittig angelegten Zwerchgiebel mit spitzer Gaupe, Fachwerk und ausgestelltem erkerartigem Austritt fügt sich das sonst schlichter gehaltene Mietsvillenhaus zu den beiden Bauten Döbelner Straße Nummer 27 und 29. Die authentisch erhaltene Villa steht im Zusammenhang mit den Nachbargebäuden zwischen Trachenberger Straße und Hans-Sachs-Straße, alle kurz nach 1900 errichtet. Sie verweist auf einen wichtigen Abschnitt der Ortsgeschichte. Hieraus ergibt sich ihre ortsentwicklungsgeschichtliche Bedeutung. Überdies dokumentiert sie Qualität und Anspruch im Mietvillenbau der Zeit um 1900, wodurch sie baugeschichtliche Bedeutung erlangt. Im Zusammenspiel mit den benachbarten Häusern entfaltet sie ortsbildprägende Bedeutung. | 09214018 |
| Weitere Bilder                          | Mietshaus in Ecklage und offener Bebauung | Döbelner Straße 33 (Karte) | nach 1900 (Mietshaus)                                                                | historisierender Bau mit Jugendstilelementen, bauhistorische Bedeutung, ortsbildprägend. Zu den Straßenseiten hin, ist der Turm von je einem geschwungenen neorenaissancehaften Giebel geschmückt, die Turmspitze ziert ein Dachreiter. Bei der Mietvilla handelt es sich um ein typisches Beispiel späthistoristischer Bauweise verbunden mit zierenden Jugendstilelementen. Ihr zeittypisches malerisches Erscheinungsbild erhält sie durch Materialvielfalt in der Fassadenausbildung: gequaderter Sandsteinsockel an den Straßenseiten, Sandsteinband im Erdgeschoss, Geschosse darüber einfach verputzt. Über den seitlich gelegenen Eingängen schmiedeeiserne Balkons angebracht, das Fassadenbild wird immer wieder durch ab dem ersten Obergeschoss vorkragende Achsen belebt. Das Dach ist mit Gaupen und Krüppelwalm ausgearbeitet. Der Haustyp versucht die dem Haus zugrunde liegende klare Struktur einer Mietvilla mit Charakterzügen wirklicher Jugendstilvillen zu verbinden, wobei der Jugendstil meist dekorativ bleibt und sich nicht bei der Grundrissgestaltung widerspiegelt. Dennoch entstanden sehr eindrucksvolle großzügige Mietvillen, die sich von der sonstigen historistischen Bebauung abheben Der authentisch erhalten Bau steht im Zusammenhang mit den Nachbargebäuden zwischen Trachenberger Straße und Hans-Sachs-Straße 35, alle kurz nach 1900 errichtet. Er verweist auf einen wichtigen Abschnitt der Ortsgeschichte. Hieraus ergibt sich seine ortsentwicklungsgeschichtliche Bedeutung. Überdies dokumentiert er Qualität und Anspruch im Mietvillenbau der Zeit um 1900, wodurch er baugeschichtliche Bedeutung erlangt. Im Zusammenspiel mit den benachbarten Häusern entfaltet er ortsbildprägende Bedeutung.                                | 09214019 |
| Weitere Bilder                          | Mietshaus in Ecklage und offener Bebauung | Döbelner Straße 35 (Karte) | nach 1900 (Mietshaus)                                                                | historisierender Bau mit Jugendstilelementen, baugeschichtliche und ortsbildprägende Bedeutung. Bei der Mietvilla handelt es sich um ein typisches Beispiel späthistoristischer Bauweise verbunden mit zierenden Jugendstilelementen. Ihr zeittypisches malerisches Erscheinungsbild erhält sie durch Materialvielfalt in der Fassadenausbildung: die Geschosse sind einfach verputzt, im Mansarddach belebt Zierfachwerk das Gebäude, genau wie unterschiedlich geformte und auskragende Giebel und Balkone. Das Dach ist mit Gaupen und turmartigen Eckabschlüssen ausgearbeitet. Ein ehemaliger Eckturm kann vermutet werden. Der Haustyp versucht die dem Haus zugrunde liegende klare Struktur einer Mietvilla mit Charakterzügen wirklicher Jugendstilvillen zu verbinden, wobei der Jugendstil meist dekorativ bleibt und sich nicht bei der Grundrissgestaltung widerspiegelt. Dennoch entstanden sehr eindrucksvolle großzügige Mietvillen, die sich von der sonstigen historistischen Bebauung abheben Der gut erhaltene Bau steht im Zusammenhang mit den Nachbargebäuden zwischen Trachenberger Straße und Hans-Sachs-Straße 35, alle kurz nach 1900 errichtet. Er verweist auf einen wichtigen Abschnitt der Ortsgeschichte. Hieraus ergibt sich seine ortsentwicklungsgeschichtliche Bedeutung. Überdies dokumentiert er Qualität und Anspruch im Mietshausbau der Zeit um 1900, wodurch er baugeschichtliche Bedeutung erlangt. Im Zusammenspiel mit den benachbarten Häusern entfaltet er ortsbildprägende Bedeutung. | 09214020 |
| Weitere Bilder                          | Mietshaus in Ecklage und offener Bebauung | Döbelner Straße 69 (Karte) | um 1895 (Mietshaus)                                                                  | um 1900 errichteter historisierender, kleiner Bau, straßenbildprägende Bedeutung, bauhistorische Bedeutung. Die Döbelner Straße entstand entlang eines ehemaligen Weinbergwegs, längs am Berg. Ihre heutige Bebauung wurde größtenteils Anfang des 20. Jahrhunderts errichtet und ist vor allem von Mietvillen geprägt, nur einige ältere kleinere Bauten zumeist aus dem 19. Jahrhunderts haben sich erhalten. Der historistische Bau wurde um 1900 errichtet. Bei dem Wohnhaus mit Ladeneingang, handelt es sich um ein hübsches Beispiel späthistoristischer Bauweise. Sein zeittypisches Erscheinungsbild erhält der Bau vor allem durch den auffällig konkav geformten Turmabschluss und durch die unterschiedlichen Fensterverdachungen. Die Geschosse sind einfach verputzt, über dem Eckeingang kragt ein Balkon aus. Der sanierte, in seiner Substanz aber erhaltene Bau verweist auf einen wichtigen Abschnitt der Ortsgeschichte. Hieraus ergibt sich seine ortsentwicklungsgeschichtliche Bedeutung, durch die Ecklage ist der Bau straßenbildbestimmend. Überdies dokumentiert er Qualität und Anspruch im Wohnhausbau der Zeit um 1900, wodurch er baugeschichtliche Bedeutung erlangt. | 09216579 |
| Weitere Bilder                          | Am Alten Weingut Wilder Mann: Wohnhausgruppe, Teil einer kleinen Siedlung des Allgemeinen Sächsischen Siedlerverbandes, Ortsverein Dresden entlang der Bolivarstraße (Einzeldenkmal zu ID-Nr. 09304551)                                                  | Döbelner Straße 77; 79 (Karte) | 1926–1929 (Mehrfamilienwohnhaus)                                                     | Einzeldenkmal der Sachgesamtheit Am Alten Weingut Wilder Mann: Wohnhausgruppe (Bolivarstraße 88 und Döbelner Straße 77/79); Bauten mit Stilelementen der Neuen Sachlichkeit und Reformarchitektur um 1930, einfache Putzfassaden, ortsentwicklungsgeschichtliche und bauhistorische Bedeutung. | 09216615 |
| Weitere Bilder                          | Sachgesamtheit Zur guten Hoffnung: Siedlung des Allgemeinen Sächsischen Siedlerverbandes mit mehreren Einzeldenkmalen | Duckwitzstraße 1; 1b; 2; 2b; 2c; 2d (Karte) | 1926–1929 (Siedlung)                                                                 | Sachgesamtheit Zur guten Hoffnung: Siedlung des Allgemeinen Sächsischen Siedlerverbandes mit folgenden Einzeldenkmalen: Duckwitzstraße 1–2d und Großenhainer Straße 162/164 (ID-Nr. 09216595), Duckwitzstraße 3–5d (ID-Nr. 09216613), Duckwitzstraße 4–6d (ID-Nr. 09216597), Duckwitzstraße 7–7d (ID-Nr. 09216612), Duckwitzstraße 8–8d (ID-Nr. 09216598), Duckwitzstraße 9–9d (ID-Nr. 09216611), Duckwitzstraße 10–10d (ID-Nr. 09216599), Duckwitzstraße 11–11c (ID-Nr. 09216610), Duckwitzstraße 12–12c (ID-Nr. 09216600), Duckwitzstraße 13–13d (ID-Nr. 09216609), Duckwitzstraße 14–14d (ID-Nr. 09216601), Duckwitzstraße 15–15c (ID-Nr. 09216608), Duckwitzstraße 16–16c (ID-Nr. 09216602), Duckwitzstraße 17–17d (ID-Nr. 09216607), Duckwitzstraße 18–18d (ID-Nr. 09216603), Duckwitzstraße 19–21b (ID-Nr. 09216605), Duckwitzstraße 20–22b (ID-Nr. 09216604), Duckwitzstraße 23–26 (ID-Nr. 09216606) sowie die Vorgärten und Einfriedungen als Sachgesamtheitsteile; langgestreckte Anlage zwischen zwei Torhäusern, bestehend aus Reihenhausgruppen und kleinen Mehrfamilienhäusern mit großzügigen Vorgärten und Lattenzauneinfriedung, im Wechsel Hofbildung durch zurückgesetzte Bauten, charakteristisches Beispiel des Kleinwohnungs- und Siedlungsbaus um 1930 in Dresden, baugeschichtlich und stadtentwicklungsgeschichtlich bedeutend. | 09304974 |
| Weitere Bilder                          | Zur guten Hoffnung: südliches Torhaus über winkelförmigem Grundriss mit angefügtem kleinem Flügel Großenhainer Straße 162/164, Teil einer Siedlung des Allgemeinen Sächsischen Siedlerverbandes an der Duckwitzstraße (Einzeldenkmal zu ID-Nr. 09304974) | Duckwitzstraße 1; 1b; 2; 2b; 2c; 2d (Karte) | 1926–1929 (Mehrfamilienwohnhaus)                                                     | Einzeldenkmal der Sachgesamtheit Zur guten Hoffnung; Torhaus Hauptteil dreigeschossig mit erhöhter Mitte, darunter großer halbrunder Torbogen, Siedlung langgestreckte Anlage zwischen zwei Torhäusern, bestehend aus Reihenhäusern und kleinen Mehrfamilienhäusern mit großzügigen Vorgärten und Lattenzauneinfriedung, im Wechsel Hofbildung durch zurückgesetzte Bauten, charakteristisches Beispiel des Kleinwohnungs- und Siedlungsbaus um 1930 in Dresden, baugeschichtlich und stadtentwicklungsgeschichtlich bedeutend. | 09216595 |
| Weitere Bilder                          | Zur guten Hoffnung: Reihenhausgruppe mit acht Einfamilienhäusern, Teil einer Siedlung des Allgemeinen Sächsischen Siedlerverbandes an der Duckwitzstraße (Einzeldenkmal zu ID-Nr. 09304974)                                                              | Duckwitzstraße 3; 3b; 3c; 3d; 5; 5b; 5c; 5d (Karte) | 1926–1929 (Reihenhaus)                                                               | Einzeldenkmal der Sachgesamtheit Zur guten Hoffnung; langgestreckte Anlage zwischen zwei Torhäusern, bestehend aus Reihenhäusern und kleinen Mehrfamilienhäusern mit großzügigen Vorgärten und Lattenzauneinfriedung, im Wechsel Hofbildung durch zurückgesetzte Bauten, charakteristisches Beispiel des Kleinwohnungs- und Siedlungsbaus um 1930 in Dresden, baugeschichtlich und stadtentwicklungsgeschichtlich bedeutend. | 09216613 |
| Weitere Bilder                          | Zur guten Hoffnung: Reihenhausgruppe mit acht Einfamilienhäusern, Teil einer Siedlung des Allgemeinen Sächsischen Siedlerverbandes an der Duckwitzstraße (Einzeldenkmal zu ID-Nr. 09304974)                                                              | Duckwitzstraße 4; 4b; 4c; 4d; 6; 6b; 6c; 6d (Karte) | 1926–1929 (Reihenhaus)                                                               | Einzeldenkmal der Sachgesamtheit Zur guten Hoffnung; langgestreckte Anlage zwischen zwei Torhäusern, bestehend aus Reihenhäusern und kleinen Mehrfamilienhäusern mit großzügigen Vorgärten und Lattenzauneinfriedung, im Wechsel Hofbildung durch zurückgesetzte Bauten, charakteristisches Beispiel des Kleinwohnungs- und Siedlungsbaus um 1930 in Dresden, baugeschichtlich und stadtentwicklungsgeschichtlich bedeutend. | 09216597 |
| Weitere Bilder                          | Zur guten Hoffnung: Reihenhausgruppe mit vier Einfamilienhäusern, Teil einer Siedlung des Allgemeinen Sächsischen Siedlerverbandes an der Duckwitzstraße (Einzeldenkmal zu ID-Nr. 09304974)                                                              | Duckwitzstraße 7; 7b; 7c; 7d (Karte) | 1926–1929 (Reihenhaus)                                                               | Einzeldenkmal der Sachgesamtheit Zur guten Hoffnung; langgestreckte Anlage zwischen zwei Torhäusern, bestehend aus Reihenhäusern und kleinen Mehrfamilienhäusern mit großzügigen Vorgärten und Lattenzauneinfriedung, im Wechsel Hofbildung durch zurückgesetzte Bauten, charakteristisches Beispiel des Kleinwohnungs- und Siedlungsbaus um 1930 in Dresden, baugeschichtlich und stadtentwicklungsgeschichtlich bedeutend. | 09216612 |
| Weitere Bilder                          | Zur guten Hoffnung: Reihenhausgruppe mit vier Einfamilienhäusern, Teil einer Siedlung des Allgemeinen Sächsischen Siedlerverbandes an der Duckwitzstraße (Einzeldenkmal zu ID-Nr. 09304974)                                                              | Duckwitzstraße 8; 8b; 8c; 8d (Karte) | 1926–1929 (Reihenhaus)                                                               | Einzeldenkmal der Sachgesamtheit Zur guten Hoffnung; langgestreckte Anlage zwischen zwei Torhäusern, bestehend aus Reihenhäusern und kleinen Mehrfamilienhäusern mit großzügigen Vorgärten und Lattenzauneinfriedung, im Wechsel Hofbildung durch zurückgesetzte Bauten, charakteristisches Beispiel des Kleinwohnungs- und Siedlungsbaus um 1930 in Dresden, baugeschichtlich und stadtentwicklungsgeschichtlich bedeutend. | 09216598 |
| Weitere Bilder                          | Zur guten Hoffnung: Reihenhausgruppe mit vier Einfamilienhäusern, Teil einer Siedlung des Allgemeinen Sächsischen Siedlerverbandes an der Duckwitzstraße (Einzeldenkmal zu ID-Nr. 09304974)                                                              | Duckwitzstraße 9; 9b; 9c; 9d (Karte) | 1926–1929 (Reihenhaus)                                                               | Einzeldenkmal der Sachgesamtheit Zur guten Hoffnung; langgestreckte Anlage zwischen zwei Torhäusern, bestehend aus Reihenhäusern und kleinen Mehrfamilienhäusern mit großzügigen Vorgärten und Lattenzauneinfriedung, im Wechsel Hofbildung durch zurückgesetzte Bauten, charakteristisches Beispiel des Kleinwohnungs- und Siedlungsbaus um 1930 in Dresden, baugeschichtlich und stadtentwicklungsgeschichtlich bedeutend. | 09216611 |
| Weitere Bilder                          | Zur guten Hoffnung: Reihenhausgruppe mit vier Einfamilienhäusern, Teil einer Siedlung des Allgemeinen Sächsischen Siedlerverbandes an der Duckwitzstraße (Einzeldenkmal zu ID-Nr. 09304974)                                                              | Duckwitzstraße 10; 10b; 10c; 10d (Karte) | 1926–1929 (Reihenhaus)                                                               | Einzeldenkmal der Sachgesamtheit Zur guten Hoffnung; langgestreckte Anlage zwischen zwei Torhäusern, bestehend aus Reihenhäusern und kleinen Mehrfamilienhäusern mit großzügigen Vorgärten und Lattenzauneinfriedung, im Wechsel Hofbildung durch zurückgesetzte Bauten, charakteristisches Beispiel des Kleinwohnungs- und Siedlungsbaus um 1930 in Dresden, baugeschichtlich und stadtentwicklungsgeschichtlich bedeutend. | 09216599 |
| Weitere Bilder                          | Zur guten Hoffnung: Ein- bzw. Mehrfamilienhausgruppe, Teil einer Siedlung des Allgemeinen Sächsischen Siedlerverbandes an der Duckwitzstraße (Einzeldenkmal zu ID-Nr. 09304974)                                                                          | Duckwitzstraße 11; 11b; 11c (Karte) | 1926–1929 (Mehrfamilienwohnhaus), 1926–1929 (Einfamilienwohnhaus)                    | Einzeldenkmal der Sachgesamtheit Zur guten Hoffnung; langgestreckte Anlage zwischen zwei Torhäusern, bestehend aus Reihenhäusern und kleinen Mehrfamilienhäusern mit großzügigen Vorgärten und Lattenzauneinfriedung, im Wechsel Hofbildung durch zurückgesetzte Bauten, charakteristisches Beispiel des Kleinwohnungs- und Siedlungsbaus um 1930 in Dresden, baugeschichtlich und stadtentwicklungsgeschichtlich bedeutend. | 09216610 |
| Weitere Bilder                          | Zur guten Hoffnung: Ein- bzw. Mehrfamilienhausgruppe, Teil einer Siedlung des Allgemeinen Sächsischen Siedlerverbandes an der Duckwitzstraße (Einzeldenkmal zu ID-Nr. 09304974)                                                                          | Duckwitzstraße 12; 12b; 12c (Karte) | 1926–1929 (Mehrfamilienwohnhaus), 1926–1929 (Einfamilienwohnhaus)                    | Einzeldenkmal der Sachgesamtheit Zur guten Hoffnung; langgestreckte Anlage zwischen zwei Torhäusern, bestehend aus Reihenhäusern und kleinen Mehrfamilienhäusern mit großzügigen Vorgärten und Lattenzauneinfriedung, im Wechsel Hofbildung durch zurückgesetzte Bauten, charakteristisches Beispiel des Kleinwohnungs- und Siedlungsbaus um 1930 in Dresden, baugeschichtlich und stadtentwicklungsgeschichtlich bedeutend. | 09216600 |
| Weitere Bilder                          | Zur guten Hoffnung: Reihenhausgruppe mit vier Einfamilienhäusern, Teil einer Siedlung des Allgemeinen Sächsischen Siedlerverbandes an der Duckwitzstraße (Einzeldenkmal zu ID-Nr. 09304974)                                                              | Duckwitzstraße 13; 13b; 13c; 13d (Karte) | 1926–1929 (Reihenhaus)                                                               | Einzeldenkmal der Sachgesamtheit Zur guten Hoffnung; langgestreckte Anlage zwischen zwei Torhäusern, bestehend aus Reihenhäusern und kleinen Mehrfamilienhäusern mit großzügigen Vorgärten und Lattenzauneinfriedung, im Wechsel Hofbildung durch zurückgesetzte Bauten, charakteristisches Beispiel des Kleinwohnungs- und Siedlungsbaus um 1930 in Dresden, baugeschichtlich und stadtentwicklungsgeschichtlich bedeutend. | 09216609 |
| Weitere Bilder                          | Zur guten Hoffnung: Reihenhausgruppe mit vier Einfamilienhäusern, Teil einer Siedlung des Allgemeinen Sächsischen Siedlerverbandes an der Duckwitzstraße (Einzeldenkmal zu ID-Nr. 09304974)                                                              | Duckwitzstraße 14; 14b; 14c; 14d (Karte) | 1926–1929 (Reihenhaus)                                                               | Einzeldenkmal der Sachgesamtheit Zur guten Hoffnung; langgestreckte Anlage zwischen zwei Torhäusern, bestehend aus Reihenhäusern und kleinen Mehrfamilienhäusern mit großzügigen Vorgärten und Lattenzauneinfriedung, im Wechsel Hofbildung durch zurückgesetzte Bauten, charakteristisches Beispiel des Kleinwohnungs- und Siedlungsbaus um 1930 in Dresden, baugeschichtlich und stadtentwicklungsgeschichtlich bedeutend. | 09216601 |
| Weitere Bilder                          | Einzeldenkmal der Sachgesamtheit Zur guten Hoffnung: Ein- bzw. Mehrfamilienhausgruppe, Teil einer Siedlung des Allgemeinen Sächsischen Siedlerverbandes an der Duckwitzstraße (Einzeldenkmal zu ID-Nr. 09304974)                                         | Duckwitzstraße 15; 15b; 15c (Karte) | 1926–1929 (Mehrfamilienwohnhaus), 1926–1929 (Einfamilienwohnhaus)                    | Einzeldenkmal der Sachgesamtheit Zur guten Hoffnung; langgestreckte Anlage zwischen zwei Torhäusern, bestehend aus Reihenhäusern und kleinen Mehrfamilienhäusern mit großzügigen Vorgärten und Lattenzauneinfriedung, im Wechsel Hofbildung durch zurückgesetzte Bauten, charakteristisches Beispiel des Kleinwohnungs- und Siedlungsbaus um 1930 in Dresden, baugeschichtlich und stadtentwicklungsgeschichtlich bedeutend. | 09216608 |
| Weitere Bilder                          | Zur guten Hoffnung: Ein- bzw. Mehrfamilienhausgruppe, Teil einer Siedlung des Allgemeinen Sächsischen Siedlerverbandes an der Duckwitzstraße (Einzeldenkmal zu ID-Nr. 09304974)                                                                          | Duckwitzstraße 16; 16b; 16c (Karte) | 1926–1929 (Mehrfamilienwohnhaus), 1926–1929 (Einfamilienwohnhaus)                    | Einzeldenkmal der Sachgesamtheit Zur guten Hoffnung; langgestreckte Anlage zwischen zwei Torhäusern, bestehend aus Reihenhäusern und kleinen Mehrfamilienhäusern mit großzügigen Vorgärten und Lattenzauneinfriedung, im Wechsel Hofbildung durch zurückgesetzte Bauten, charakteristisches Beispiel des Kleinwohnungs- und Siedlungsbaus um 1930 in Dresden, baugeschichtlich und stadtentwicklungsgeschichtlich bedeutend. | 09216602 |
| Weitere Bilder                          | Zur guten Hoffnung: Reihenhausgruppe mit vier Einfamilienhäusern, Teil einer Siedlung des Allgemeinen Sächsischen Siedlerverbandes an der Duckwitzstraße (Einzeldenkmal zu ID-Nr. 09304974)                                                              | Duckwitzstraße 17; 17b; 17c; 17d (Karte) | 1926–1929 (Reihenhaus)                                                               | Einzeldenkmal der Sachgesamtheit Zur guten Hoffnung; langgestreckte Anlage zwischen zwei Torhäusern, bestehend aus Reihenhäusern und kleinen Mehrfamilienhäusern mit großzügigen Vorgärten und Lattenzauneinfriedung, im Wechsel Hofbildung durch zurückgesetzte Bauten, charakteristisches Beispiel des Kleinwohnungs- und Siedlungsbaus um 1930 in Dresden, baugeschichtlich und stadtentwicklungsgeschichtlich bedeutend. | 09216607 |
| Weitere Bilder                          | Zur guten Hoffnung: Reihenhausgruppe mit vier Einfamilienhäusern, Teil einer Siedlung des Allgemeinen Sächsischen Siedlerverbandes an der Duckwitzstraße (Einzeldenkmal zu ID-Nr. 09304974)                                                              | Duckwitzstraße 18; 18b; 18c; 18d (Karte) | 1926–1929 (Reihenhaus)                                                               | Einzeldenkmal der Sachgesamtheit Zur guten Hoffnung; langgestreckte Anlage zwischen zwei Torhäusern, bestehend aus Reihenhäusern und kleinen Mehrfamilienhäusern mit großzügigen Vorgärten und Lattenzauneinfriedung, im Wechsel Hofbildung durch zurückgesetzte Bauten, charakteristisches Beispiel des Kleinwohnungs- und Siedlungsbaus um 1930 in Dresden, baugeschichtlich und stadtentwicklungsgeschichtlich bedeutend. | 09216603 |
| Weitere Bilder                          | Zur guten Hoffnung: Reihenhausgruppe mit vier Einfamilienhäusern, Teil einer Siedlung des Allgemeinen Sächsischen Siedlerverbandes an der Duckwitzstraße (Einzeldenkmal zu ID-Nr. 09304974)                                                              | Duckwitzstraße 19; 19b; 21; 21b (Karte) | 1926–1929 (Reihenhaus)                                                               | Einzeldenkmal der Sachgesamtheit Zur guten Hoffnung; langgestreckte Anlage zwischen zwei Torhäusern, bestehend aus Reihenhäusern und kleinen Mehrfamilienhäusern mit großzügigen Vorgärten und Lattenzauneinfriedung, im Wechsel Hofbildung durch zurückgesetzte Bauten, charakteristisches Beispiel des Kleinwohnungs- und Siedlungsbaus um 1930 in Dresden, baugeschichtlich und stadtentwicklungsgeschichtlich bedeutend. | 09216605 |
| Weitere Bilder                          | Zur guten Hoffnung: Reihenhausgruppe mit vier Einfamilienhäusern, Teil einer Siedlung des Allgemeinen Sächsischen Siedlerverbandes an der Duckwitzstraße (Einzeldenkmal zu ID-Nr. 09304974)                                                              | Duckwitzstraße 20; 20b; 22; 22b (Karte) | 1926–1929 (Reihenhaus)                                                               | Einzeldenkmal der Sachgesamtheit Zur guten Hoffnung; langgestreckte Anlage zwischen zwei Torhäusern, bestehend aus Reihenhäusern und kleinen Mehrfamilienhäusern mit großzügigen Vorgärten und Lattenzauneinfriedung, im Wechsel Hofbildung durch zurückgesetzte Bauten, charakteristisches Beispiel des Kleinwohnungs- und Siedlungsbaus um 1930 in Dresden, baugeschichtlich und stadtentwicklungsgeschichtlich bedeutend. | 09216604 |
| Weitere Bilder                          | Zur guten Hoffnung: nördliches Torhaus, Teil einer Siedlung des Allgemeinen Sächsischen Siedlerverbandes an der Duckwitzstraße (Einzeldenkmal zu ID-Nr. 09304974)                                                                                        | Duckwitzstraße 23; 23b; 24; 24b; 25; 26 (Karte) | 1926–1929 (Mehrfamilienwohnhaus)                                                     | Einzeldenkmal der Sachgesamtheit Zur guten Hoffnung; Torhaus zweigeschossig mit erhöhtem Mittelteil, darunter rundbogige Tordurchfahrt, Siedlung langgestreckte Anlage zwischen zwei Torhäusern, bestehend aus Reihenhäusern und kleinen Mehrfamilienhäusern mit großzügigen Vorgärten und Lattenzauneinfriedung, im Wechsel Hofbildung durch zurückgesetzte Bauten, charakteristisches Beispiel des Kleinwohnungs- und Siedlungsbaus um 1930 in Dresden, baugeschichtlich und stadtentwicklungsgeschichtlich bedeutend. | 09216606 |
| Weitere Bilder                          | Mietshaus mit Einfriedung in offener Bebauung | Eschebachstraße 2 (Karte) | um 1910 (Mietshaus)                                                                  | Putzbau mit Bezügen zur Reformarchitektur, bauhistorische Bedeutung. Über einem kleinen Sandsteinsockel erhebt sich das einfach geputzte Gebäude. Das im Grundriss asymmetrisch angelegte Gebäude wird von einem großen, weit vorspringenden Giebel zur Straße hin beherrscht. Sein typisches Erscheinungsbild erhält der Bau durch den vorspringenden Giebel und die ebenfalls auskragenden kubischen Balkone an der Vorderfront und an der Seite. Die Brüstungen sind teilweise mit Schmuckkassetten verziert, das Dach mit Gaupen ausgebaut. | 09216333 |
| Weitere Bilder                          | Mietshaus mit Einfriedung in offener Bebauung | Eschebachstraße 3 (Karte) | um 1910 (Mietshaus)                                                                  | typischer Bau um 1910 mit Natursteinsockel, Putzfassade und Zierfachwerk im dominierenden Giebel, bauhistorische Bedeutung. Die Eschebachstraße wurde um 1911 angelegt, sie ist nach dem Industriellen Carl Eschebach (1842–1905), dem Gründer der Eschebach Werke benannt. Ihre Bebauung ist verbunden mit der Industriegeschichte in Dresden-Pieschen nach 1900. Bei dem um 1910 errichteten Mietshaus mit drei Geschossen und ausgebauten Dachgeschoss handelt es sich um ein schönes Beispiel späthistoristischer Architektur mit deutlichen Tendenzen zur Reformarchitektur. Der Bau wird von einem großen, weit vorspringenden Giebel mit Zwerchhaus zur Straße hin beherrscht. Dieser Giebel nimmt die zwei mittleren Fensterachsen ein und besitzt ab dem dritten Geschoss eine einfache Holzzier. Wie an den Nachbargebäuden prägen das Haus die auskragenden kubischen Balkone an den Seiten. Die Verkleidung des Sandsteinsockels ist bis zum Hochparterre gezogen darüber wurde das Gebäude einfach verputzt. Die authentisch erhaltene Villa steht im Zusammenhang mit den Nachbargebäuden, alle um 1910 errichtet und besitzt ortsentwicklungsgeschichtliche Bedeutung. Sie dokumentiert Qualität und Anspruch im Mietvillenbau der Zeit um 1910, wodurch sie baugeschichtliche Bedeutung erlangt. | 09216332 |
| Weitere Bilder                          | Mietshaus mit Einfriedung in offener Bebauung | Eschebachstraße 5 (Karte) | um 1910 (Mietshaus)                                                                  | um 1911 errichteter Bau mit Jugendstil-Reformstilelementen, bauhistorische Bedeutung. Der bossierte Sandsteinsockels ist bis zum Hochparterre gezogen darüber wurde das Gebäude einfach verputzt. Der Bau wird von einem großen, vorspringenden Giebel im Dach und durch eine Art vorspringenden Mittelrisalit in den Geschossen zur Straße hin beherrscht. Der Risalit und der Giebel nehmen die beiden mittleren Fensterachsen ein. Im ersten und zweiten Geschoss ist der Risalit durch flachrunde Erker ausgezeichnet, im Obergeschoss und im Giebel zusätzlich durch farblich und im Putz abgesetzte Flächen, dazu im Giebel noch ein Okulus darum eine aufgeputzte Schmuckgirlande. Wie an den Nachbargebäuden prägen das Haus die auskragenden kubischen Balkone an den Seiten. | 09216331 |
| Weitere Bilder                          | Mietshaus mit Einfriedung in Ecklage und offener Bebauung | Eschebachstraße 7 (Karte) | um 1910 (Mietshaus)                                                                  | um 1911, Gebäude mit Reformstilelementen, bauhistorische Bedeutung. Der bossierte Sandsteinsockels ist unregelmäßig bis zum Hochparterre gezogen darüber wurde das Gebäude einfach verputzt. Der Eckbau liegt an einer Kurve und wird zeittypisch im ersten Geschoss von auskragenden Erkern an und einmal auch vor der Ecke betont, ebenfalls Stilmittel der Zeit ist das im zweiten Obergeschoss verwendete einfache Fachwerkmotiv. | 09216330 |
| Weitere Bilder                          | Mietshaus in Ecklage und offener Bebauung | Grimmaische Straße 2 (Karte) | bezeichnet 1897 (Mietshaus)                                                          | aufwendiger, historisierender Klinker-Sandstein-Bau von 1897, städtebauliche und bauhistorische Bedeutung. Das am Ende des 19. Jahrhunderts, also während der Spätphase der Gründerzeit, entstandene Eckhaus Grimmaische Straße 2, erscheint als zeittypischer Klinkerbau. Seine historisierende Fassade ist entsprechend gestaltet: zwei Ecktürme mit Dachreitern, Schmuck- und Gliederungselemente, wie farbig abgehobene horizontale Bänder und Rauten, mit Dreiecks und Segmentgiebelverdachungen hervorgehobene Fensterrahmungen sowie Dachgauben beleben das dreigeschossige Gebäude mit Mansarddach. Die groß an der Hauptecke des Hauses angebrachte Jahreszahl 1897 datiert das Gebäude, die Initialen R. M. verweisen sicher auf den Bauherren. Das Haus dokumentiert im Zusammenhang der umgebenden Gebäude die Ausdehnung der Pieschener Bebauung vor der Jahrhundertwende. Das öffentliche Erhaltungsinteresse des Gebäudes Grimmische Straße 2 ergibt sich aus dem Wert der Architektur der Zeit kurz vor 1900 und aus der Tatsache, dass derartige Bauten bundesweit als Denkmale erfasst sind und mittlerweile auch von großen Teilen der Bevölkerung als solche akzeptiert werden. Zudem besitzt das Gebäude bauhistorische und auf Grund der Ecklage auch städtebauliche Bedeutung. | 09213848 |
| Weitere Bilder                          | Doppelmietshaus (Grimmaische Str. 34 und Hubertusstraße 33) in offener Bebauung | Grimmaische Straße 34 (Karte) | um 1912 (Doppelmietshaus)                                                            | Mietshaus um 1910 mit Jugendstilelementen, stadtentwicklungsgeschichtlich und bauhistorisch bedeutend. Das um 1910 entstandene Mietshaus Hubertusstraße 33 / Grimmaische Straße 34 ist ein Bau mit Anklängen an Jugendstil- und Reformarchitektur. Das über einem bossierten Sockel in drei Geschossen aufgehende, einfach verputzte Gebäude besitzt ein Mansarddach. Seine Fassade ist ansprechend gearbeitet. Zwei verschieden ausgestaltete große, risalitartig vorkragende Giebel mit Zwerchhäusern charakterisieren die Fassade. Schmuck- und Gliederungselemente, wie kleine Balkone, ein Spiel mit den Größen von Fenster- bzw. und Türrahmungen und kleine, in Putz ausgeführte Kartuschen beleben das Gebäude. Das Haus besitzt städtebaugeschichtliche und bauhistorische Bedeutung. | 09213934 |
| Weitere Bilder                          | Mietshaus in Ecklage und offener Bebauung | Großenhainer Straße 66 (Karte) | um 1900 (Mietshaus)                                                                  | historisierender Bau um 1900 mit ansprechender Fassadengliederung, bauhistorische Bedeutung. Um 1900 wurde das typisch späthistoristische Mietshaus an der Ecke Großenhainer Straße / Weinböhlaer Straße errichtet. Es handelt sich um einen viergeschossigen, einfach verputzten Bau mit einer interessanten doppelturmartigen Betonung der Ecklage. Die Fassade zur Großenhainer Straße wird ab dem ersten Obergeschoss durch über Veranden risalitartig vorspringenden und im Dachgeschoss mit turmartigen Lösungen versehenen geprägt. Demgegenüber verspringt die Fassade zur Weinböhlaer Straße vom Erd- bis zum Obergeschoss zusammen. Das Obergeschoss ist teilweise mit Zierfachwerk versehen, ein geschweifter Giebel charakterisiert den diese Seite des Hauses. Die gekonnt verwendeten historistischen Bauelemente, wie Erker, Giebel, Verdachungen, Fachwerk, Simse und Türmchen verleihen dem Gebäude einen originellen Zug. Durch seinen guten Zustand erlangt das Gebäude einen bauhistorischen Wert. Auch ein stadtentwicklungsgeschichtlicher Wert kommt dem Gebäude zu, weil es gemeinsam mit der Nachbarbebauung zeigt, in welcher Weise sich die Stadt um 1900 entwickelte. | 09214038 |
| Weitere Bilder                          | Mietshaus in offener Bebauung | Großenhainer Straße 80 (Karte) | um 1895 (Mietshaus)                                                                  | historisierender Putzbau um 1895, baugeschichtliche Bedeutung. Bei dem einfach verputzten, dreigeschossigen Gebäude mit Mansarddach handelt es sich um ein späthistoristisches Mietshaus. Typisch dafür ist die Mischung aus pragmatischen Wohnhausbau der mit stilistisch älteren Architekturkennzeichen in der Großarchitektur und kleineren Schmuckformen versehen und zu einer Einheit verbunden wird. Dazu gehören beispielsweise die die turmartig ausgebildeten Ecken, deren Mansarden als Vollgeschoss ausgebaut wurde und mit steilen Dächern versehen ist. Sie geben dem Bau einen wehrhaften oder auch schlossartigen Charakter. An der Schaufassade kragen davor noch Zwerchgiebel aus, die mit stilisierten oberen Abschluss in Formen der Neorenaissance ausgestattet sind. Sonst noch charakteristisch sind die verschiedenen Fensterverdachungen, die Simse und die Dachgaupen. Das Gebäude steht in einem baulichen Zusammenhang mit dem Eckgebäude Großenhainer Straße 82 und dem sich anschließenden Gebäude Großenhainer Straße 84/86. Diese drei Häuser bilden eine städtebaulich interessanten Triangel an der Ecke der Großenhainer Straße und der Zeithainer Straße. Dadurch besitzt das weitgehend authentisch erhaltene Gebäude einen städtebaulichen und bauhistorischen Wert. | 09214047 |
| Weitere Bilder                          | Mietshaus in Ecklage und offener Bebauung, mit Einfriedung | Großenhainer Straße 82 (Karte) | bezeichnet 1894 (Mietshaus)                                                          | späthistoristischer Bau, neubarocker Stil, um 1900, in der Tür Signum F. F., städtebauliche und bauhistorische Bedeutung. Bei dem einfach verputzten, dreigeschossigen Gebäude mit Mansarddach handelt es sich um ein späthistoristisches Mietshaus. Für diese zeit typisch sind die abgeflachte, turmartig ausgebildete Ecke, deren Mansarde hier als Vollgeschoss ausgebaut wurde und die eine neubarocke Haube besitzt auch die unterschiedlichen Fensterformen (im Erdgeschoss mit Segmentgiebeln versehen), die verschiedenen Fensterverdachungen, die Simse, die Dachgaupen, die schmiedeeisernen Balkone sowie die risalitartig vorkragenden Ecken zeigen deutlich den Stil dieser Zeit. Das Haus steht in einem baulichen Zusammenhang mit den Gebäuden Großenhainer Straße 80 und 84/86. Diese drei Häuser bilden eine städtebaulich interessanten Triangel an der Ecke der Großenhainer Straße und der Zeithainer Straße. Dadurch besitzt es städtebaulichen und bauhistorischen Wert. Es ist weitgehend authentisch erhalten. | 09214039 |
| Weitere Bilder                          | Doppelmietshaus in offener Bebauung | Großenhainer Straße 84; 86 (Karte) | um 1895 (Mietshaus)                                                                  | späthistoristischer Bau um 1895, stadtentwicklungsgeschichtlich und bauhistorisch bedeutend. Bei dem einfach verputzten, dreigeschossigen Gebäude mit Mansarddach handelt es sich um ein späthistoristisches Doppelmietshaus. Typisch dafür sind die verschiedenen Fensterverdachungen, die Simse, die schmiedeeisernen Balkone und die Dachgaupen und auch die turmartig ausgebildeten Ecken, deren Mansarden als Vollgeschoss ausgebaut wurden. Sie geben dem Bau einen wehrhaften oder auch schlossartigen Charakter. Das Gebäude steht in einem baulichen Zusammenhang mit dem Eckgebäude Großenhainer Straße 82 und dem sich anschließenden Gebäude Großenhainer Straße 84/86. Diese drei Häuser bilden eine städtebaulich interessanten Triangel an der Ecke der Großenhainer Straße und der Zeithainer Straße. Dadurch besitzt das weitgehend authentisch erhaltene Gebäude einen städtebaulichen und bauhistorischen Wert. | 09218362 |
| Weitere Bilder                          | Doppelmietshaus in offener Bebauung | Großenhainer Straße 95; 97 (Karte) | um 1890 (Mietshaus)                                                                  | historisierender Bau um 1890, baugeschichtliche Bedeutung. Das schlichte historistische Doppelmietshaus entstand um 1890, es besitzt drei Geschosse, das Dach ist als Mansarddach ausgebaut. In dieser Bauzeit ist die Mischung aus rationalem und sehr pragmatischen Wohnhausbau mit stilistisch älteren Architekturkennzeichen in der Großarchitektur sowie kleineren Schmuckformen typisch. Bei dem Haus Großenhainer Straße 95/97 zeigen sich solche charakteristischen Architekturmerkmale beispielsweise im risalitartigen Vorkragen der Seiten- sowie der Mittelachsen, bei den unterschiedlichen Fensterverdachungen, bei den unterschiedliche Rahmung der Fenster, bei den mit Voluten anlaufenden Fensterrahmen der Dachgeschossgaupen oder bei dem breiten Sims zwischen Erd- und Obergeschossen. Es ist anzunehmen, dass das Gebäude purifizierend saniert wurde, trotzdem spielt es nicht nur im Zusammenspiel mit den Nachbargebäuden eine wichtige Rolle für das historistische, gewachsene Erscheinungsbild der Straße, es ist durch seine Charakteristika eindeutig von bauhistorischer Bedeutung. | 09216401 |
| Weitere Bilder                          | Drei Mietshäuser (Heidestraße 15/17 und Großenhainer Straße 96) in offener Bebauung und Ecklage sowie Einfriedung an der Heidestraße | Großenhainer Straße 96 (Karte) | um 1900 (Mietshaus)                                                                  | drei zu einer markanten Eckbebauung zusammengefasste Wohngebäude, aufwendig gestaltete historisierende Bauten um 1900, stadtentwicklungsgeschichtliche und bauhistorische Bedeutung. Die Heidestraße ist Teil eines alten Verbindungsweges zwischen Pieschen und der Dresdner Heide. Sie führt durch das Pieschener Fabrikviertel. 1879 hatte die damals noch selbstständige Gemeinde Pieschen das Areal zwischen Eisenbahn und Großenhainer Straße per Ortsgesetz als Industriegebiet ausgewiesen. Der in diesem Zusammenhang ausgebaute Weg erhielt 1896 den Namen Haidestraße. 1906 wurde die Schreibweise in Heidestraße verändert. Um 1900 wurde das typisch späthistoristische Mietshaus an der Großenhainer Straße Ecke Heide Straße errichtet. Es handelt sich um einen dreigeschossigen Bau mit Mansarddach. Der riesige Baukörper ist funktional und durch einfach Mittel doch anspruchsvoll gestaltet. Seine Fassade wird durch Risalite, Giebel, Eckquaderungen und Simse gegliedert. Der gelbe Backsteinbau lebt durch die Material- und Formanvielfalt. Die gekonnt verwendeten historistischen Bauelemente wie Verdachungen, Gaupen, Putznutungen, Balkone und schmiedeeiserne Gitter verleihen dem Gebäude einen originellen Zug. Die Ecke wird von einem Turm mit welscher Haube betont. Das gut erhaltene Gebäude steht im Zusammenhang mit der Nachbarbebauung. Es besitzt bauhistorischen Wert und stadtentwicklungsgeschichtliche Bedeutung. | 09214050 |
| Weitere Bilder                          | Doppelmietshaus in offener Bebauung und mit seitlicher Einfriedung an Nr. 100 | Großenhainer Straße 98b; 100 (Karte) | um 1900 (Doppelmietshaus)                                                            | mit Läden, markantes historisierendes Gebäude mit charakteristischer Klinker-Werkstein-Fassade, Akzente durch gestalterische Hervorhebung der Beletage und verzierte Dacherker, bildet mit unmittelbar benachbarter Gebäudegruppe Großenhainer Straße 96 und Heidestraße 15/17 ein unverwechselbares und anspruchsvoll ausgeführtes Ensemble der Zeit um 1900, baugeschichtlich und stadtentwicklungsgeschichtlich bedeutend, wohl auch künstlerisch von Belang. | 09214052 |
| Weitere Bilder                          | Clemens Müller-Fabrik (ehem.) | Großenhainer Straße 99 (Karte) | 1883–1884 (Fabrik)                                                                   | Ehemalige Tischlerei; Halle mit Anbauten, an der Zeithainer Straße gelegen, markante Industriearchitektur, Hauptgebäude mit prägnantem, in der Mitte spitz zulaufendem Satteldach, historisierende Fassaden, für Nutzbauten gestalterisch anspruchsvoll, bilden mit den Werksgebäuden zwischen Heidestraße und Zeithainer Straße einen alten Industriekomplex, der an die Geschichte Pieschens als Arbeitervorort erinnert, baugeschichtlich und stadtentwicklungsgeschichtlich bedeutend. Das langgestreckte Gebäude einer ehemaligen Tischlerei der Clemens Müller Werke stammt aus den Jahren 1883–1884. Es handelt sich um einen eingeschossigen Funktionsbau, dessen geputzte Fassade durch Klinker gegliedert, geschmückt und belebt wird. Vor allem die Ecken sind durch aus der Fassadenfront vortretende backsteinerne Eckpylonen betont, die großen Fenster von Werkstein und Klinker eingefasst. Ein geknicktes Satteldach schließt den Bau nach oben hin ab. Die Bau- und Schmuckformen sind typisch für diese Bauzeit. Interessant erscheint die Verbindung zwischen einer gut nutzbaren Halle und dem Fassadenschmuck. Seitlich und rückwärtig schließen zwei Anbauten an, die später aufgestockt wurden. Die historistischen Bauten besitzen einen bauhistorischen sowie stadtentwicklungsgeschichtlichen Wert. | 09216406 |
| Weitere Bilder                          | Goehle-Werk; Grafischer Großbetrieb Völkerfreundschaft (ehem.) | Großenhainer Straße 101 (Karte) | 1938–1940 (Fabrikanlagenteil), um 1915 (Fabrikanlagenteil), 1942 (Gefolgschaftshaus) | Zwei Produktionsgebäude mit jeweils zwei rückwärtigen sogenannten Schutztreppenhäusern, Gemeinschaftshaus/Gefolgschaftshaus, Pförtnerhaus und Freiflächengestaltung einschließlich Einfriedungsmauer; Produktionsgebäude an der Heidestraße (1938–1940) – lang gestreckter Bau mit streng vertikaler Gliederung durch Halbsäulen, dazwischen eingespannte Brüstungsfelder, funktional angelegter Bau mit gestalterischem Anspruch (Großenhainer Straße 101), turmartige Schutztreppenhäusern nach Georg Rüth mit dicken massiven Wänden und Granatabweisern (Großenhainer Straße 101 und Riesaer Straße 32), rückwärtiges Produktionsgebäude mit Schmalseite zur Riesaer Straße, hier gestalterisch hervorgehobenes Portal, wohl der einstige Hauptzugang, im Kern um 1915, ursprünglich Clemens Müller AG, Hersteller von Näh- und Schreibmaschinen, innen bemerkenswerte Betonskelettkonstruktion, Fassaden später vereinfacht (Riesaer Straße 32), Gefolgschaftshaus mit Freiflächengestaltung (1942–1944), Heidestraße/Riesaer Straße, schlichter und zugleich repräsentativer Bau, seltenes Beispiel eines erhaltenen Gefolgschafthauses (Heidestraße 2), Anlage baugeschichtlich, industriegeschichtlich und stadtentwicklungsgeschichtlich sowie künstlerisch bedeutend, heute Nutzung als Gründer- und Gewerbehof. | 09218219 |
| Weitere Bilder                          | Doppelmietshaus in offener Bebauung | Großenhainer Straße 104; 106 (Karte) | bezeichnet 1895 (Doppelmietshaus)                                                    | mit Läden, historisierender Bau um 1895, in Formen der Neorenaissance, bauhistorische Bedeutung und stadtbaugeschichtlicher Wert. Um 1895 wurde das typisch späthistoristische Mietshaus an der Ecke Großenhainer Straße errichtet. Es handelt sich um einen dreigeschossigen Bau mit Mansarddach vorkragenden Ecktürmen und einem von einem Giebel bekrönten Mittelrisalit sowie Ladeneinbauten im Erdgeschoss. Das Haus ist einfach geputzt. Der riesige Baukörper wurde an sich funktional gestaltet, seine Struktur nur durch die leicht vorkragenden Mittelachse mit Neorenaissancegiebel, die Ecktürme und den für die Zeit charakteristischen Bauschmuck belebt. Die gekonnt verwendeten historistischen Bauelemente, wie Erker, Giebel oder diverse Verdachungen verleihen dem Gebäude einen originellen Zug. Es steht im Zusammenhang mit den Nachbargebäuden Großenhainer Straße 98b, 100. Durch seine vielen zeittypischen Charakteristika besitzt es bauhistorischen Wert und ist von stadtbaugeschichtlichem Interesse. | 09216399 |
| Weitere Bilder                          | Doppelmietshaus (Großenhainer Straße 114 und Trachenberger Straße 23) in Ecklage und halboffener Bebauung | Großenhainer Straße 114 (Karte) | um 1910 (Doppelmietshaus)                                                            | markanter historisierender Wohnbau um 1910 mit Eckturm, Loggien, Balkonen, Fachwerkzier und akzentuierendem Bauschmuck, von baugeschichtlichem Wert, wesentlicher Teil des repräsentativen Trachenberger Platzes, jener trotz Verlust eines Eckbaus, eines der städtebaulich auffälligsten Ensembles von Dresden, bauhistorische und stadtentwicklungsgeschichtliche Bedeutung. Dreigeschossige Mietvilla mit Ladeneinbauten im Erdgeschoss, um 1910 errichtet. Zeittypisches malerisches Erscheinungsbild durch unregelmäßige Grund- und Aufrissgestaltung sowie Material- und Formenvielfalt in der Fassadenausbildung: Genuteter Sandsteinsockel, weitere Geschosse verputzt, Fenster mit Sandsteinrahmungen, im Obergeschoss reiches Zierfachwerk, akzentuierend eingesetzt, auskragende Balkone, verschieden gestaltete Dachgaupen, das Mansarddach und die auskragenden bis zum First ausgebauten Giebel sind entsprechend der Grundrissbildung durchgliedert, Eckturm, aufgeputzte Schmuckelemente. Die authentisch erhaltene Mietvilla ist Teil des neuerbauten Pieschen. Sie verweist damit auf diesen wichtigen Abschnitt der Ortsgeschichte. Hieraus ergibt sich ihre ortsentwicklungsgeschichtliche Bedeutung. Überdies dokumentiert sie Qualität und Anspruch im Mietshausbau der Zeit um 1900, wodurch sie baugeschichtliche Bedeutung erlangt. Im Zusammenspiel mit den benachbarten Villengebäude entfaltet sie ortsbildprägende Bedeutung. | 09216398 |
| Weitere Bilder                          | Doppelmietshaus in offener Bebauung | Großenhainer Straße 116; 118 (Karte) | um 1900 (Mietshaus)                                                                  | charakteristischer Wohnbau um 1900 mit historisierender Klinker-Werkstein-Fassade, Teil eines markanten Quartiers, baugeschichtlich und stadtentwicklungsgeschichtlich bedeutend. Bei dem um 1900 entstandenen Doppelmietshaus handelt es sich um einen dreigeschossigen roten Backsteinbau, ein typisches Beispiel späthistoristischer Bauweise. Sein zeittypisches Erscheinungsbild erhält das Haus durch Material- und Formenvielfalt in der Fassadenausbildung: roter Backstein, von Sandsteinbändern horizontal gegliedert, vertikal in Achsen gegliedert durch plastisch hervortretende Lisenen aus Backstein, Balkone in den Obergeschossen mit schmiedeeisernen Gittern, Fenster in unterschiedlichen Größen mit verschiedenen Sandsteinrahmungen, im Erdgeschoss segmentförmig abschließend, im Mansarddach Gaupen, teilweise auch doppelte Gaupen, mit einfachen oder dreieckigen Verdachungen. Das weitgehend authentisch erhaltene Gebäude verweist auf die bauliche Entwicklung Pieschens um 1900, hierdurch erlangt es seinen stadtentwicklungsgeschichtlichen Wert. Darüber hinaus ist es als typisches Beispiel historistischer Bauweise von bauhistorischer Bedeutung | 09216397 |
| Weitere Bilder                          | Hälfte eines Doppelmietshauses in offener Bebauung | Großenhainer Straße 117 (Karte) | um 1870 (Mietshaus)                                                                  | historistischer Bau um 1870, baugeschichtlich und stadtentwicklungsgeschichtlich von Belang. Das zweigeschossige Gebäude mit Ladeneinbau ist die westliche Hälfte (117) eines ehemaligen Doppelmietshauses. Seine zweite Hälfte wurde 2012 abgerissen. Das Gebäude besitzt schlichte historistische Formen. Einfach geputzt und mit Mansarddach versehen, bestimmen die Simse, die einfachen Fensterverdachungen sowie die doppelten Walmgaupen sein ErscheinungsBild. Diese typischen an Barocke Bauten erinnernden Formen, geben dem Mietshaus seinen Charakter. Das Haus ist ein Zeugnis der frühen Bebauung (um 1870) der Großenhainer Straße und der städtischen Erschließung dieser Flur. Es besitzt bauhistorischen und stadtbaugeschichtliche Bedeutung. | 09216400 |
| Weitere Bilder                          | Mietshaus in offener Bebauung mit Einfriedung und seitlicher Toreinfahrt | Großenhainer Straße 120 (Karte) | um 1895 (Mietshaus)                                                                  | charakteristischer historisierender Wohnbau um 1900 mit gestalterisch hervorgehobenen Seitenrisaliten, belebt von Balkonen und Lisenen, Teil eines markanten Quartiers, baugeschichtlich und stadtentwicklungsgeschichtlich bedeutend. Um 1895 wurde das typisch späthistoristische Mietshaus an der Großenhainer Straße errichtet. Es handelt sich um einen dreigeschossigen Bau mit Mansarddach und vorkragenden Eckrisaliten. Das Haus ist einfach geputzt. Die gekonnt verwendeten historistischen Bauelemente, wie die in den Seitenachsen der Obergeschosse gelegenen Balkone mit schmiedeeisernen Gittern, die diversen Fensterverdachungen oder auch der Wechsel von einfachen und Zwillingsgaupen, verleihen dem Gebäude einen originellen Zug. Es steht im Zusammenhang mit den Nachbargebäuden. Durch seine vielen zeittypischen Charakteristika besitzt es bauhistorischen Wert und ist von stadtbaugeschichtlichem Interesse. | 09216427 |
| Weitere Bilder                          | Doppelmietshaus in offener Bebauung mit seitlichen Toreinfahrten | Großenhainer Straße 122; 124 (Karte) | um 1895 (Doppelmietshaus)                                                            | charakteristischer Wohnbau um 1900 mit historisierender Klinker-Werkstein-Fassade, Teil eines markanten Quartiers, baugeschichtlich und stadtentwicklungsgeschichtlich bedeutend. Bei dem um 1895 entstandenen Doppelmietshaus handelt es sich um ein dreigeschossiges gelbes Backsteingebäude mit Ladeneinbauten im Erdgeschoss, ein typisches Beispiel späthistoristischer Bauweise. Sein zeittypisches Erscheinungsbild erhält das Haus durch Material- und Formenvielfalt in der Fassadenausbildung: die Ecken kragen vor und sind turmartig ausgebaut, nur hier Zwillingsfenster, der übrige Hausteil liegt in einer Ebene, das Erdgeschoss wird durch rundbogige Fenster und einen starken Sims als Sockel gekennzeichnet, Verdachungen, Spiegel oder Simse aus Sandstein beleben die sonst einheitliche Neorenaissancefassade. Es ist in Zusammenhang mit seinen Nachbargebäuden zu betrachten. Das weitgehend authentisch erhaltene Gebäude verweist auf die bauliche Entwicklung Pieschens um 1895, hierdurch erlangt es seinen stadtentwicklungsgeschichtlichen Wert. Darüber hinaus ist es als typisches Beispiel historistischer Bauweise von bauhistorischer Bedeutung. | 09216426 |
| Weitere Bilder                          | Doppelmietshaus (Großenhainer Str. 126 und Kleiststraße 17) in Ecklage, offener Bebauung und seitlichen Toreinfahrten | Großenhainer Straße 126 (Karte) | um 1895 (Doppelmietshaus)                                                            | mit Läden, historisierender Bau um 1895 mit Klinker-Werkstein-Fassade, bauhistorische und ortsentwicklungsgeschichtliche Bedeutung. Die Kleiststraße wurde im Zusammenhang mit dem Bau einer kleinen Wohnsiedlung um 1890 angelegt. Sie ist verbunden mit der Industriegeschichte in Dresden-Pieschen um 1900 und mit dem Bau der Eisenbahnlinie Dresden–Leipzig, später Dresden–Berlin. In dieser Zeit entstand der größte Teil der Pieschener Bebauung mit Arbeiterhäusern auf ziemlich hohem Wohnniveau. Dabei unterscheidet sich die großenteils geschlossene Bebauung in Pieschen-Süd von der zumeist von Doppelhäusern oder kleinen Häuserzeilen geprägten Bebauung, sonst ähnlichen Stils, in Pieschen Nord. Bei dem um 1895 entstandenen Doppelmietshaus handelt es sich um ein dreigeschossiges gelbes Backsteingebäude mit Ladeneinbauten im Erdgeschoss, ein typisches Beispiel späthistoristischer Bauweise. Sein zeittypisches Erscheinungsbild erhält das Haus durch Material- und Formenvielfalt in der Fassadenausbildung. Jeweils an den zwei Straßenecken (Großenhainer Straße / Hans-Sachs-Straße / Kleiststraße) kragt das Gebäude turmartig vor. Das Mansardgeschoss ist als Vollgeschoss ausgebaut, die Seiten mit neorenaissanceartigen Giebeln, der schräge Mittelteil durch ein Türmchen hervorgehoben. Das einfach verputzte Erdgeschoss ist als Sockel gekennzeichnet, Verdachungen, Spiegel oder Simse aus Sandstein beleben die sonst einheitliche Fassade. Das weitgehend authentisch erhaltene Gebäude verweist auf die bauliche Entwicklung Pieschens um 1895, hierdurch erlangt es seinen stadtentwicklungsgeschichtlichen Wert. Darüber hinaus ist es als typisches Beispiel historistischer Bauweise von bauhistorischer Bedeutung.                    | 09216430 |
| Weitere Bilder                          | Mietshaus in Ecklage und offener Bebauung | Großenhainer Straße 128 (Karte) | um 1895 (Mietshaus)                                                                  | historisierender Bau um 1895 mit typischer Putzfassade, bauhistorische und stadtentwicklungsgeschichtliche Bedeutung. Bei dem Ende des 19. Jahrhunderts errichteten Mietshaus handelt es sich um einen dreigeschossigen Bau mit Mansarddach. Der Fassadenschmuck ist in den gängigen Historismusformen gehalten, geputzt und farbig gefasst. Im Erdgeschoss war ehemals ein Laden eingebaut. Das erste Obergeschoss ist durch Dreieckige und einfache Fensterverdachungen hervorgehoben. Zur besseren städtebaulichen Einordnung ist die Ecke abgeflacht und turmartig überhöht. Der obere Abschluss wurde wahrscheinlich nicht vollständig rekonstruiert. Zusammen mit dem Gebäude Nummer 126 kennzeichnet es die Ecke der Großenhainer Straße und der Hans-Sachs-Straße. Es ist ein gutes Beispiel zeitgenössischer Architektur, besitzt bauhistorische Bedeutung und ist ein Zeugnis der Dresdener Stadtentwicklung. | 09216573 |
| Weitere Bilder                          | Mietshaus in Ecklage und offener Bebauung | Großenhainer Straße 129 (Karte) | bezeichnet 1906 (Mietshaus)                                                          | mit Läden, repräsentativer historisierender Bau um 1900, bauhistorische und städtebauliche Bedeutung. Bei dem Ende des 19. Jahrhunderts errichteten Mietshaus handelt es sich um eine repräsentative dreigeschossige Mietvilla mit Ladeneinbauten im Erdgeschoss. Ihr zeittypisches malerisches Erscheinungsbild in historistischen und jugendstil Formen, zeigen vor allem das rustizierte Erdgeschoss, die Ecktürme mit geschweiften Hauben und die über Eck stehenden Erker. Sie prägen den Bau, genau wie die geschweiften Giebel über den leicht auskragenden Eckrisaliten an den Hausenden. Aufgeputzter Jugendstildekor besonders in den Spiegeln und Giebelfeldern wurde vielseitig und akzentuierend eingesetzt. 1907 wurde im Erdgeschoss die Barbara-Apotheke eröffnet, an deren ersten Besitzer Looß noch ein Jugendstilfenster erinnert. Zusammen mit dem gegenüberliegenden Gebäude Großenhainer Straße 114 und den abgebrochenen Eckbauten Großenhainer Straße 108 und 127, bestimmte das Haus die Platzanlage und charakterisiert sie bis heute. Die authentisch erhaltene Mietvilla ist Teil des kurz vor 1900 neuerbauten Pieschen. Sie verweist damit auf diesen wichtigen Abschnitt der Ortsgeschichte. Hieraus ergibt sich ihre ortsentwicklungsgeschichtliche Bedeutung. Überdies dokumentiert sie Qualität und Anspruch im Mietshausbau der Zeit um 1900 und ist baugeschichtlich wichtig. Im Zusammenspiel mit den benachbarten Villengebäude entfaltet sie ortsbildprägende Bedeutung. | 09216395 |
| Weitere Bilder                          | Doppelmietshaus in offener Bebauung mit seitlicher Toreinfahrt | Großenhainer Straße 130; 132 (Karte) | nach 1900 (Doppelmietshaus)                                                          | historisierender Bau um 1889 mit typischem Putzdekor an der Fassade, Neurenaissance Formen, bauhistorische und städtebaugeschichtliche Bedeutung. Bei dem um 1895 entstandenen Doppelmietshaus handelt es sich um ein dreigeschossiges gelbes Backsteingebäude, ein typisches Beispiel späthistoristischer Bauweise mit Jugendstildekoration. Sein zeittypisches Erscheinungsbild erhält das Haus durch Material- und Formenvielfalt in der Fassadenausbildung. Die Fassade des Erdgeschosssockels ist durch Sandsteinplatten nobilitiert, darüber erhebt sich der massige Baukörper in gelbem Backstein mit großangelegtem Putzdekor. Dabei sind vor allem Ranken und Wappen sowie Jahreszahlen der Erbauungs- und Restaurierungszeit (1889, 1996) hervorzuheben (grüne Ranken, belebte Struktur, weiße Wappen und Jahreszahlenbänder, glatte Struktur). Auch an den Hausseiten Dekor. Die eher monotone Fensterachsenreihe der Fassade wird durch die an den Seitenachsen risalitartig auskragenden Ecken begrenzt. Giebel bekrönen die Seitenrisalite. In den Obergeschossen der Seitenrisalite im Westen ein Erker und ein Balkon, im Osten nur Balkone. Die authentisch erhaltene Mietvilla ist Teil des um 1900 neuerbauten Pieschen. Sie verweist damit auf diesen wichtigen Abschnitt der Ortsgeschichte. Hieraus ergibt sich ihre ortsentwicklungsgeschichtliche Bedeutung. Überdies dokumentiert sie Qualität und Anspruch im Mietshausbau der Zeit um 1900 und ist baugeschichtlich wichtig. | 09216572 |
| Weitere Bilder                          | Doppelmietshaus in offener Bebauung | Großenhainer Straße 133; 135 (Karte) | um 1902 (Doppelmietshaus)                                                            | repräsentativer historisierender Bau um 1900, mit typischer Klinker-Werkstein-Fassade und Jugendstilformen in den Risaliten und Balkongittern, bauhistorische und städtebaugeschichtliche Bedeutung. Bei dem um 1900 entstandenen Doppelmietshaus handelt es sich um ein dreigeschossiges rotes Backsteingebäude mit Mansarddach, ein typisches Beispiel späthistoristischer Bauweise mit neubarocken Formen und Jugendstildekoration. Sein zeittypisches Erscheinungsbild erhält das Haus durch Material- und Formenvielfalt in der Fassadenausbildung. Der Erdgeschosssockel ist an der Fassade und teilweise an den Seiten durch Sandsteinplatten nobilitiert, darüber erhebt sich der massige Baukörper. Im Erdgeschoss Ladeneinbauten. Ebenfalls mit Sandsteinplatten versehen sind die Fassaden der auskragenden Seitenrisalite, die zusätzlich durch Balkone in den Obergeschossen und floralen Dekor ausgezeichnet werden, ähnlich gestaltet auch die beiden von Sandsteinlisenen betonten Fensterachsen. Die authentisch erhaltene Mietvilla ist Teil des um 1900 neuerbauten Pieschen. Sie verweist auf diesen wichtigen Abschnitt der Ortsgeschichte. Hieraus ergibt sich ihre ortsentwicklungsgeschichtliche Bedeutung. Überdies dokumentiert sie die Qualität und den Anspruch im Mietshausbau der Zeit um 1900 und ist baugeschichtlich wichtig. | 09216396 |
|                                         | Mietshaus in Ecklage und offener Bebauung | Großenhainer Straße 139 (Karte) | um 1905 (Mietshaus)                                                                  | späthistoristischer Bau mit Tendenzen zum Reformstil, um 1905, bauhistorische und städtebaugeschichtliche Bedeutung. Bei dem geputzten Doppelmietshaus in drei Geschossen und ausgebauten Dachgeschoss handelt es sich um ein schönes Beispiel der Architektur der Zeit kurz nach 1900. Der pragmatische und funktionell geprägte Stil des großen Mietshauses ist verbunden mit Zierformen des Jugendstils. Typische Stilformen dieser Zeit zeigen sich im wuchtigen Erscheinungsbild des ganzen Gebäudes, in der Art der Hervorhebung der Hausmitte durch Mittelrisalite und ausgebauten Dachpartien mit Krüppelwalmdächern genauso wie bei der Wahl verschiedener Fensterformen, ihrer Gruppierung und Sprossung, auch im bossierten Sandsteinsockel sowie den purifizierten Fensterspiegeln. An die Ecklage des Hauses erinnert die im Erdgeschoss ausgelassene Nordwestecke. Das weitgehend authentisch erhaltene Gebäude verweist auf die bauliche Entwicklung Pieschens kurz nach 1900, hierdurch erlangt es seinen denkmalrelevanten Aussagewert. Es ist von historischem, stadtentwicklungsgeschichtlichem und bauhistorischem Wert. | 09216428 |
| Weitere Bilder                          | Mietshaus in Ecklage und offener Bebauung | Großenhainer Straße 143 (Karte) | um 1900 (Mietshaus)                                                                  | mit Laden, markanter historisierender Bau um 1900 errichtet mit typischer Klinker-Werkstein-Fassade, bauhistorische, stadtbildprägende und stadtentwicklungsgeschichtliche Bedeutung. Bei dem um 1900 entstandenen repräsentativen Eckhaus handelt es sich um ein dreigeschossiges rotes Backsteingebäude mit Ladeneinbauten im Erdgeschoss, ein typisches Beispiel späthistoristischer Bauweise. Sein zeittypisches Erscheinungsbild erhält das Haus durch Material-, Farb- und Formenvielfalt in der Fassadenausbildung. Charakteristisch für das Haus ist seine turmartig überbaute abgeflachte Ecke. Mit dem kuppelartigen Dach mit Laterne bestimmt der Bau das Straßenbild von Weitem. Plastisch stark ausgeprägte Simse, teilweise auch verkröpft, manchmal von sandsteinernen Bändern zusätzlich betont, verschieden geformte und gezierte Fensterrahmungen bzw. -verdachungen aus Sandstein sowie Balkone in den Obergeschossen sind alles sorgfältig und sicher eingesetzte historistische Bauelemente, die in ihrer Kombination das Haus zu einem der interessantesten Bauten dieses Straßenabschnitts machen. Das weitgehend authentisch erhaltene Gebäude verweist auf die bauliche Entwicklung Pieschens um 1900, hierdurch erlangt es seinen stadtentwicklungsgeschichtlichen Wert. Darüber hinaus ist es als typisches Beispiel historistischer Bauweise von bauhistorischer Bedeutung. | 09216429 |
| Weitere Bilder                          | Mietshaus in Ecklage und offener Bebauung | Großenhainer Straße 144 (Karte) | um 1895 (Mietshaus)                                                                  | historisierender Bau um 1895 errichtet mit zeittypischer Fassade, bauhistorische und stadtentwicklungsgeschichtliche Bedeutung. Bei dem um 1995 errichteten Mietshaus handelt es sich um einen dreigeschossigen Bau mit Mansarddach. Der Fassadenschmuck ist in den gängigen Historismusformen gehalten, geputzt und farbig gefasst. Im Erdgeschoss ist ein Laden eingebaut, das erste Obergeschoss durch verschiedene Fensterverdachungen hervorgehoben. Zur besseren städtebaulichen Einordnung ist die Ecke abgeflacht und turmartig überhöht. Der obere Abschluss wurde wahrscheinlich nicht vollständig rekonstruiert. Zusammen mit dem Gebäude Nummer 146 kennzeichnet es die Ecke der Großenhainer Straße und der Rückert Straße. Es ist ein gutes Beispiel zeitgenössischer Architektur, von bauhistorischem Wert ein Zeugnis der damaligen Dresdener Stadtentwicklung und von gestalterischer Bedeutung. | 09214054 |
| Weitere Bilder                          | Doppelmietshaus in offener Bebauung | Großenhainer Straße 145; 147 (Karte) | um 1900 (Doppelmietshaus)                                                            | historisierender Doppelmietshaus um 1900 errichtet mit typischer Klinker-Werkstein-Fassade, bauhistorische und stadtentwicklungsgeschichtliche Bedeutung. Bei dem roten, dreigeschossigen Backsteingebäude mit Mansarddach handelt es sich um ein späthistoristisches Doppelmietshaus, es wurde um 1900 errichtet. Charakteristisch sind beispielsweise die turmartig ausgebildeten Ecken, die risalitartig auskragen und deren Mansarden als Vollgeschoss ausgebaut wurden. Sie geben dem Bau einen wehrhaften oder auch schlossartigen Charakter. Stilbildend ist der Materialwechsel von Backstein zu Sandstein bei den Schmuckelementen. Typisch erscheinen die verschiedenen Fensterverdachungen, die plastischen oder auch farbig abgesetzten Simse oder die schmiedeeisernen Balkone und die Dachgaupen. Das weitgehend authentisch erhaltene Gebäude besitzt einen städtebaulichen und bauhistorischen Wert. | 09214062 |
| Weitere Bilder                          | Mietshaus in Ecklage und offener Bebauung | Großenhainer Straße 146 (Karte) | um 1900 (Mietshaus)                                                                  | mit Läden, historisierender Bau um 1900 errichtet mit typischer Klinker-Werkstein-Fassade, bauhistorische und stadtentwicklungsgeschichtliche Bedeutung. Bei dem um 1900 entstandenen repräsentativen Eckhaus handelt es sich um ein dreigeschossiges Gebäude mit Mansarddach aus gelben Backstein. Ein Eckladen befindet sich im Erdgeschoss. Charakteristisch für das Haus ist seine turmartig überbaute abgeflachte Ecke. Mit seinem, von einer geschweiften Haube abgeschlossenen Turm bestimmt der Bau das Straßenbild von Weitem. Sein zeittypisches Erscheinungsbild erhält das Haus vor allem durch Material-, Farb- und Formenvielfalt in der Fassadenausbildung. So wird der Ladeneinbau an der Ecke im Erdgeschoss durch eine Putznutung hervorgehoben, ansonsten bestimmen die Balkone der Obergeschosse die Turmfassade. Stark hervortretende Simse, manchmal von sandsteinernen Bändern zusätzlich betont, verschiedenartige Fensterverdachungen und Putzspiegel unter den Fenstern sind alles sorgfältig und sicher eingesetzte historistische Bauelemente, die in ihrer Kombination das Haus zu einem interessanten Bau dieses Straßenabschnitts machen. Das weitgehend authentisch erhaltene Gebäude verweist auf die bauliche Entwicklung Pieschens um 1900, hierdurch erlangt es seinen stadtentwicklungsgeschichtlichen Wert. Darüber hinaus ist es als typisches Beispiel historistischer Bauweise von bauhistorischer Bedeutung. | 09216512 |
| Weitere Bilder                          | Villa mit Einfriedung | Großenhainer Straße 148 (Karte) | 1904 (Villa)                                                                         | Holzhaus, Jugendstilbau von 1904, nach einer deutschen Städteausstellung von der Stübelallee hierher verbracht, stadtentwicklungsgeschichtliche und bauhistorische Bedeutung. Bei der Ende um 1904 errichteten Villa handelt es sich um einen zweigeschossigen Bau, in Holzbauweise errichtet. Das bauhistorisch interessante Haus erinnert an russische Holzhäuser und diente als Fabrikantenvilla, der sich in westlicher Richtung anschließenden Gummifabrik. Ihr zeittypisches Erscheinungsbild erhält sie durch ihren unregelmäßigen Grundriss, der in der Dachform wiederaufgenommen, durch die verschiedenen Fensterformen und vor allem durch die schönen Bleiglasfenster in Jugendstilformen im Treppenhaus. Das authentisch erhaltene Haus ist stadtentwicklungsgeschichtlich und bauhistorisch wichtig und interessant. | 09215663 |
| Weitere Bilder                          | Doppelmietshaus (Großenhainer Str. 154 und Hubertusstraße 27) in Kopflage und offener Bebauung | Großenhainer Straße 154 (Karte) | um 1895 (Doppelmietshaus)                                                            | mit Gaststätte, historisierender Bau um 1895, bauhistorische und stadtentwicklungsgeschichtliche Bedeutung. Bei dem Ende des 19. Jahrhunderts errichteten Mietshaus handelt es sich um einen dreigeschossigen Bau mit Mansarddach. Der Fassadenschmuck ist in den gängigen Historismusformen gehalten, geputzt und farbig gefasst. Charakteristisch sind die unterschiedlichen Fensterverdachungen und das verkröpfte Traufgesims. Zur besseren städtebaulichen Einordnung ist die Ecke abgeflacht und turmartig überhöht. Hier sind auch Balkone angebracht. Der obere Abschluss wurde wahrscheinlich nicht vollständig rekonstruiert. Das Gebäude ist das einzig erhaltene Haus der historischen Platzanlage des Hubertusplatzes. Zusammen mit dem Gebäude Hubertusstraße 27 bildet es eine strukturelle Einheit. Beide Häuser gleichen sich bis in die Einzelheiten, so in den Höhen, der Ausbildung der Traufe, der Fassade etc. Es ist ein gutes Beispiel zeitgenössischer Architektur, besitzt bauhistorische Bedeutung und ist ein Zeugnis der Dresdener Stadtentwicklung. | 09213849 |
|                                         | ehemalige Kupferschmiede | Großenhainer Straße 155 (Karte) | 1910–1911, nach Adressbuch (Schmiede)                                                | heute Wohnhaus, gehörte früher zur Villa Nummer 157, dieser gestalterisch angepasst, neben Lisenen Formen des geometrischen Jugendstils, baugeschichtlich und ortsgeschichtlich bedeutend | 09216571 |
| Weitere Bilder                          | Villa mit Einfriedung | Großenhainer Straße 157 (Karte) | 1910–1911, nach Adressbuch (Villa)                                                   | gestalterisch anspruchsvoller neoklassizistischer Bau mit Elementen des geometrischen Jugendstils, um 1905, dominiert von übergiebeltem Mittelrisalit und Balkonvorbau auf Säulen, im Giebel figuraler und ornamentaler Schmuck, einstige Unternehmervilla der dahinter befindlichen ehemaligen Kupferschmiede (Nummer 155), baugeschichtlich und ortsgeschichtlich sowie künstlerisch bedeutend. Villa mit Einfriedung, gestalterisch anspruchsvoller neoklassizistischer Bau mit Elementen des geometrischen Jugendstils, aus dem Anfang des 20. Jahrhunderts, dominiert von übergiebeltem Mittelrisalit und Balkonvorbau auf Säulen, im Giebel figuraler und ornamentaler Schmuck, einstige Unternehmervilla der dahinter befindlichen ehemaligen Kupferschmiede (Nummer 155), bau- und ortsgeschichtlich sowie künstlerisch bedeutend. | 09216570 |
| Weitere Bilder                          | Zur guten Hoffnung: südliches Torhaus über winkelförmigem Grundriss mit angefügtem kleinem Flügel Großenhainer Straße 162/164, Teil einer Siedlung des Allgemeinen Sächsischen Siedlerverbandes an der Duckwitzstraße (Einzeldenkmal zu ID-Nr. 09304974) | Großenhainer Straße 162; 164 (Karte) | 1926–1929 (Mehrfamilienwohnhaus), 1926–1929 (Einfamilienwohnhaus)                    | Einzeldenkmal der Sachgesamtheit Zur guten Hoffnung; Torhaus Hauptteil dreigeschossig mit erhöhter Mitte, darunter großer halbrunder Torbogen, Siedlung langgestreckte Anlage zwischen zwei Torhäusern, bestehend aus Reihenhäusern und kleinen Mehrfamilienhäusern mit großzügigen Vorgärten und Lattenzauneinfriedung, im Wechsel Hofbildung durch zurückgesetzte Bauten, charakteristisches Beispiel des Kleinwohnungs- und Siedlungsbaus um 1930 in Dresden, baugeschichtlich und stadtentwicklungsgeschichtlich bedeutend. | 09216595 |
| Weitere Bilder                          | Doppelmietshaus in offener Bebauung mit seitlicher Toreinfahrt | Großenhainer Straße 165; 167 (Karte) | um 1900 (Doppelmietshaus)                                                            | charakteristischer historisierender Wohnbau um 1900 mit gestalterischen Anklängen, wie den Schweifgiebeln, an die Deutsche Renaissance, zudem Teil eines für Dresden bedeutsamen Straßenzuges, baugeschichtlich und stadtentwicklungsgeschichtlich bedeutend. | 09213926 |
| Weitere Bilder                          | Am Alten Weingut Wilder Mann: Eckbebauung (Bolivarstraße 2 und Großenhainer Str. 166/168/170), Teil einer kleinen Siedlung des Allgemeinen Sächsischen Siedlerverbandes, Ortsverein Dresden entlang der Bolivarstraße (Einzeldenkmal zu ID-Nr. 09304551) | Großenhainer Straße 166; 168; 170 (Karte) | 1930–1931 (Mehrfamilienwohnhaus)                                                     | Einzeldenkmal der Sachgesamtheit Am Alten Weingut Wilder Mann; Bauten mit Stilelementen der Neuen Sachlichkeit und Reformarchitektur um 1930 in straßenbildprägender Lage, einfache Putzfassaden, Garage bei Großenhainer Str. 166/168 als Teil der Sachgesamtheit, ortsentwicklungsgeschichtliche und bauhistorische Bedeutung. | 09213929 |
| Weitere Bilder                          | Eckbebauung (Großenhainer Straße 169 und Hubertusstraße 28c) einer Wohnanlage, mit Freiflächengestaltung aus Rasen und niedrigen Mauern | Großenhainer Straße 169 (Karte) | 1927–1929 (Mehrfamilienhaus)                                                         | Teil einer Wohnanlage der Baugenossenschaft Volksheim Dresden e.G.m.b.H., Bauten mit expressionistischen Elementen bereichert, von Martin Mitscherlich entworfen, exemplarische Zeugnisse des Kleinwohnungs- und Siedlungsbaus um 1930, siehe auch Riesaer Straße 66/68 und Hubertusstraße 12a–28b, bauhistorische und stadtentwicklungsgeschichtliche Bedeutung. | 09215664 |
| Weitere Bilder                          | Häuserzeile über konvexem Grundriss | Großenhainer Straße 183; 183b; 185; 185b (Karte) | um 1928 (Mehrfamilienwohnhaus)                                                       | nach Fertigstellung zeitweilig im Besitz der Firma Richter, Franz L. Woldemar, Baugewerke, Firmeninhaber, vermutl. Erbauer der Wohnanlage, um 1928 in traditionellem Stil errichtet, bauhistorisch und städtebauliche Bedeutung. | 09215666 |
| Weitere Bilder                          | Doppelmietshaus in offener Bebauung | Großenhainer Straße 189; 191 (Karte) | um 1880 (Doppelmietshaus)                                                            | historisierender Bau um 1900 errichtet mit Neorenaissanceelementen, bauhistorische und stadtentwicklungsgeschichtliche Bedeutung. Bei dem Doppelwohnhaus mit Einfriedung handelt es sich um ein typisch historistisches Gebäude, um 1900 mit errichtet. Der zweigeschossige, einfach geputzte Bau besitzt ein Mansarddach. Die beiden Hausteile haben je einen leicht auskragenden Mittelrisalit mit einem Giebel im Dachbereich. Ansonsten zieren heute nur Fensterverdachungen den schlichten, in seiner Proportion aber ausgeglichenen Bau. Für sein Erscheinungsbild von Bedeutung ist auch der kleine Vorgarten mit Lattenzaun. Das Haus ist bauhistorisch und städtebauentwicklungsgeschichtlich wichtig. | 09216569 |
| Weitere Bilder                          | Mietshaus in Ecklage und offener Bebauung, mit Einfriedung | Großenhainer Straße 193 (Karte) | um 1895 (Mietshaus)                                                                  | historisierender Bau um 1900 in neubarocken Formen, bauhistorische und stadtentwicklungsgeschichtliche Bedeutung. Bei dem Eckhaus Großenhainer Straße Weixdorfer Straße handelt es sich um ein typisch historistisches Gebäude, um 1900 mit errichtet. Der dreigeschossige, einfach geputzte Bau besitzt ein Mansarddach, der Eckbau, kragt aus, erscheint mächtig und ist turmartig gestaltet, von einer geschweiften Haube (Abschluss wohl nicht historisch) betont. Der zur Großenhainer Straße ausgerichtete östliche Hausteil kragt ebenfalls aus und wird von einem Dreiecksgiebel abgeschlossen. Typisch historistische Elemente ebenfalls im Dekor, beispielsweise bei den Fensterverdachungen oder den schmiedeeisernen Balkonen zu finden. Das Haus ist bauhistorisch und städtebauentwicklungsgeschichtlich wichtig. | 09216568 |
| Weitere Bilder                          | Mietshaus mit Einfriedung und Toreinfahrt, in Ecklage und offener Bebauung | Hans-Sachs-Straße 7 (Karte) | 1914, nach Adressbuch (Mietshaus)                                                    | mit Laden, Putzbau mit Reformstilelementen, bauhistorische und stadtentwicklungsgeschichtliche Bedeutung. | 09216505 |
| Weitere Bilder                          | Doppelmietshaus mit seitlichen Toreinfahrten, in offener Bebauung | Hans-Sachs-Straße 9; 11 (Karte) | um 1900 (Doppelmietshaus)                                                            | historisierender Bau um 1900 mit typischer Fassadengestaltung, bauhistorische und stadtentwicklungsgeschichtliche Bedeutung. | 09216506 |
| Weitere Bilder                          | Wohnhauszeile in offener Bebauung | Hans-Sachs-Straße 13; 15; 17 (Karte) | um 1900 (Mietshaus)                                                                  | charakteristischer historisierender Wohnbau um 1900, Teil eines markanten Quartiers, bauhistorische und stadtentwicklungsgeschichtliche Bedeutung. | 09216508 |
| Weitere Bilder                          | Doppelmietshaus (Kleiststraße 16 und Hans-Sachs-Straße 14) in Ecklage und offener Bebauung | Hans-Sachs-Straße 14 (Karte) | um 1900 (Doppelmietshaus)                                                            | charakteristischer historisierender Wohnbau um 1900, Teil eines markanten Quartiers, baugeschichtlich und stadtentwicklungsgeschichtlich bedeutend. | 09216500 |
| Weitere Bilder                          | Doppelmietshaus in offener Bebauung mit seitlichen Toreinfahrten | Hans-Sachs-Straße 16; 18 (Karte) | um 1900 (Doppelmietshaus)                                                            | mit Läden, charakteristischer historisierender Wohnbau um 1900, Teil eines markanten Quartiers, baugeschichtlich und stadtentwicklungsgeschichtlich bedeutend. | 09216507 |
| Weitere Bilder                          | Doppelmietshaus in offener Bebauung | Hans-Sachs-Straße 20; 22 (Karte) | um 1900 (Doppelmietshaus)                                                            | charakteristischer historisierender Wohnbau um 1900, Teil eines markanten Quartiers, baugeschichtlich und stadtentwicklungsgeschichtlich bedeutend. | 09216509 |
| Weitere Bilder                          | Mietshaus in Ecklage und offener Bebauung | Hans-Sachs-Straße 23 (Karte) | um 1900 (Mietshaus)                                                                  | charakteristischer historisierender Wohnbau um 1900, Teil eines markanten Quartiers, baugeschichtlich und stadtentwicklungsgeschichtlich bedeutend. | 09216511 |
| Weitere Bilder                          | Doppelmietshaus in Ecklage, offener Bebauung und seitlicher Toreinfahrt | Hans-Sachs-Straße 24; 26 (Karte) | um 1900 (Doppelmietshaus)                                                            | charakteristischer historisierender Wohnbau um 1900, Teil eines markanten Quartiers, baugeschichtlich und stadtentwicklungsgeschichtlich bedeutend. | 09216510 |
| Weitere Bilder                          | Doppelmietshaus in offener Bebauung | Hans-Sachs-Straße 25; 27 (Karte) | um 1895 (Doppelmietshaus)                                                            | charakteristischer historisierender Wohnbau um 1900, Teil eines markanten Quartiers, baugeschichtlich und stadtentwicklungsgeschichtlich bedeutend. | 09216420 |
| Weitere Bilder                          | Mietshaus in Ecklage und offener Bebauung | Hans-Sachs-Straße 28 (Karte) | um 1895 (Mietshaus)                                                                  | charakteristischer historisierender Wohnbau um 1900, Teil eines markanten Quartiers, baugeschichtlich und stadtentwicklungsgeschichtlich bedeutend | 09216421 |
| Weitere Bilder                          | Doppelmietshaus in offener Bebauung | Hans-Sachs-Straße 29; 31 (Karte) | um 1895 (Doppelmietshaus)                                                            | charakteristischer historisierender Wohnbau um 1900, Teil eines markanten Quartiers, baugeschichtlich und stadtentwicklungsgeschichtlich bedeutend. | 09216418 |
| Weitere Bilder                          | Mietshauszeile in offener Bebauung | Hans-Sachs-Straße 30; 32; 34 (Karte) | bezeichnet 1897 (Mietshaus)                                                          | charakteristischer historisierender Wohnbau um 1900, Teil eines markanten Quartiers, baugeschichtlich und stadtentwicklungsgeschichtlich bedeutend. | 09216419 |
| Weitere Bilder                          | Sachgesamtheit Wohnanlage Palmié-Häuser des Dresdner Spar- und Bauvereins mit mehreren Einzeldenkmalen | Hans-Sachs-Straße 33; 35 (Karte) | 1912–1914 (Wohnanlage)                                                               | Sachgesamtheit Wohnanlage Palmié-Häuser des Dresdner Spar- und Bauvereins mit folgenden Einzeldenkmalen: Wohnhauszeile Hans-Sachs-Str. 33/35 und Waldstraße 1 (ID-Nr. 09216530), winkelförmige Häuserzeile Maxim-Gorki-Str. 58–58b und Waldstraße 7–7b (ID-Nr. 09216533), Wohnhaus Maxim-Gorki-Str. 60 mit Verbindungsgang (ID-Nr. 09216535), Häuserzeile mit 5 Wohnhäusern Rückertstraße 22–30 (ID-Nr. 09216527), Häuserzeile mit 3 Wohnhäusern Waldstraße 3–3b (ID-Nr. 09216528) und Wohnhaus Waldstraße 5 (ID-Nr. 09216531) sowie den Grünanlagen vor und zwischen den Gebäuden, Kinderplastik, Einfriedung und Toreinfahrt (alles Sachgesamtheitsteile); Anlage besteht aus vier Häuserzeilen, zwei weiteren Gebäuden und Toreinfahrt zur Maxim-Gorki-Straße, die Zeile zur Rückertstraße und der mittlere winkelförmige Bau gruppieren sich um einen ersten Innenhof mit Kinderplastik, durch einen Torbogen gelangt man in einen weiteren Hof, dort wurde an die Waldstraße 5 ein für damalige Verhältnisse moderner Waschhaustrakt angefügt (abgebrochen), neben diesem zweiten Hof liegen zwei parallel zueinander verlaufende Zeilen (Hans-Sachs-Straße und Waldstraße), an der Ecke zur Rückertstraße begrenzt eine massive Mauer das Terrain, dahinter liegt ein niedriger Verbindungsgang (verbindet die Maxim-Gorki-Straße mit der Rückertstraße), am mittleren Teil der Zeile zur Rückertstraße befindet sich eine Inschrift, stadtbaugeschichtliche und bauhistorische Bedeutung. | 09306409 |
| Weitere Bilder                          | Palmié-Häuser: Häuserzeile (Hans-Sachs-Str. 33/35 mit Waldstraße 1) einer Wohnanlage des Dresdner Spar- und Bauvereins (Einzeldenkmale zu ID-Nr. 09306409)                                                                                               | Hans-Sachs-Straße 33; 35 (Karte) | 1913–1914, nach Adressbuch (Mehrfamilienwohnhaus)                                    | Einzeldenkmale der Sachgesamtheit Palmié-Häuser; kleine und moderne Siedlung von Heinrich Koch, an sozial- und lebensreformerische Grundsätze anknüpfend mit Gemeinschaftsräumen, Waschhaustrakt (abgebrochen) und Grün- und Spielflächen in den Innenhöfen, nach Kommerzienrat Palmié benannt – einem Förderer des Spar- und Bauvereins, siehe Maxim-Gorki-Straße 58–60, Rückertstraße 22–30 und Waldstraße 3–7, stadtentwicklungsgeschichtliche und bauhistorische Bedeutung. Die Hans-Sachs-Straße wurde im Zusammenhang mit dem Bau einer kleinen Wohnsiedlung um 1890 angelegt. | 09216530 |
| Weitere Bilder                          | Doppelmietshaus in offener Bebauung | Hans-Sachs-Straße 36; 38 (Karte) | um 1895 (Doppelmietshaus)                                                            | charakteristischer historisierender Wohnbau um 1900, Teil eines markanten Quartiers, baugeschichtlich und stadtentwicklungsgeschichtlich bedeutend. | 09216417 |
| Weitere Bilder                          | Wohnhauszeile in offener Bebauung | Hans-Sachs-Straße 54; 56; 58; 60 (Karte) | um 1910 (Mehrfamilienwohnhaus)                                                       | Wohnbau um 1910, Anklänge an den Reformbaustil und an den Jugendstil, baugeschichtlich und stadtentwicklungsgeschichtlich bedeutend. Die Hans-Sachs-Straße wurde im Zusammenhang mit dem Bau einer kleinen Wohnsiedlung um 1890 angelegt. Etwas später, um 1910 kamen die Häuser 54, 56, 58, 60 dazu. Bei dem großen Mietshaus handelt es sich um einen verputzten Bau mit einem Mansarddach. Durch leicht risalitartig vorkragende und von Giebeln akzentuierte Achsen und von erkerartig auskragenden Balkonen, die wiederum von Giebeln betont sind, wird der große Baukörper charakterisiert. Anklänge an den Reformbaustil und an den Jugendstil sind deutlich erkennbar. Die verschiedene Gestalt der Fenster, die Fassadengliederung durch die Fenster, ein umlaufender Sims, die Putzreliefs strukturieren die Fassade. | 09214034 |
|                                         | Mälzerei (ehem.) | Heidestraße 1; 3 (Karte) | um 1890 (Mälzerei)                                                                   | Fabrikgebäude und Einfriedung; Anlage über komplexem Grundriss, Putzbau mit Klinkergliederung, als Einkaufszentrum genutzt, charakteristisches Beispiel der Industriearchitektur vom Ende des 19. Jh., stadtentwicklungsgeschichtlich und bauhistorische Bedeutung | 09216351 |
|                                         | Goehle-Werk; Grafischer Großbetrieb Völkerfreundschaft (ehem.) | Heidestraße 2 (Karte) | 1938–1940 (Fabrikanlagenteil), um 1915 (Fabrikanlagenteil), 1942 (Gefolgschaftshaus) | Zwei Produktionsgebäude mit jeweils zwei rückwärtigen sogenannten Schutztreppenhäusern, Gemeinschaftshaus/Gefolgschaftshaus, Pförtnerhaus und Freiflächengestaltung einschließlich Einfriedungsmauer; Produktionsgebäude an der Heidestraße (1938–1940) – lang gestreckter Bau mit streng vertikaler Gliederung durch Halbsäulen, dazwischen eingespannte Brüstungsfelder, funktional angelegter Bau mit gestalterischem Anspruch (Großenhainer Straße 101), turmartige Schutztreppenhäusern nach Georg Rüth mit dicken massiven Wänden und Granatabweisern (Großenhainer Straße 101 und Riesaer Straße 32), rückwärtiges Produktionsgebäude mit Schmalseite zur Riesaer Straße, hier gestalterisch hervorgehobenes Portal, wohl der einstige Hauptzugang, im Kern um 1915, ursprünglich Clemens Müller AG, Hersteller von Näh- und Schreibmaschinen, innen bemerkenswerte Betonskelettkonstruktion, Fassaden später vereinfacht (Riesaer Straße 32), Gefolgschaftshaus mit Freiflächengestaltung (1942–1944), Heidestraße/Riesaer Straße, schlichter und zugleich repräsentativer Bau, seltenes Beispiel eines erhaltenen Gefolgschafthauses (Heidestraße 2), Anlage baugeschichtlich, industriegeschichtlich und stadtentwicklungsgeschichtlich sowie künstlerisch bedeutend. | 09218219 |
| Weitere Bilder                          | Drei Mietshäuser (Heidestraße 15/17 und Großenhainer Straße 96) in offener Bebauung und Ecklage sowie Einfriedung an der Heidestraße | Heidestraße 15; 17 (Karte) | um 1900 (Mietshaus)                                                                  | drei zu einer markanten Eckbebauung zusammengefasste Wohngebäude, aufwendig gestaltete historisierende Bauten um 1900, stadtentwicklungsgeschichtliche und bauhistorische Bedeutung. Die Heidestraße ist Teil eines alten Verbindungsweges zwischen Pieschen und der Dresdner Heide. Sie führt durch das Pieschener Fabrikviertel. 1879 hatte die damals noch selbstständige Gemeinde Pieschen das Areal zwischen Eisenbahn und Großenhainer Straße per Ortsgesetz als Industriegebiet ausgewiesen. Der in diesem Zusammenhang ausgebaute Weg erhielt 1896 den Namen Haidestraße. 1906 wurde die Schreibweise in Heidestraße verändert. Um 1900 wurde das typisch späthistoristische Mietshaus an der Großenhainer Straße Ecke Heide Straße errichtet. Es handelt sich um einen dreigeschossigen Bau mit Mansarddach. Der riesige Baukörper ist funktional und durch einfach Mittel doch anspruchsvoll gestaltet. Seine Fassade wird durch Risalite, Giebel, Eckquaderungen und Simse gegliedert. Der gelbe Backsteinbau lebt durch die Material- und Formanvielfalt. Die gekonnt verwendeten historistischen Bauelemente wie Verdachungen, Gaupen, Putznutungen, Balkone und schmiedeeiserne Gitter verleihen dem Gebäude einen originellen Zug. Die Ecke wird von einem Turm mit welscher Haube betont. Das gut erhaltene Gebäude steht im Zusammenhang mit der Nachbarbebauung. Es besitzt bauhistorischen Wert und stadtentwicklungsgeschichtliche Bedeutung. | 09214050 |
| Weitere Bilder                          | Gruppe Pieschen: Wohnblock einer Siedlung der Dresdner Spar- und Bauverein e.G.m.b.H. (Einzeldenkmal zu ID-Nr. 09213850) | Hellerauer Straße 1; 3; 5; 7 (Karte) | 1934–1936 (Mehrfamilienwohnhaus)                                                     | Einzeldenkmal der Sachgesamtheit Gruppe Pieschen: Wohnblock; Anlage ist Zeugnis des Siedlungsbaus der späten zwanziger und der dreißiger Jahre, von baugeschichtlicher und sozialgeschichtlicher sowie ortsbildprägender Bedeutung | 09306414 |
| Weitere Bilder                          | Gruppe Pieschen: Wohnblock einer Siedlung der Dresdner Spar- und Bauverein e.G.m.b.H. (Einzeldenkmal zu ID-Nr. 09213850) | Hellerauer Straße 9; 11; 13 (Karte) | 1934–1936 (Mehrfamilienwohnhaus)                                                     | Einzeldenkmal der Sachgesamtheit Gruppe Pieschen: Wohnblock; Anlage ist Zeugnis des Siedlungsbaus der späten zwanziger und dreißiger Jahre, von baugeschichtlicher und sozialgeschichtlicher sowie ortsbildprägender Bedeutung | 09306413 |
| Weitere Bilder                          | Gruppe Pieschen: Wohnblock einer Siedlung der Dresdner Spar- und Bauverein e.G.m.b.H. (Einzeldenkmal zu ID-Nr. 09213850) | Hellerauer Straße 15; 17; 19; 21 (Karte) | 1934–1936 (Mehrfamilienwohnhaus)                                                     | Einzeldenkmal der Sachgesamtheit Gruppe Pieschen: Wohnblock; Anlage ist Zeugnis des Siedlungsbaus der späten zwanziger und dreißiger Jahre, von baugeschichtlicher und sozialgeschichtlicher sowie ortsbildprägender Bedeutung. | 09216589 |
| Weitere Bilder                          | Markusfriedhof: Kapelle, Gebäude der Friedhofsverwaltung, Kriegerdenkmal, Grabanlagen und Einfriedungsmauer des Markusfriedhofs | Hubertusstraße 1 (Karte) | 1884 (Friedhofskapelle), 1884 (Friedhofsverwaltung), 1923–1924 (Kriegerdenkmal)      | um 1884, von städtebaugeschichtlicher und bauhistorischer Bedeutung, vor allem sepulkralgeschichtlich von Belang | 09216541 |
| Weitere Bilder                          | Häuserzeile einer Wohnanlage, mit Freiflächengestaltung aus Rasen und niedrigen Mauern | Hubertusstraße 12; 14; 16; 18; 20; 22 (Karte) | 1927–1929 (Mehrfamilienwohnhaus)                                                     | Teil einer Wohnanlage der Baugenossenschaft Volksheim Dresden e.G.m.b.H., Bauten mit expressionistischen Elementen bereichert, von Martin Mitscherlich entworfen, exemplarische Zeugnisse des Kleinwohnungs- und Siedlungsbaus um 1930, siehe auch Großenhainer Straße 169, Hubertusstraße 24–28d und Riesaer Straße 66/68, bauhistorische und stadtentwicklungsgeschichtliche Bedeutung | 09216544 |
| Weitere Bilder                          | Eckbebauung (Hubertusstraße 12a und Riesaer Straße 66/68) einer Wohnanlage, mit Freiflächengestaltung aus Rasen und niedrigen Mauern | Hubertusstraße 12a (Karte) | 1930–1931 (Mehrfamilienwohnhaus)                                                     | Teil einer Wohnanlage der Baugenossenschaft Volksheim Dresden e.G.m.b.H., Bauten mit expressionistischen Elementen bereichert, von Martin Mitscherlich entworfen, exemplarische Zeugnisse des Kleinwohnungs- und Siedlungsbaus um 1930, siehe auch Großenhainer Straße 169 und Hubertusstraße 12–28d, bauhistorische und stadtentwicklungsgeschichtliche Bedeutung. | 09216542 |
| Weitere Bilder                          | Häuserzeile einer Wohnanlage, mit Freiflächengestaltung aus Rasen und niedrigen Mauern | Hubertusstraße 24; 24b; 26; 26b; 28; 28b (Karte) | 1927–1929 (Mehrfamilienwohnhaus)                                                     | Teil einer Wohnanlage der Baugenossenschaft Volksheim Dresden e.G.m.b.H., Bauten mit expressionistischen Elementen bereichert, von Martin Mitscherlich entworfen, exemplarische Zeugnisse des Kleinwohnungs- und Siedlungsbaus um 1930, siehe auch Riesaer Straße 66/68, Großenhainer Straße 169 und Hubertusstraße 12a–22 und 28c, bauhistorische und stadtentwicklungsgeschichtliche Bedeutung | 09216545 |
| Weitere Bilder                          | Doppelmietshaus (Großenhainer Str. 154 und Hubertusstraße 27) in Kopflage und offener Bebauung | Hubertusstraße 27 (Karte) | um 1895 (Doppelmietshaus)                                                            | mit Gaststätte, historisierender Bau um 1895, bauhistorische und stadtentwicklungsgeschichtliche Bedeutung. Bei dem Ende des 19. Jahrhunderts errichteten Mietshaus handelt es sich um einen dreigeschossigen Bau mit Mansarddach. Der Fassadenschmuck ist in den gängigen Historismusformen gehalten, geputzt und farbig gefasst. Charakteristisch sind die unterschiedlichen Fensterverdachungen und das verkröpfte Traufgesims. Zur besseren städtebaulichen Einordnung ist die Ecke abgeflacht und turmartig überhöht. Hier sind auch Balkone angebracht. Der obere Abschluss wurde wahrscheinlich nicht vollständig rekonstruiert. Das Gebäude ist das einzig erhaltene Haus der historischen Platzanlage des Hubertusplatzes. Zusammen mit dem Gebäude Hubertusstraße 27 bildet es eine strukturelle Einheit. Beide Häuser gleichen sich bis in die Einzelheiten, so in den Höhen, der Ausbildung der Traufe, der Fassade etc. Es ist ein gutes Beispiel zeitgenössischer Architektur, besitzt bauhistorische Bedeutung und ist ein Zeugnis der Dresdener Stadtentwicklung. | 09213849 |
| Weitere Bilder                          | Eckbebauung (Großenhainer Straße 169 und Hubertusstraße 28c) einer Wohnanlage, mit Freiflächengestaltung aus Rasen und niedrigen Mauern | Hubertusstraße 28c (Karte) | 1927–1929 (Mehrfamilienwohnhaus)                                                     | Teil einer Wohnanlage der Baugenossenschaft Volksheim Dresden e.G.m.b.H., Bauten mit expressionistischen Elementen bereichert, von Martin Mitscherlich entworfen, exemplarische Zeugnisse des Kleinwohnungs- und Siedlungsbaus um 1930, siehe auch Riesaer Straße 66/68 und Hubertusstraße 12a–28b, bauhistorische und stadtentwicklungsgeschichtliche Bedeutung. | 09215664 |
| Weitere Bilder                          | Villa mit Einfriedung und Tor | Hubertusstraße 29 (Karte) | Ende 19. Jh. (Villa)                                                                 | historisierender Bau vom Ende des 19. Jahrhunderts, stadtentwicklungsgeschichtlich und bauhistorisch bedeutend. Die schlichte historistische Villa entstand am Ende des 19. Jahrhunderts, sie besitzt zwei einfach verputzte Geschosse, die von einem flachen Walmdach abgeschlossen werden. Im Gegensatz zum großen Teil der nachbarlichen Bebauung handelt es sich nicht um ein großes Mietshaus. Das Gebäude zeigt typisch historistische Architekturmerkmale wie beispielsweise das risalitartige Vorkragen der Mittelachse und der einer Seitenachse. Es kommt durch die Wahl unterschiedlicher Fensterverdachungen, oder bei dem Traufgesims zum Ausdruck. Das Haus spielt eine wichtige Rolle für das gewachsene Erscheinungsbild der Straße, es ist durch seine Charakteristika eindeutig von bauhistorischer Bedeutung. | 09216550 |
| Weitere Bilder                          | Doppelmietshaus (Hubertusstraße 30 und Maxim-Gorki-Straße 82) in Ecklage und offener Bebauung | Hubertusstraße 30 (Karte) | um 1895 (Doppelmietshaus)                                                            | repräsentativer, historisierender Bau um 1895, errichtet mit typischer Klinker-Werkstein-Fassade, stadtentwicklungsgeschichtlich und bauhistorisch bedeutend. Bei dem um 1895 entstandenen Eckhaus handelt es sich um einen dreigeschossigen, gelben Backsteinbau mit Sandsteinverkleidung. Das Haus besitzt ein Mansarddach. Die drei Eckachsen kragen risalitartig vor und sind mit einem Türmchen versehen. Typisch historistische Elemente wie die sandsteinernen Simse, die verschiedene Gestalt der Fenster, die verschiedenen Fensterverdachungen und -Spiegel (teilweise mit plastischem Schmuck) oder die schmiedeeisernen Balkone an der Ecke strukturieren und schmücken die Fassade in Formen der Neorenaissance. Das Haus steht in engem architektonischem Zusammenhang mit seinen Nachbargebäuden. Das weitgehend authentisch erhaltene Gebäude verweist auf die bauliche Entwicklung Pieschens um 1900, es besitzt stadtentwicklungsgeschichtlichen Wert. Darüber hinaus ist es als typisches Beispiel historistischer Bauweise von bauhistorischer Bedeutung. | 09216549 |
| Weitere Bilder                          | Doppelmietshaus in offener Bebauung mit seitlichem Tor | Hubertusstraße 32; 34 (Karte) | um 1902 (Doppelmietshaus)                                                            | Jugendstilbau um 1902 errichtet, schmiedeeiserne Toranlage, stadtentwicklungsgeschichtlich und bauhistorisch bedeutend. Bei dem wohl 1902 errichteten Doppelmietshaus handelt es sich um ein typisches Beispiel einer Bauweise, der zwar historistische Formen zu Grunde liegen, die aber verbunden mit Jugendstilelementen, etwas Neues entwickeln. Sein zeittypisches malerisches Erscheinungsbild erhält der Bau durch Materialvielfalt in der Fassadenausbildung: gequaderter Sandsteinsockel, Geschosse in gelbem Klinker mit Sandsteinelementen, Fenster mit unterschiedlichen Formen und Sandsteinrahmungen. Das Dach ist mit Gaupen, Krüppelwalm und Zwerchgiebel ausgearbeitet. Die Fassade wird durch die tief zurückliegenden Balkone und von den dem gegenüber risalitartig vorkragenden Achsen geprägt, die ihrerseits von Türmchen betont sind. Der Haustyp versucht die dem Haus zugrunde liegende klare Struktur einer Mietvilla mit Charakterzügen wirklicher Jugendstilvillen zu verbinden, wobei der Jugendstil meist dekorativ bleibt und sich nicht bei der Grundrissgestaltung widerspiegelt. Dennoch entstand ein sehr eindrucksvolles großzügige Mietshaus. Das Gebäude ist authentisch erhalten und verweist auf einen wichtigen Abschnitt der Ortsgeschichte. Hieraus ergibt sich seine ortsentwicklungsgeschichtliche Bedeutung. Überdies dokumentiert es Qualität und Anspruch im Mietshausbau der Zeit um 1900, wodurch sie baugeschichtliche Bedeutung erlangt. | 09216551 |
| Weitere Bilder                          | Doppelmietshaus (Grimmaische Str. 34 und Hubertusstraße 33) in offener Bebauung | Hubertusstraße 33 (Karte) | um 1912 (Doppelmietshaus)                                                            | Mietshaus um 1910 mit Jugendstilelementen, stadtentwicklungsgeschichtlich und bauhistorisch bedeutend. Das um 1910 entstandene Mietshaus Hubertusstraße 33 / Grimmaische Straße 34 ist ein Bau mit Anklängen an Jugendstil- und Reformarchitektur. Das über einem bossierten Sockel in drei Geschossen aufgehende, einfach verputzte Gebäude besitzt ein Mansarddach. Seine Fassade ist ansprechend gearbeitet. Zwei verschieden ausgestaltete große, risalitartig vorkragende Giebel mit Zwerchhäusern charakterisieren die Fassade. Schmuck- und Gliederungselemente, wie kleine Balkone, ein Spiel mit den Größen von Fenster- bzw. und Türrahmungen und kleine, in Putz ausgeführte Kartuschen beleben das Gebäude. Das Haus besitzt städtebaugeschichtliche und bauhistorische Bedeutung. | 09213934 |
| Weitere Bilder                          | Doppelmietshaus in offener Bebauung | Hubertusstraße 35; 37 (Karte) | bezeichnet 1898 (Doppelmietshaus)                                                    | repräsentativer, historisierender Bau von 1898, markante Schmuckfassade in Neorenaissanceformen, stadtentwicklungsgeschichtlich und bauhistorisch bedeutend. Bei dem um 1898 entstandenen Doppelmietshaus handelt es sich um einen dreigeschossigen, verputzten Bau mit einem Mansarddach. Auffällig ist der vielgestaltige plastische Schmuck der Hausfassade. Die beiden äußeren Achsen kragen risalitartig vor und werden von Giebeln betont. Ganz besonders charakterisieren die in Sandstein und Putz gearbeiteten Wappenschilder und anderer halbplastisch gearbeiteter Schmuck die Außen- und Mittelachsen. Die beiden mittleren Hausachsen kragen über dem Erdgeschoss leicht aus. Typisch historistische Elemente, wie die sandsteinernen Simse, die verschiedene Gestalt der Fenster und ihrer Rahmungen oder die verschiedenen Fensterverdachungen strukturieren und schmücken die Fassade in neorenaissancehafter Anmutung. Das weitgehend authentisch erhaltene Gebäude verweist auf die bauliche Entwicklung Pieschens um 1900, es besitzt stadtentwicklungsgeschichtlichen Wert. Darüber hinaus ist es als typisches Beispiel historistischer Bauweise von bauhistorischer Bedeutung. | 09216558 |
| Weitere Bilder                          | Doppelwohnhaus in offener Bebauung | Hubertusstraße 36; 38 (Karte) | 1935, Datierung Putzbild (Wohnhaus)                                                  | Bau von 1935, charakteristischer Fassadenschmuck mit farblich abgesetzten Putzreliefbildern, stadtbaugeschichtlich und bauhistorisch bedeutend. Das Doppelmietshaus wurde in traditionellen Formen des Kleinwohnungsbau in den 1930er Jahren errichtet. Horizontal gestaltet ist der viergeschossige, kastenförmige Bau von einem das Erdgeschoss von den Obergeschossen trennenden Sims, entsprechend dem der Nachbargebäuden. In der Vertikale strukturieren die profilierten Eingänge mit den darüberliegenden Treppenhäusern das Gebäude durch einen Wechsel von Putzbildern (in rot und weiß – wechselnd) und ebenfalls profilierten Fenstern. Die interessanten Häuser sind traditionell gestaltet, mit Walmdächern und verputzen Fassaden versehen. Die Denkmaleigenschaft des Hauses ergibt sich aus der bau- und stadtentwicklungsgeschichtlichen Bedeutung. Zum einen ist es ein exemplarisches Zeugnisse des Kleinwohnungs- und Siedlungsbaus um 1930, der zum Großteil auch von traditionellen Gestaltungselementen geprägt wurde, und zum anderen dokumentieren es auf anschauliche Weise die städtebauliche Entwicklung Dresdens, als an den Rändern der Stadt Gebäude, Wohnanlagen und Siedlungen vor allem für die minderbemittelten Schichten entstanden. Das öffentliche Erhaltungsinteresse des Gebäudes ergibt sich aus seinem exemplarischen Charakter für die Architekturentwicklung um 1930. Es besitzt städtebaugeschichtliche und bauhistorische Bedeutung. | 09216552 |
| Weitere Bilder                          | Mietshaus in halboffener Bebauung | Hubertusstraße 40 (Karte) | 1912, bezeichnet am Türrahmen (Mietshaus)                                            | von 1912, mit Anklängen an den Reformbaustil, stadtbaugeschichtlich und bauhistorisch bedeutend. Das um 1912 entstandene Eckmietshaus vereint Jugendstil- und Reformarchitekturelemente. Über einem schmalen Sockel geht es in drei Geschossen auf, ist einfach verputzt und besitzt ein Mansarddach. Seine Fassade ist ansprechend gearbeitet und von zwei großen, risalitartig vorkragenden Giebeln mit Zwerchhäusern charakterisiert. Schmuck- und Gliederungselemente wie die Balkone (mal nischenartig eingezogen, mal vorspringend kastenhaft, immer kubisch) oder die verschieden ausgearbeiteten Fenster- bzw. und Türrahmungen beleben das Gebäude (Eingangstür mit Pilastern darüber Dreiecksverdachung in Sandstein, die Pilaster mit vegetabilen Ranken geziert, Jahreszahl eingeschrieben). Das Haus besitzt städtebaugeschichtliche und bauhistorische Bedeutung. | 09216554 |
| Weitere Bilder                          | Doppelmietshaus in offener Bebauung mit seitlicher Toreinfahrt (an Nr. 41) | Hubertusstraße 41; 43 (Karte) | um 1900 (Doppelmietshaus)                                                            | repräsentativer Bau um 1898, Fassade in Neorenaissanceformen, stadtentwicklungsgeschichtliche und bauhistorische Bedeutung. Bei dem um 1898 entstandenen Doppelmietshaus handelt es sich um einen dreigeschossigen, verputzten Bau mit einem Mansarddach. Auffällig ist der vielgestaltige plastische Schmuck der Hausfassade. Die beiden äußeren Achsen kragen risalitartig vor und werden von Giebeln betont. Ganz besonders charakterisieren die in Sandstein und Putz gearbeiteten Wappenschilder und anderer halbplastisch gearbeiteter Schmuck die Außen- und Mittelachsen. Die beiden mittleren Hausachsen kragen über dem Erdgeschoss leicht aus. Typisch historistische Elemente, wie die sandsteinernen Simse, die verschiedene Gestalt der Fenster und ihrer Rahmungen, die Eckquaderung in Putz oder die verschiedenen Fensterverdachungen strukturieren und schmücken die Fassade in neorenaissancehafter Anmutung. Das weitgehend authentisch erhaltene Gebäude verweist auf die bauliche Entwicklung Pieschens um 1900, es besitzt stadtentwicklungsgeschichtlichen Wert. Darüber hinaus ist es als typisches Beispiel historistischer Bauweise von bauhistorischer Bedeutung. | 09216561 |
| Weitere Bilder                          | Mietshaus in geschlossener Bebauung | Hubertusstraße 42 (Karte) | um 1912 (Mietshaus)                                                                  | um 1912, interessante Fassade mit Elementen des Reformbaustils, von stadtentwicklungsgeschichtlicher und bauhistorischer Bedeutung. Bei dem um 1912 entstandene Mietshaus handelt es sich um ein von Jugendstil und Reformarchitektur geprägten Gebäude. Das über einem schmalen Sockel in drei Geschossen aufgehende, einfach verputzte Haus besitzt ein Mansarddach. Seine Fassade ist ansprechend gearbeitet und von zwei kubischen Veranden (darüber Balkon) im ersten Obergeschoss der je vorletzten Seitenachse charakterisiert. Durch das über den Mittelachsen ausgebaute Zwerchhaus erhöht sich der markante Eindruck im vor- und zurück der an sich flächigen Fassade, was von der einheitlich strengen Fensterform noch gesteigert wird. Plastischer Schmuck in Kassettenform am Balkon und an der mittig gelegenen Eingangstür. Das Gebäude ist stadtbauentwicklungsgeschichtlich und bauhistorisch von Bedeutung. | 09216555 |
| Weitere Bilder                          | Doppelmietshaus in geschlossener Bebauung | Hubertusstraße 44; 44b (Karte) | bezeichnet 1912, über Tür von Nummer 44b (Doppelmietshaus)                           | bemerkenswerte bauzeitliche Ausstattung mit Jugendstil-Fenstern, kassettierter Decke im Flur, Türen und Treppengeländern, stadtentwicklungsgeschichtliche und bauhistorische Bedeutung. Bei dem um 1912 entstandene Mietshaus handelt es sich um ein von Jugendstil und Reformarchitektur geprägtes Gebäude. Das über einem bossierten Sockel in drei Geschossen aufgehende, einfach verputzte Haus besitzt ein Mansarddach. Seine Fassade ist ansprechend gearbeitet, charakteristisch sind die übereinanderliegenden, leicht auskragenden Balkone sowie die beiden von großen dreieckigen Giebeln betonten Zwerchhäuser sowie die beiden gleich gestalteten Eingänge. Hier befindet sich auch plastischer Schmuck: An den Pilastern übereinanderliegenden Ovale, über der Tür tragen zwei Putten einen ovalen Kranz. Das Gebäude ist stadtbauentwicklungsgeschichtlich und bauhistorisch von Bedeutung. | 09216553 |
| Weitere Bilder                          | Doppelmietshaus mit Einfriedung in offener Bebauung | Hubertusstraße 45; 45b (Karte) | bezeichnet 1914 (Doppelmietshaus)                                                    | Einfriedung teilweise erhalten, Jugendstil-Fenster in den Treppenhäusern, um 1914, stadtentwicklungsgeschichtliche und bauhistorische Bedeutung. Bei dem 1914 errichteten Doppelmietshaus handelt es sich um ein von Reform- und Jugendstil beeinflussten Bau. Der große einfach geputzte Baukörper erhebt sich über einem unregelmäßigem Grundriss in drei Etagen und besitzt ein Mansarddach. Das Erdgeschoss ist durch einen Sims von den Obergeschossen getrennt. Zwei große weit vorkragende Seitenflügel begrenzen den Mittelbau. Dabei besitzt der straßenseitige Flügel eine eigene Straßenansicht. Die auf den ersten Blick schmucklosen Fassaden sind teilweise in große Putzfelder geteilt, plastische Schmuckformen sind teilweise über den Fenstern erkennbar. Das Gebäude besitzt stadtentwicklungsgeschichtlichen und bauhistorischen Wert. | 09216562 |
| Weitere Bilder                          | Mietshaus in offener Bebauung | Hubertusstraße 47 (Karte) | um 1914 (Mietshaus)                                                                  | Jugendstilfenster in den Treppenhäusern, um 1914, stadtentwicklungsgeschichtliche und bauhistorische Bedeutung. Bei dem 1914 errichteten Mietshaus in Ecklage handelt es sich um ein von Reform- und Jugendstil beeinflussten Bau. Der große einfach geputzte Baukörper erhebt sich über einem unregelmäßigem Grundriss und einem bossierten Sockel in drei Etagen, er besitzt ein Mansarddach. Charakteristisch ist die feine und auf Flächigkeit bedachte Liesenengliederung der Hauptfassade im Gegensatz der durch die vorspringenden Mittelachsen rhythmisierte Seitenfassade. Das Gebäude besitzt stadtentwicklungsgeschichtlichen und bauhistorischen Wert. | 09218221 |
| Weitere Bilder                          | Mietshaus in Ecklage und offener Bebauung | Hubertusstraße 48 (Karte) | um 1895 (Mietshaus)                                                                  | mit Laden, historisierender Bau um 1895, stadtentwicklungsgeschichtliche und bauhistorische Bedeutung. Bei dem um 1895 entstandenen Eckhaus handelt es sich um einen dreigeschossigen, einfach verputzten Bau. Das Haus besitzt ein Mansarddach. Die drei Eckachsen kragen risalitartig vor und sind im Dachgeschoss durch dessen Ausbau turmartig überhöht. Der heutige Abschluss wohl nicht historisch. Typisch historistische Elemente wie die sandsteinernen Simse, die verschiedene Gestalt der Fenster, die verschiedenen Fensterverdachungen oder die schmiedeeisernen Balkone an der Ecke strukturieren und schmücken die Fassade. Das weitgehend authentisch erhaltene Gebäude verweist auf die bauliche Entwicklung Pieschens um 1900, es besitzt stadtentwicklungsgeschichtlichen Wert. Darüber hinaus ist es als typisches Beispiel historistischer Bauweise von bauhistorischer Bedeutung. | 09216557 |
| Weitere Bilder                          | Doppelmietshaus in offener Bebauung und seitlichem Tor an Nr. 49 | Hubertusstraße 49; 51 (Karte) | um 1914 (Doppelmietshaus)                                                            | dreigeschossiger Bau mit deutlich vorgezogenen Seitenrisaliten, Eckbalkonen mit schweren schmiedeeisernen Gittern, Dachaufbau mit quergestellten Firsten oberhalb der Risalite, um 1914 entstanden, von Jugendstil und Reformarchitektur geprägt, bauhistorische und stadtentwicklungsgeschichtliche Bedeutung. Bei dem um 1914 entstandenen Mietshaus handelt es sich um ein von Jugendstil und Reformarchitektur geprägtes Gebäude. Sein zeittypisches malerisches Erscheinungsbild erhält es durch seinen uneinheitlichen Grundriss und durch die Material- bzw. Strukturvielfalt in der Fassadenausbildung: gequaderter Sandsteinsockel, die Geschosse darüber sind einfach verputzt, schmiedeeiserne Eckbalkons sind straßenseitig angebracht. Die Seitenrisalite sind deutlich vorgezogen, von Krüppelwalmdächern bedeckt. Die Fassade durch die Eckbalkone und die die Traufe bedeckenden Ziegel charakterisiert. Im Dach der straßenseitigen Seitenrisalite befinden sich je zwei Zwerchhäuser mit Dreiecksgiebeln. Der Haustyp versucht die zugrunde liegende klare Struktur eines Mietshauses mit Charakterzügen von Jugendstilvillen zu verbinden, wobei der Jugendstil meist dekorativ bleibt und sich nicht bei der Grundrissgestaltung widerspiegelt. Dennoch entstand ein sehr eindrucksvolles großzügiges Gebäude. Das Gebäude ist stadtbauentwicklungsgeschichtlich und bauhistorisch von Bedeutung. | 09216564 |
| Weitere Bilder                          | Doppelmietshaus in offener Bebauung | Hubertusstraße 50; 52 (Karte) | um 1895 (Doppelmietshaus)                                                            | historisierender Bau um 1895, stadtentwicklungsgeschichtliche und bauhistorische Bedeutung | 09216559 |
| Weitere Bilder                          | Wohnhauszeile in offener Bebauung | Hubertusstraße 53; 55; 57 (Karte) | um 1928 (Wohnhaus)                                                                   | mit auf der Mittelachse in den Straßenraum ausschwingender Fassade, letztere expressionistisch gestaltet mit figürlichem und ornamentalem Schmuck, durchgehende Bänder über und unter den Fenstern, kontrastierender Farbgestaltung, markanten Dachaufbauten (u. a. Dreiecksgaupen) und Portalpfeiler mit archaisierenden stilisierten Kapitellen, um 1928, stadtentwicklungsgeschichtliche und bauhistorische Bedeutung. Die um 1928 entstandene Wohnhauszeile wurde in traditionellen Formen des Kleinwohnungsbau errichtet. Den Bau charakterisiert seine in der Mittelachse in den Straßenraum expressioninistisch ausschwingender Fassade sowie der figürliche und ornamentale Schmuck, durchgehende Bänder über und unter den Fenstern in kontrastierender rot-weißer Farbgestaltungs, die markanten Dachaufbauten [u. a. Dreiecksgaupen] und die Portalpfeiler mit archaisierenden stilisierten Kapitellen. Das weitgehend authentisch erhaltenen Gebäude verweist auf die bauliche Entwicklung Pieschens um 1930, hierdurch erlangt es stadtentwicklungsgeschichtlichen Aussagewert, außerdem ist es von bauhistorischer Bedeutung. | 09216565 |
| Weitere Bilder                          | Doppelmietshaus in offener Bebauung | Hubertusstraße 54; 56 (Karte) | um 1895 (Doppelmietshaus)                                                            | historisierender Bau um 1895, stadtentwicklungsgeschichtliche und bauhistorische Bedeutung. Bei dem um 1895 entstandenen Doppelmietshaus handelt es sich um einen dreigeschossigen, einfach verputzten Bau mit einem Mansarddach. Typisch historistische Elemente wie die sandsteinernen Sims, die verschiedene Gestalt der Fensterverdachungen und die Anlage von Fensterspiegeln strukturieren und schmücken die Fassade. Das Gebäude verweist auf die bauliche Entwicklung Pieschens um 1900, es besitzt stadtentwicklungsgeschichtlichen Wert. Darüber hinaus ist es als typisches Beispiel historistischer Bauweise von bauhistorischer Bedeutung. | 09216560 |
| Weitere Bilder                          | Mietshaus in Ecklage und offener Bebauung, mit Einfriedung und seitlicher Toreinfahrt | Hubertusstraße 58 (Karte) | um 1895 (Mietshaus)                                                                  | Klinkerfassade, historisierender Bau um 1895, stadtentwicklungsgeschichtliche und bauhistorische Bedeutung. Das am Ende des 19. Jahrhunderts, also während der Spätphase der Gründerzeit, entstandene Eckhaus, erscheint als zeittypischer gelber Klinkerbau. Seine historisierende Fassade ist entsprechend gestaltet: turmartig überhöhte Ecke (Dachgestalt wohl nicht ursprünglich), da auch schmiedeeiserne Balkone, Schmuck- und Gliederungselemente, wie farbig abgehobene horizontale Bänder und Rauten, mit Dreiecks und Segmentgiebelverdachungen hervorgehobene Fensterrahmungen sowie Dachgauben beleben das dreigeschossige Gebäude mit Mansarddach. Das weitgehend authentisch erhaltene Gebäude verweist auf die bauliche Entwicklung Pieschens um 1900, es besitzt stadtentwicklungsgeschichtlichen Wert. Darüber hinaus ist es als typisches Beispiel historistischer Bauweise von bauhistorischer Bedeutung. | 09216563 |
| Weitere Bilder                          | Mietshaus in offener Bebauung und seitlicher Einfriedungsmauer | Hubertusstraße 70 (Karte) | um 1914 (Mietshaus)                                                                  | schlichte Putzfassade mit zurückhaltendem Art-Déco-Ornament, um 1914 errichtet, bauhistorische Bedeutung. Das um 1914 und später entstandene Wohnhaus wurde in traditionellen aber auch expressiven Formen errichtet. Den eigentlich einfach gestalteten Baukörper charakterisiert der plastische Schmuck über und unter den Fenstern. Das Mansarddach ist ausgebaut, die Dachaufbauten sind markant. Das weitgehend authentisch erhaltenen Gebäude verweist auf die bauliche Entwicklung Pieschens, hierdurch erlangt es stadtentwicklungsgeschichtlichen Aussagewert, außerdem ist es von bauhistorischer Bedeutung. | 09216566 |
| Weitere Bilder                          | Doppelmietshaus (Trachenberger Straße 33 und Kleiststraße 7) in Ecklage und offener Bebauung, mit seitlicher Toreinfahrt | Kleiststraße 7 (Karte) | um 1900 (Doppelmietshaus)                                                            | charakteristischer, historisierender Wohnbau um 1900, Klinker-Werkstein-Fassade, Teil eines markanten Quartiers, baugeschichtlich und stadtentwicklungsgeschichtlich bedeutend. Die Kleiststraße wurde im Zusammenhang mit dem Bau einer kleinen Wohnsiedlung um 1890 angelegt. Die Architektur der Häuser ist sehr aufeinander bezogen und zeigt die große Bandbreite historistischer Bauideen. Ihr Entstehen ist verbunden mit der Industriegeschichte in Dresden-Pieschen um 1900 und mit dem Bau der Eisenbahnlinie Dresden–Leipzig, später Dresden–Berlin. In dieser Zeit entstand der größte Teil der Pieschener Bebauung mit Arbeiterhäusern auf ziemlich hohem Wohnniveau. Dabei unterscheidet sich die großenteils geschlossene Bebauung in Pieschen-Süd von der zumeist von Doppelhäusern oder kleinen Häuserzeilen geprägten Bebauung, sonst ähnlichen Stils, in Pieschen Nord. Bei dem um 1900 entstandenen Eckmietshaus handelt es sich um einen dreigeschossigen, gelben Backsteinbau mit einem Mansarddach. Typisch historistische Elemente, wie die Putznutung des Erdgeschosses, die sandsteinernen Simse und die Pilastergliederung in den Obergeschossen, die verschiedene Gestalt der Fenster und deren sandsteinerne Rahmungen sowie die verschiedenen Fensterverdachungen und der schmiedeeiserne Balkon strukturieren die Fassade. Besonders interessant für die Ansicht der Fassade die Anordnung der Fenster. An der Seite ist die zur Straße gelegene Fensterachse besonders betont und kragt aus. Das weitgehend authentisch erhaltene Gebäude verweist auf die bauliche Entwicklung Pieschens um 1900, es besitzt stadtentwicklungsgeschichtlichen Wert. Darüber hinaus ist es als typisches Beispiel historistischer Bauweise von bauhistorischer Bedeutung. | 09216370 |
| Weitere Bilder                          | Doppelmietshaus (Kleiststraße 8 und Trachenberger Straße 35) in Ecklage, offener Bebauung und seitlichen Toreinfahrten | Kleiststraße 8 (Karte) | um 1900 (Doppelmietshaus)                                                            | charakteristischer historisierender Wohnbau um 1900, Klinker-Werkstein-Fassade, Teil eines markanten Quartiers, baugeschichtlich und stadtentwicklungsgeschichtlich bedeutend. Der Trachenberger Straße sowie der Trachenberger Platz wurden im letzten Drittel des 19. Jahrhunderts auf zuvor gartenbaulich genutztem Gelände angelegt. Die Trachenberger Straße steht im Zusammenhang mit dem Bau einer Wohnsiedlung in dieser Gegend. Sie ist verbunden mit der Industriegeschichte in Dresden-Pieschen und mit dem Bau der Eisenbahnlinie Dresden–Leipzig, später Dresden–Berlin. In dieser Zeit entstand der größte Teil der Pieschener Bebauung mit Arbeiterhäusern auf ziemlich hohem Wohnniveau. Dabei unterscheidet sich die großenteils geschlossene Bebauung in Pieschen-Süd von der zumeist von Doppelhäusern oder kleinen Häuserzeilen geprägten Bebauung, sonst ähnlichen Stils, in Pieschen Nord. Bei dem um 1900 entstandenen Doppelmietshaus handelt es sich um einen dreigeschossigen, roten Backsteinbau mit einem Mansarddach. Die Seitenachsen kragen leicht aus. Typisch historistische Elemente, wie das als Sockelgeschoss aufgefasste, mit Sandstein verkleidete Erdgeschoss mit Schlusssteinen über den Fenstern, die sandsteinernen Simse und die Eckquaderung, die verschiedenen Fensterverdachungen und Fensterspiegel strukturieren die Fassade. An der Seite ist die zur Straße gelegene Fensterachse besonders betont und kragt aus. | 09216372 |
| Weitere Bilder                          | Doppelmietshaus mit seitlichen Toreinfahrten, in offener Bebauung | Kleiststraße 9; 11 (Karte) | um 1900 (Doppelmietshaus)                                                            | charakteristischer historisierender Wohnbau um 1900, Teil eines markanten Quartiers, baugeschichtlich und stadtentwicklungsgeschichtlich bedeutend. Die Kleiststraße wurde im Zusammenhang mit dem Bau einer kleinen Wohnsiedlung um 1890 angelegt. Sie ist verbunden mit der Industriegeschichte in Dresden-Pieschen um 1900 und mit dem Bau der Eisenbahnlinie Dresden–Leipzig, später Dresden–Berlin. In dieser Zeit entstand der größte Teil der Pieschener Bebauung mit Arbeiterhäusern auf ziemlich hohem Wohnniveau. Dabei unterscheidet sich die großenteils geschlossene Bebauung in Pieschen-Süd von der zumeist von Doppelhäusern oder kleinen Häuserzeilen geprägten Bebauung, sonst ähnlichen Stils, in Pieschen Nord. Bei dem um 1900 entstandenen Doppelmietshaus handelt es sich um einen dreigeschossigen, einfach verputzten Bau mit einem Mansarddach. Die beiden Seitenachsen kragen risalitartig vor. Typisch historistische Elemente, wie die sandsteinernen Simse, die verschiedene Gestalt der Fenster und ihrer Verdachungen (teilweise mit plastischem Schmuck) strukturieren und schmücken die Fassade. Das Gebäude verweist auf die bauliche Entwicklung Pieschens um 1900, es besitzt stadtentwicklungsgeschichtlichen Wert. Darüber hinaus ist es als typisches Beispiel historistischer Bauweise von bauhistorischer Bedeutung. | 09216504 |
| Weitere Bilder                          | Mietshaus in offener Bebauung | Kleiststraße 10 (Karte) | um 1900 (Mietshaus)                                                                  | charakteristischer historisierender Verwaltungs- und Wohnbau um 1900, Teil eines markanten Quartiers, baugeschichtlich und stadtentwicklungsgeschichtlich bedeutend | 09216503 |
| Weitere Bilder                          | Doppelmietshaus in offener Bebauung | Kleiststraße 12; 14 (Karte) | um 1900 (Doppelmietshaus)                                                            | charakteristischer historisierender Wohnbau um 1900, Teil eines markanten Quartiers, baugeschichtlich und stadtentwicklungsgeschichtlich bedeutend. Die Kleiststraße wurde im Zusammenhang mit dem Bau einer kleinen Wohnsiedlung um 1890 angelegt. Sie ist verbunden mit der Industriegeschichte in Dresden-Pieschen um 1900 und mit dem Bau der Eisenbahnlinie Dresden–Leipzig, später Dresden–Berlin. In dieser Zeit entstand der größte Teil der Pieschener Bebauung mit Arbeiterhäusern auf ziemlich hohem Wohnniveau. Dabei unterscheidet sich die großenteils geschlossene Bebauung in Pieschen-Süd von der zumeist von Doppelhäusern oder kleinen Häuserzeilen geprägten Bebauung, sonst ähnlichen Stils, in Pieschen Nord. Bei dem um 1900 entstandenen Doppelmietshaus handelt es sich um einen dreigeschossigen, einfach verputzten Bau mit einem Mansarddach. Typisch historistische Elemente, wie der sandsteinerne Sims oberhalb des Erdgeschosses und unterhalb des Dachgeschosses, die verschiedene Gestalt der Fenster und ihrer Verdachungen und die Anlage von Fensterspiegeln strukturieren und schmücken die Fassade. Das Gebäude verweist auf die bauliche Entwicklung Pieschens um 1900, es besitzt stadtentwicklungsgeschichtlichen Wert. Darüber hinaus ist es als typisches Beispiel historistischer Bauweise von bauhistorischer Bedeutung. | 09216502 |
| Weitere Bilder                          | Doppelmietshaus in offener Bebauung | Kleiststraße 13; 15 (Karte) | um 1900 (Doppelmietshaus)                                                            | charakteristischer historisierender Wohnbau um 1900, Teil eines markanten Quartiers, baugeschichtlich und stadtentwicklungsgeschichtlich bedeutend. | 09216501 |
| Weitere Bilder                          | Doppelmietshaus (Kleiststraße 16 und Hans-Sachs-Straße 14) in Ecklage und offener Bebauung | Kleiststraße 16 (Karte) | um 1900 (Doppelmietshaus)                                                            | charakteristischer historisierender Wohnbau um 1900, Teil eines markanten Quartiers, baugeschichtlich und stadtentwicklungsgeschichtlich bedeutend. | 09216500 |
| Weitere Bilder                          | Doppelmietshaus (Großenhainer Str. 126 und Kleiststraße 17) in Ecklage, offener Bebauung und seitlichen Toreinfahrten | Kleiststraße 17 (Karte) | um 1895 (Doppelmietshaus)                                                            | mit Läden, historisierender Bau um 1895 mit Klinker-Werkstein-Fassade, bauhistorische und ortsentwicklungsgeschichtliche Bedeutung. Die Kleiststraße wurde im Zusammenhang mit dem Bau einer kleinen Wohnsiedlung um 1890 angelegt. Sie ist verbunden mit der Industriegeschichte in Dresden-Pieschen um 1900 und mit dem Bau der Eisenbahnlinie Dresden–Leipzig, später Dresden–Berlin. In dieser Zeit entstand der größte Teil der Pieschener Bebauung mit Arbeiterhäusern auf ziemlich hohem Wohnniveau. Dabei unterscheidet sich die großenteils geschlossene Bebauung in Pieschen-Süd von der zumeist von Doppelhäusern oder kleinen Häuserzeilen geprägten Bebauung, sonst ähnlichen Stils, in Pieschen Nord. Bei dem um 1895 entstandenen Doppelmietshaus handelt es sich um ein dreigeschossiges gelbes Backsteingebäude mit Ladeneinbauten im Erdgeschoss, ein typisches Beispiel späthistoristischer Bauweise. Sein zeittypisches Erscheinungsbild erhält das Haus durch Material- und Formenvielfalt in der Fassadenausbildung. Jeweils an den zwei Straßenecken (Großenhainer Straße / Hans-Sachs-Straße / Kleiststraße) kragt das Gebäude turmartig vor. Das Mansardgeschoss ist als Vollgeschoss ausgebaut, die Seiten mit neorenaissanceartigen Giebeln, der schräge Mittelteil durch ein Türmchen hervorgehoben. Das einfach verputzte Erdgeschoss ist als Sockel gekennzeichnet, Verdachungen, Spiegel oder Simse aus Sandstein beleben die sonst einheitliche Fassade. Das weitgehend authentisch erhaltene Gebäude verweist auf die bauliche Entwicklung Pieschens um 1895, hierdurch erlangt es seinen stadtentwicklungsgeschichtlichen Wert. Darüber hinaus ist es als typisches Beispiel historistischer Bauweise von bauhistorischer Bedeutung.                    | 09216430 |
| Weitere Bilder                          | Wohnhaus in offener Bebauung | Konkordienstraße 43 (Karte) | um 1870 (Wohnhaus)                                                                   | schlichter Putzbau, baugeschichtlich bedeutend | 09216305 |
| Weitere Bilder                          | Wohn- und Geschäftshaus in halboffener Bebauung | Konkordienstraße 46 (Karte) | um 1900 (Wohn- und Geschäftshaus)                                                    | weitgehend authentisch erhaltenes spätgründerzeitliches Wohn- und Geschäftshaus, baugeschichtlich bedeutend | 09216303 |
| Weitere Bilder                          | Wohnhaus in offener Bebauung | Konkordienstraße 48 (Karte) | um 1870 (Wohnhaus)                                                                   | schlichter, gründerzeitlicher Putzbau, baugeschichtlich bedeutend | 09216304 |
| Weitere Bilder                          | Mietshaus in offener Bebauung | Konkordienstraße 51 (Karte) | um 1890 (Mietshaus)                                                                  | mit Laden, historisierendes Gebäude aus dem Ende des 19. Jahrhunderts mit zeittypischer Klinker-Werkstein-Fassade, baugeschichtlich bedeutend | 09213925 |
| Weitere Bilder                          | Mietshaus in halboffener Bebauung | Konkordienstraße 55 (Karte) | um 1890 (Mietshaus)                                                                  | historisierendes Gebäude aus dem Ende des 19. Jahrhunderts mit zeittypischer Klinker-Werkstein-Fassade, baugeschichtlich bedeutend | 09216306 |
| Weitere Bilder                          | Mietshaus in geschlossener Bebauung | Konkordienstraße 57 (Karte) | um 1890 (Mietshaus)                                                                  | schlichtes, historisierendes Gebäude aus dem Ende des 19. Jahrhunderts mit zeittypischer Putz-Fassade, baugeschichtlich bedeutend | 09216307 |
| Weitere Bilder                          | Mietshaus in halboffener Bebauung | Konkordienstraße 59 (Karte) | um 1890 (Mietshaus)                                                                  | charakteristisches und weitgehend authentisch erhaltenes gründerzeitliches Mietshaus, baugeschichtlich bedeutend | 09216308 |
| Weitere Bilder                          | Mietshaus in offener Bebauung | Konkordienstraße 68 (Karte) | um 1890 (Mietshaus)                                                                  | charakteristisches und weitgehend authentisch erhaltenes gründerzeitliches Mietshaus, baugeschichtlich bedeutend | 09213930 |

## Ausführliche Denkmaltexte
1. 1 2 3 4 5 6 7 8 9 10 11 12  Aus dem ehemaligen Dorfplatz von Altpieschen entwickelte sich um 1900 die heutige Platzanlage, bei der die Gehöfte der Westseite durch historistische Blockrandbebauung ersetzt wurden. Der Neubau der Häuserzeilen ist verbunden mit der Industriegeschichte in Dresden-Pieschen um 1900 und mit dem Bau der Eisenbahnlinie Dresden–Leipzig, später Dresden–Berlin. In dieser Zeit entstand der größte Teil der heutigen Pieschener Wohnhäuser, es handelt sich um Häuser für die Arbeiter auf hohem Wohnniveau. Dabei unterscheidet sich die großenteils geschlossene Bebauung in Pieschen-Süd von der zumeist von Doppelhäusern oder kleinen Häuserzeilen geprägten Bebauung, sonst ähnlichen Stils, in Pieschen Nord. – Das Gebäude verweist auf die bauliche Entwicklung Pieschens um 1900, es besitzt stadtentwicklungsgeschichtlichen Wert. Darüber hinaus ist es als typisches Beispiel historistischer Bauweise von bauhistorischer Bedeutung.
2. 1 2 3  1912 richtete die Stadt Dresden hier ein Asyl für Obdachlose ein. Die Planung stammten vom Dresdner Stadtbaurat Hans Erlwein. Die aus mehreren Gebäuden bestehende Wohnanlage galt als eine der modernsten in Deutschland und bot Platz für 59 obdachlose Familien sowie für 110 alleinstehende Männer. Die Wohnungen bestanden aus zwei Zimmern und waren jeweils mit einem Herd ausgestattet. Waschbecken und Toiletten befanden sich im Treppenhaus. Außerdem gab es im Innenhof einen als Treffpunkt für Kinder gedachten „Spielpavillon“ sowie ein Brausebad und ein Kinderschwimmbad im Keller. Da die Wohnanlage schon bald ausgelastet war, machten sich bereits 1915 Erweiterungen erforderlich, die nach Erlweins Tod das Dresdner Architektenbüro Hirschmann übernahm. Leider brannte der Spielpavillon in den Zwanziger Jahren ab. Der zu den wichtigen Zeugnissen der Sozialfürsorge in Dresden gehörende Gebäudekomplex wurde 2003/05 saniert und beherbergt heute Mietwohnungen unterschiedlicher Größe. Im Innenhof fand eine Plastik Aufstellung, die einen Fleischer mit einem Schwein zeigt und aus dem ebenfalls von Erlwein entworfenen Dresdner Schlachthof stammt. Bei der ursprünglichen Anlage des Asyls sind die Gebäude U-förmig um einen Innenhof angelegt. Bei den Flügelbauten handelt sich um zweigeschossige Gebäude (9,9a,9b,9c,11,11a,11b,11c) mit einem gebrochenen Mansardwalmdach. Die Mansarde ist vollständige ausgebaut und bricht so das Dach auf. Der Kopfbau wird von einem Mittelrisalit (9d) bestimmt, was um ein Geschoss höher angelegt ist. Diesem Kopfbau gegenüber steht ein Pendant, was nicht mit den anderen Häusern verbunden ist (5c). Das Gebäudeensemble weist stilistische Bezüge zur Reformbaukunst auf. Zur Straße hin wurden um 1925 weitere Gebäude für das Asyl angelegt. Dabei handelt es sich um ein eingeschossiges Fachwerkgebäude (5b) sowie um viergeschossige, traufständig errichtete Häuser (5, 5a,b,15a,b). Bei diesen Gebäuden wird eine Anlehnung an den Wohnungsgenossenschaftsbau deutlich. Das gesamte Objekt ist bau-, orts- und sozialgeschichtlich bedeutend.
3. ↑  Nach Entwürfen des Dresdner Architekten Hans Richter (1882–1971) entstand 1926–28 zwischen Moltkestraße (seit 1946 Robert-Matzke-Straße), Rehefelder und Wurzener Straße eine moderne Wohnanlage der GEWOBAG-Dresden mit Geschäften, Fernheizwerk und Zentralwäscherei. Die GEWOBAG-Wohnanlage war Ende 1928 bezugsfertig, heutiger Eigentümer und Verwalter ist die GAGFAH GROUP Dresden. Der längliche Block der Gebäude der Arno-Lade-Straße 10, 12, 14, 16, 18, 20, 22 zeigt mit dem flachen Dachabschluss, den querrechteckigen, dreigeteilten Fenstern, den durchgängig verglasten Treppenhäusern sowie den kubisch eingefügten Höhendominanten an den Blockseiten ein modernes Bild. Dazu gehören auch die mit glatten Fassaden und die Loggien. Die Anlage ist neben Richters Großsiedlung Trachau ein bedeutsames Beispiel des Neuen Bauens bzw. der klassischen Moderne in Sachsen, dabei von besonderem bau- und kunsthistorischem Wert, als Teil des Oeuvres von Hans Richter auch künstlerisch von Belang. Es bildet mit dem Sachsenbad und der unmittelbar gegenüber liegenden Bibliothek zudem ein stadtentwicklungsgeschichtlich unverwechselbares Ensemble von außerordentlicher städtebaulicher Bedeutung.
4. ↑  Der Trachenberger Straße sowie der Trachenberger Platz wurden im letzten Drittel des 19. Jahrhunderts auf zuvor gartenbaulich genutztem Gelände angelegt. Die Trachenberger Straße steht im Zusammenhang mit dem Bau einer Wohnsiedlung in dieser Gegend. Sie ist verbunden mit der Industriegeschichte in Dresden-Pieschen und mit dem Bau der Eisenbahnlinie Dresden–Leipzig, später Dresden–Berlin. In dieser Zeit entstand der größte Teil der Pieschener Bebauung mit Arbeiterhäusern auf ziemlich hohem Wohnniveau. Dabei unterscheidet sich die großenteils geschlossene Bebauung in Pieschen-Süd von der zumeist von Doppelhäusern oder kleinen Häuserzeilen geprägten Bebauung, sonst ähnlichen Stils, in Pieschen Nord. Barbarastraße 39 – Bei dem Ende des 19. Jahrhunderts errichteten Mietshaus handelt es sich um einen dreigeschossigen Bau mit Mansarddach. Der Fassadenschmuck ist in den gängigen Historismusformen gehalten, geputzt und farbig gefasst. Das Erdgeschoss besitzt eine Putznutung, das erste Obergeschoss ist durch Fensterverdachungen hervorgehoben. Zur besseren städtebaulichen Einordnung ist die Ecke abgeflacht und turmartig überhöht. Der obere Abschluss wurde wahrscheinlich nicht vollständig rekonstruiert. Das Gebäude kennzeichnet die Ecke zwischen der Barbarastraße und dem Trachenberger Platz und ist ein gutes Beispiel der zeitgenössischen Architektur, ein Zeugnis der damaligen Dresdener Stadtentwicklung und von städtebaulicher Bedeutung. Trachenberger Str. 19 – Bei dem um 1895 entstandenen Mietshaus handelt es sich um einen dreigeschossigen, einfach verputzten Bau mit einem Mansarddach. Der Fassadenschmuck ist in den gängigen Historismusformen gehalten, geputzt und farbig gefasst. Das Erdgeschoss besitzt eine Putznutung, das erste Obergeschoss ist durch Fensterverdachungen hervorgehoben. Zur besseren städtebaulichen Einordnung ist die Ecke abgeflacht und turmartig überhöht. Der obere Abschluss wurde wahrscheinlich nicht vollständig rekonstruiert. Das Gebäude kennzeichnet die Ecke zwischen der Trachenberger Straße und dem Trachenberger Platz und ist ein gutes Beispiel der zeitgenössischen Architektur, ein Zeugnis der damaligen Dresdener Stadtentwicklung und von städtebaulicher Bedeutung. Darüber hinaus ist es als typisches Beispiel historistischer Bauweise von bauhistorischer Bedeutung.
5. ↑  Die Entstehung der heutigen Villa Barbara ist verbunden mit der Industriegeschichte in Dresden-Pieschen um 1900, dabei vor allem mit dem Bau der Eisenbahnlinie Dresden–Leipzig, später Dresden–Berlin. 1878 erließ die Gemeinde Pieschen ein Ortsgesetz, wonach neue Fabrikbauten in dem Gebiet zwischen Eisenbahn und Großenhainer Straße konzentriert werden sollten. Am 15. April 1893 stellten Clemens und Ernst Köckritz aus Radeberg einen Bauantrag zur Errichtung eines Fabrikgebäudes und einer Villa auf der neu entstandenen Barbarastraße 41. Sie verlegten Ihre Strohhutfabrik aus Radeberg nach Dresden und gründeten 1896 die Filz- und Strohhutfabrik Gebr. Köckritz. Nach der Jahrhundertwende wurden in der Fabrik Nähmaschinenteile für die Firma Karl Würker hergestellt. Bei der breitgelagerten, zweigeschossigen Villa handelt es sich um einen gelben Backsteinbau mit gründerzeittypischen Schmuckelementen, wie Fensterverdachungen oder pyramidalen Dächern der Dachfenster (heute dazu noch moderne Dachfenster beigegeben). Auffällig sind die an der Ostecke des Hauses eingestellten, übereinanderliegenden, verglasten Balkone, unten mit dicken Sandsteinsäulen, darüber schlanker gestaltete toskanische Säulen, jeweils über Postamenten. Den oberen Balkon schmückt zwischen den Postamenten eine Balustrade. Die heutige Verglasung folgt großenteils der ursprünglichen. Die schmiedeeiserne Einfriedung ruht auf einem Sandsteinsockel, Zwischenstützen sind ebenfalls aus Schmiedeeisen, Sandsteinsäulen nur an den Toren. Durch seine Gestalt und seine Geschichte besitzt das Gebäude historischen, stadtentwicklungsgeschichtlichen und bauhistorischen Wert. Es ist straßenbildprägend.
6. 1 2 3 4 5 6 7 8 9  Auf dem ehemaligen Weinbergsgelände „zum wilden Mann“ errichtete man Anfang der 30er Jahre Siedlungen. Die Bolivarstraße wurde 1931 im Zusammenhang mit dem Bau neuer Wohnhäuser an der früheren Gemarkungsgrenze zwischen Trachau und Pieschen angelegt. Im Gesamtkonzept nehmen die Häuser der Bolivarstraße (2–88), der Döbelner Straße(77/79) und der Virchowstraße (27/78) als Siedlung „Am Alten Weingut Wilder Mann“ Bezug auf die Siedlung der Duckwitzstraße „Zur guten Hoffnung“. Die Wohnhäuser an der Bolivarstraße entstanden ab 1930 für den Allgemeinen Sächsischen Siedlerverband (ASSV), wobei die Entwurfsplanung dem Architekten Paul Müller oblag. Alle Wohnungen erhielten separate Eingänge und Kleingärten, welche der Selbstversorgung der Vereinsmitglieder mit Obst und Gemüse dienen sollten. Die 1931 bezogene Siedlung befindet sich heute im Besitz der Gemeinnützigen Wohnungsgenossenschaft „Am alten Weingut Wilder Mann“ und steht seit 1994 unter Denkmalschutz. Diese Genossenschaft hatte sich im September 1933 unter dem Druck der Nationalsozialisten aus dem gewerkschaftlich orientierten ASSV gebildet und ist kleinste Wohnungsgenossenschaft Dresdens. Die Reihenhäuser der Bolivarstraße sind schlicht und zweigeschossig angelegt, die einfach geputzten Bauten besitzen großzügige Vorgärten. Vor der Einfriedung, meist ein Lattenzaun, befindet sich wiederum ein mit Bäumen bewachsener Grünstreifen, der das Straßenbild bestimmt und die Häuser verdeckt. Je zwei Wohnungen teilen sich einen überdachtes Vorhaus, was getrennt zu begehen ist. Traditionelle Stilelemente, wie Walmdächer, Lochfassaden, Dachgaupen und Lattenzäune bestimmen den Charakter der Anlage. Zur Siedlungsanlage gehören auch einzelnstehende dreigeschossige Häuser (Hausnummer 2, 56, 58, 88), sie liegen in den Kreuzungsbereichen zur Virchowstraße, Döbelner Straße und Großenhainerstraße. Die Einzelhäuser liegen näher an der Straße und rahmen die zurückliegende lange Häuserzeile. Die ebenfalls schlicht geputzten Gebäude werden durch einen kubischen Eingangsbereich und ein kastenartig zurückgesetztes Treppenhaus dominiert. Die Loggien waren ehemals offen. Diese Elemente verweisen auf die Sachlichkeit der Reformbaukunst dieser Zeit. Die weitgehend authentisch erhaltenen Gebäude verweisen auf die bauliche Entwicklung Pieschens um 1930, hierdurch erlangen sie ihren stadtentwicklungsgeschichtlichen Aussagewert, außerdem sind sie von bauhistorischer Bedeutung. Das öffentliche Erhaltungsinteresse der hier zu beurteilenden Siedlung ergibt sich aus dem exemplarischen Charakter für die Architekturentwicklung um 1930. Hinzu kommt der Umstand, dass vergleichbare Anlagen in anderen Bundesländern als Denkmale behandelt und publiziert werden.
7. 1 2 3 4 5 6  Die im Auftrag des Dresdner Spar- und Bauverein geplante Wohnsiedlung wurde 1929/30 auf Planungsgrundlage der Architekten Paul Beck und Leo Hoese im Bereich der Gabelung von Boxdorfer- und Volkersdorfer Straße gebaut. Die Siedlungsanlage wurde in zwei Phasen ausgeführt: den ersten Bauabschnitt, der Boxdorfer-Volkersdorferstraße, errichtete man in Zeilenbauweise, der zweite, etwas jüngere Bauabschnitt umfasst die Gebäude der Hellerauer Straße. Sie ist, nach Plänen Willimartin Rombergers, in geschlossener Blockrandbebauung gebaut. Der viergeschossige Kopfbau der Anlage liegt im Gabelungsbereich der beiden Straßen. Er besitzt große Loggien und trägt den Schriftzug des Bauvereins. Die hinter ihm platzierten, zugunsten der bestmöglichen Lichtversorgung in Nord-Süd-Ausrichtung angeordneten Gebäude sind dreigeschossig. An den zurückgesetzten Eckbauten (viergeschossig) befinden sich über Eck gestellte Standerker. Alle Häuser sind einfach geputzt und besitzen Walmdächer. Als weiteres Schmuckelement sind die Fenstersprossen zu nennen. Die Anlage ist ein Zeugnis des Siedlungsbaus der späten zwanziger Jahre in Dresden und geprägt durch traditionelles Gedankengut und Ideen der Neuen Sachlichkeit. Ihr Denkmalwert ergibt sich aus der bau- und sozialgeschichtlichen sowie ortsbildprägenden Bedeutung.
8. 1 2 3  Die Bebauung der Coswiger Straße ist verbunden mit der Industriegeschichte in Dresden-Pieschen um 1900 und mit dem Bau der Eisenbahnlinie Dresden–Leipzig, später Dresden–Berlin. In dieser Zeit entstand der größte Teil der Pieschener Bebauung als Arbeitermietshäuser auf hohem Wohnniveau. Dabei unterscheidet sich die großenteils geschlossene Bebauung in Pieschen-Süd von der zumeist von Doppelhäusern oder kleinen Häuserzeilen geprägten Bebauung, sonst ähnlichen Stils, in Pieschen Nord.
9. ↑  Die Gebäudegruppe Riesaer Straße 26–30 gehört zusammen mit Zeithainer Straße 1–11 und ist Teil einer Wohnanlage des Kleinwohnungsbauverein (Dresden). Der Komplex an der Ecke Riesaer / Zeithainer Straße, östlich der Zeithainer Straße besteht aus drei gestaffelten Baukörpern. Sie sind durch eingeschossige Durchgänge verbunden, dahinter liegen Hofgebäude. An der Coswiger Straße steht ein Gebäude in Ecklage, westlich der Zeithainer Straße liegt eine Baugruppe um einen zur Riesaer Straße offenen Innenhof, aus zwei Flügeln. Sie werden durch ein mehrgeschossiges Torhaus zusammengehalten. Die Zugänge sind teilweise von Einfriedungsmauern aus Klinker flankiert. Die gesamte Anlage ist um 1913 entstanden und von Reformarchitektur geprägt. Sie besitzt bauhistorische und stadtentwicklungsgeschichtliche Bedeutung.
10. 1 2  Die Döbelner Straße entstand entlang eines ehemaligen Weinbergwegs, längs am Berg. Ihre heutige Bebauung wurde größtenteils Anfang des 20. Jahrhunderts errichtet und ist vor allem von Mietvillen geprägt, nur einige ältere kleinere Bauten zumeist aus dem 19. Jahrhunderts haben sich erhalten. Bei der wohl im ersten Viertel des 20. Jahrhunderts errichteten Mietvilla handelt es sich um ein typisches Beispiel späthistoristischer Bauweise verbunden mit zierenden Jugendstilelementen. Ihr zeittypisches malerisches Erscheinungsbild erhält sie durch Materialvielfalt in der Fassadenausbildung.
11. 1 2  Die Döbelner Straße entstand entlang eines ehemaligen Weinbergwegs, längs am Berg. Ihre heutige Bebauung wurde größtenteils Anfang des 20. Jahrhunderts errichtet und ist vor allem von Mietvillen geprägt, nur einige ältere kleinere Bauten zumeist aus dem 19. Jahrhunderts haben sich erhalten. Bei dem Eckhaus handelt es sich um einen historistischen Bau, um 1900 errichtet. Mit seinem zur Ecke hin abgeflachten, an den Seiten risalitartig vorkragenden Ecklösung, bestimmt das dreigeschossige und mit Mansarddach versehene Gebäude, die Kreuzung Döbelner Straße / Hans-Sachs-Straße.
12. 1 2 3 4 5 6 7 8 9 10 11 12 13 14 15 16 17 18 19  Die Siedlung „Zur guten Hoffnung“ an der Duckwitzstraße wurde zwischen 1926 und 1929 vom Architekten Paul Müller errichtet. Sie besteht aus zwei repräsentativ gestalteten Torhäusern am südlichen und nördlichen Ende der Anlage sowie 16 dazwischen liegenden Reihen- und Mehrfamilienhäusern mit Vorgärten und Einfriedungen. Das markante Ensemble ist Teil eines größeren vom Allgemeinen Sächsischen Siedlerverband errichteten Quartiers Die Reihen- und Mehrfamilienhäuser erscheinen als für die Zeit typische traditionell gestaltete Gebäude mit Walmdächern und verputzen Lochfassade. Sie werden lediglich durch kleine Dachgaupen, Eingangsvorbauten, Klappläden und Sprossenfenster belebt. Von Belang für das Erscheinungsbild der Anlage sind die großzügigen Vorgärten mit Lattenzäunen. Durch zurückgesetzte Bauten ergibt sich ein spannungsreicheres Bild der gleich gestalteten Fronten. Die Denkmaleigenschaft der Anlage ergibt sich aus der bau- und stadtentwicklungsgeschichtlichen Bedeutung. Zum einen sind die Häuser des Quartiers „Zur guten Hoffnung“ exemplarische Zeugnisse des Kleinwohnungs- und Siedlungsbaus um 1930, der zum Großteil auch von den oben genannten traditionellen Gestaltungselementen geprägt wurde, und zum anderen dokumentieren Sie auf anschauliche Weise die städtebauliche Entwicklung Dresdens, als an den Rändern der Stadt Wohnanlagen und Siedlungen vor allem für die minderbemittelten Schichten entstanden. Das öffentliche Erhaltungsinteresse der hier zu beurteilenden Siedlung ergibt sich aus dem exemplarischen Charakter für die Architekturentwicklung um 1930 sowie aus der singulären städtebaulichen Gestaltung mit den beiden markanten Torhäusern. Hinzu kommt der Umstand, dass vergleichbare Anlagen in anderen Bundesländern als Denkmale behandelt und publiziert werden.
13. 1 2 3 4  Die Eschebachstraße wurde um 1911 angelegt, sie ist nach dem Industriellen Carl Eschebach (1842–1905), dem Gründer der Eschebach Werke, benannt. Ihre Bebauung ist verbunden mit der Industriegeschichte in Dresden-Pieschen nach 1900. Bei den um 1910 errichteten Mietshäusern mit zwei/drei Geschossen und ausgebautem Dachgeschoss handelt es sich um ein schönes Beispiel späthistoristischer Architektur mit deutlichen Tendenzen zur Reformarchitektur. Der authentisch erhaltene Bau steht im Zusammenhang mit den Nachbargebäuden, alle um 1910 errichtet und besitzt ortsentwicklungsgeschichtliche Bedeutung. Es dokumentiert Qualität und Anspruch im Mietvillenbau der Zeit um 1910, wodurch sie baugeschichtliche Bedeutung erlangt.
14. 1 2 3 4 5 6 7 8 9 10 11 12 13 14 15 16 17 18 19 20 21 22 23 24 25 26 27 28 29 30 31 32 33 34 35 36  Das hier zu beurteilende Objekt gehört zur repräsentativsten Straße des Dresdner Vorortes Pieschen. Pieschen, ursprünglich kein reiches Bauerndorf am Rande der sächsischen Residenzstadt, in dem mehr Häusler als Hüfner wohnten, entwickelte sich während der Industrialisierung in der zweiten Hälfte des 19. Jahrhunderts zu einer respektablen Vorstadt mit zahlreichen Fabriken und ausgedehnten Mietshausquartieren. Dies betraf anfänglich vor allem den Bereich um die Bürgerstraße und die Oschatzer Straße, südlich der Eisenbahnlinie Leipzig–Dresden. Verstärkt ab 1900 wurde auch das sich nördlich anschließende, und bis dahin weitgehend unbebaute Areal erschlossen. Die Großenhainer Straße avancierte zur wichtigsten Verkehrsachse dieses Gebietes mit Ballhäusern, Fabriken, Gaststätten, einem Kino usw. Sie verband die Dresdner Stadtteile Neustadt, Pieschen, Trachau und Trachenberge miteinander. Die wirtschaftliche Prosperität der damaligen Zeit und der damit einhergehende Bauboom werden gerade am Beispiel der Großenhainer Straße deutlich. Hier stehen ohne Zweifel die gestalterisch markantesten Gebäude des Quartiers und das in relativ geschlossener Abfolge. Somit erinnern die Gebäude in der Großenhainer Straße als Teile eines bemerkenswerten, vor allem in der Gründerzeit und von 1900 bis zum Ersten Weltkrieg geprägten Straßenensembles mehr noch als andere Bauten in der Umgebung an die rasante Verstädterung und das beeindruckende wirtschaftliche Wachstum einer ursprünglich kleinen Landgemeinde und macht damit ein Stück der Entwicklung eines Dresdner Vorortes deutlich. Die heutige Großenhainer Straße geht auf die frühere „Haynische Straße“ zurück, die Dresden mit Großenhain verband. Vom Leipziger Tor (Palaisplatz) ausgehend führte sie über Pieschen und Trachau weiter nach Großenhain. Da sie als Poststraße von Bedeutung war, wurden um 1700 Meilensteine aufgestellt. Im 19. Jahrhundert hieß die Straße Moritzburger Chaussee oder Berliner Straße, seit kurz nach 1850 dann Großenhainer Straße. Während der der Bahnlinie zugewandte Teil bereits um 1840 als Standort für verschiedene Gewerbebetriebe attraktiv wurde, entstanden die meisten Wohnhäuser der Nordseite erst nach 1890. Ab 1891 fuhren über die Großenhainer Straße Straßenbahnen zum Betriebshof Trachenberge und zum Wilden Mann.
15. ↑  Die baugeschichtliche Bedeutung des gestalterisch auffälligen Doppelmietshauses Großenhainer Straße 98b/100 ergibt sich aus dem dokumentarischen Wert für die Architekturentwicklung im ausgehenden 19. und beginnenden 20. Jahrhundert. Das etwa um 1900 entstandene Gebäude ist ein charakteristisches Beispiel für die damals in der Baukunst vorherrschende Stilrichtung des Historismus. Die etwa von den 1830er Jahren bis ins frühe 20. Jahrhundert hinein wirksame Bauepoche des Historismus wird, zusammenfassend gesagt, durch das Nachahmen vergangener Stile wie Romanik, Gotik, Renaissance und Barock gekennzeichnet. Die meisten Historismusbauten heben sich durch aufwendige Schaufassaden hervor. Zahllose, kräftig ausgebildete Gliederungselemente und ornamentaler Schmuck beleben vor allem die straßenseitigen Fronten. Gebäude aus den letzten drei Jahrzehnten des 19. und aus dem Anfang des 20. Jahrhunderts zeigen häufig verschiedene Stilvorbilder. Auf die Renaissance als Vorbild verweisen bei der Großenhainer Straße 98b/100 die übergiebelten Dacherker mit ornamentalem Schmuck, Aufsätzen und Köpfen, die mittels dunkler Klinkersteine hervorgehobenen Gebäudeecken und das etwas massiger erscheinende Parterre. Die Hervorhebung des ersten Obergeschosses als Beletage bzw. Piano nobile, hier durch Spiegel auf den Brüstungsfeldern und unterschiedliche Fensterbedachungen, tritt in der europäischen Architekturentwicklung seit dem Manierismus (Spätphase der Renaissance) auf. Das Mansarddach des Doppelhauses hat seine Wurzeln im Barock. Abgesehen davon ist es die typische Dachkonstruktion der Bauten des Historismus. Außerdem zeigt vor allem die Schaufassade der Großenhainer Straße 98b/100 viele kräftig ausgebildete Gliederungselemente und einfachen, aber wirkungsvoll betonenden ornamentalen Schmuck. Hinzu kommen die Klinkerfronten mit farbigen Steinen, wie sie für viele Mietshäuser der Zeit um 1900 typisch waren. Am Beispiel des hier zu beurteilenden Objektes sind viele Stilmerkmale des Historismus anschaulich nachvollziehbar, somit ist der markante Bau zum Aufzeigen der Architekturentwicklung im ausgehenden 19. und beginnenden 20. Jahrhundert besonders geeignet. Abgesehen von seiner baugeschichtlichen Bedeutung ist die Großenhainer Straße 98b/100 auch stadtentwicklungsgeschichtlich von Belang. Mit dem Schutzgrund geschichtliche Bedeutung wird bezweckt, historische Ereignisse oder Entwicklungen anschaulich zu machen. Die geschichtliche Bedeutungskategorie ist nicht auf übergeordnete oder besonders bedeutsame Entwicklungen oder Verhältnisse beschränkt. Sie umfasst vielmehr auch Gegenstände des Denkmalschutzes, die nur für einzelne Wissenschaftsdisziplinen (z. B. Kirchengeschichte, Baugeschichte, Kunstgeschichte) oder für die Regional-, Heimat oder Stadtgeschichte von Bedeutung sind.
Dabei bildet das Gebäude mit der unmittelbar benachbarten Gebäudegruppe Großenhainer Straße 96/Heidestraße 15/17 ein für vorstädtische Verhältnisse repräsentatives und sehenswertes Ensemble mit beinahe großbürgerlich ambitionierter Ausprägung. Die Denkmalwürdigkeit resultiert aus der Tatsache, dass die Denkmaleigenschaft der Großenhainer Straße 98b/100 und die Notwendigkeit ihrer Erhaltung auf jeden Fall in das Bewusstsein eines breiten Kreises von Sachverständigen eingegangen sind. So finden sich ähnliche oder vergleichbare Objekte in mehreren bundesdeutschen Denkmaltopographien Die Denkmalwürdigkeit des hier zu beurteilenden Anwesens ergibt sich zudem aus dem dokumentarischen und exemplarischen Wert für die Architektur des ausgehenden 19. und beginnenden 20. Jahrhunderts. Dabei hat sich die Großenhainer Straße 98b/100 weitestgehend ursprünglich erhalten.
16. 1 2  Das Goehle-Werk der Zeiss Ikon AG, auf der Großenhainer Straße 101 errichtete Emil Högg zusammen mit Georg Rüth zwischen 1938–40: Zwei Produktionsgebäude, vier rückwärtige sogn. Schutztreppenhäuser und Gemeinschaftshaus/Gefolgschaftshaus, Produktionsgebäude an der Heidestraße (1938–1940) lang gestreckter Bau mit streng vertikaler Gliederung durch Halbsäulen, dazwischen eingespannte Brüstungsfelder, funktional angelegter Bau mit gestalterischem Anspruch (Großenhainer Straße 101), die gleichzeitig entstandenen turmartigen Schutztreppenhäusern nach Georg Rüth, mit dicken massiven Wänden und Granatabweisern (Großenhainer Straße 101 und Riesaer Straße 32), das rückwärtige Produktionsgebäude mit Schmalseite zur Riesaer Straße, hier gestalterisch hervorgehobenes Portel, wohl der einstige Hauptzugang, im Kern um 1915, ursprünglich Clemens Müller AG, Hersteller von Näh- und Schreibmaschinen, innen bemerkenswerte Betonskelettkonstruktion, Fassaden später vereinfacht (Riesaer Straße 32), Gefolgschaftshaus mit Freiflächengestaltung (1942–1944), Heidestraße/Riesaer Straße, schlichter und zugleich repräsentativer Bau, seltenes Beispiel eines erhaltenen Gefolgschafthauses (Riesaer Straße 32), Anlage bau-, industrie- und stadtentwicklungsgeschichtlich sowie künstlerisch bedeutend.
17. ↑  Die baugeschichtliche Bedeutung des gestalterisch auffälligen Doppelmietshauses Großenhainer Straße 165/167 ergibt sich aus dem dokumentarischen Wert für die Architekturentwicklung im ausgehenden 19. und beginnenden 20. Jahrhundert. Das etwa um 1900 entstandene Gebäude ist ein charakteristisches Beispiel für die damals in der Baukunst vorherrschende Stilrichtung des Historismus. Auf die Deutsche Renaissance als Vorbild deuten bei der Großenhainer Straße 165/167 die stilisierten Schweifgiebel und das durch Putznutung betont wuchtig erscheinende Parterre. Die Hervorhebung des ersten Obergeschosses als Beletage bzw. Piano nobile, hier durch Spiegel auf den Brüstungsfeldern und unterschiedliche Fensterbedachungen, tritt in der europäischen Architekturentwicklung seit dem Manierismus auf. Das Mansarddach hat seine Wurzeln im Barock. Abgesehen davon ist es die typische Dachkonstruktion der Bauten des Historismus. Außerdem zeigen die Fronten der Großenhainer Straße 165/167 zahllose, kräftig ausgebildete Gliederungselemente und stilisierten ornamentalen Schmuck. Am Beispiel der Großenhainer Straße 165/167 sind viele Stilmerkmale des Historismus anschaulich nachvollziehbar, somit ist der markante Bau zum Aufzeigen der Architekturentwicklung im ausgehenden 19. und beginnenden 20. Jahrhundert besonders geeignet. Abgesehen von seiner baugeschichtlichen Bedeutung ist die Großenhainer Straße 165/167 auch stadtentwicklungsgeschichtlich von Belang.
18. 1 2  Zwischen 1927–29 wurde die 120 Wohneinheiten umfassende Anlage Großenhainer Straße 169, Hubertusstraße 12a–28d und Riesaer Straße 66/68 von Martin Mitscherlich gebaut. Sie besteht aus zwei Häuserzeilen an der Hubertusstraße und zwei Eckbauten an Hubertusstraße/Großenhainer Straße sowie an Hubertusstraße/Riesaer Straße (an Hubertusstraße/Großenhainer ein Stockwerk mehr). Gestaltet sind die dreigeschossigen, kastenförmigen Bauten durch Backsteinelemente, die als Streifen die Ecken und vorgezogenen Baukörper zieren. Nur durch die wiederum mit Backsteinen verkleideten, zurückgesetzten Treppenhäuser bilden die Gebäude eine Flucht. Die zwar pragmatisch ausgeführten aber auch architektonisch interessanten Häuser, sind für die Zeit typische traditionell gestaltet, mit Walmdächern und verputzen Fassaden. Von Belang für das Erscheinungsbild der Anlage sind die vorgelagerten Rasenstücke. Die Denkmaleigenschaft der Anlage ergibt sich aus der bau- und stadtentwicklungsgeschichtlichen Bedeutung. Zum einen sind die Häuser exemplarische Zeugnisse des Kleinwohnungs- und Siedlungsbaus um 1930, der zum Großteil auch von den oben genannten traditionellen Gestaltungselementen geprägt wurde, und zum anderen dokumentieren Sie auf anschauliche Weise die städtebauliche Entwicklung Dresdens, als an den Rändern der Stadt Wohnanlagen und Siedlungen vor allem für die minderbemittelten Schichten entstanden. Das öffentliche Erhaltungsinteresse der hier zu beurteilenden Siedlung ergibt sich aus dem exemplarischen Charakter für die Architekturentwicklung um 1930. Hinzu kommt der Umstand, dass vergleichbare Anlagen in anderen Bundesländern als Denkmale behandelt und publiziert werden.
19. ↑  Um 1928 wurden diese Gebäude über konvexem Grundriss an der Großenhainer Straße, wohl von der Firma Richter, Franz L. Woldemar, Baugewerke gebaut. Die Anlage ist als Blockrandbebauung an der Großenhainer Straße gelegen. Im Erdgeschoss sind Ladeneinbauten. Gestaltet sind die dreigeschossigen und einfach geputzten Bauten durch zeittypische Verdachungen und Fensterspiegel. Diese sind in Sandstein gestaltet. Als typisch und traditionell erscheinen auch das Walmdach, die dreieckigen Dachgaupen oder die verschiedene Art der Fenstergestaltung. Die Denkmaleigenschaft der Anlage ergibt sich aus der bau- und stadtentwicklungsgeschichtlichen Bedeutung. Zum einen sind die Häuser exemplarische Zeugnisse des Kleinwohnungs- und Siedlungsbaus um 1930, der zum Großteil auch von den oben genannten traditionellen Gestaltungselementen geprägt wurde, und zum anderen dokumentieren Sie auf anschauliche Weise die städtebauliche Entwicklung Dresdens, als an den Rändern der Stadt Wohnanlagen und Siedlungen vor allem für die minderbemittelten Schichten entstanden. Das öffentliche Erhaltungsinteresse der hier zu beurteilenden Anlage ergibt sich aus dem exemplarischen Charakter für die Architekturentwicklung um 1930. Hinzu kommt der Umstand, dass vergleichbare Anlagen in anderen Bundesländern als Denkmale behandelt und publiziert werden. Die Reihen- und Mehrfamilienhäuser erscheinen als für die Zeit typische traditionell gestaltete Gebäude mit Walmdächern und verputzen Lochfassade. Sie werden lediglich durch kleine Dachgaupen, Eingangsvorbauten, Klappläden und Sprossenfenster belebt. Von Belang für das Erscheinungsbild der Anlage sind die großzügigen Vorgärten mit Lattenzäunen. Durch zurückgesetzte Bauten ergibt sich ein spannungsreicheres Bild der gleich gestalteten Fronten. Die Denkmaleigenschaft der Anlage ergibt sich aus der bau- und stadtentwicklungsgeschichtlichen Bedeutung. Zum einen sind die Häuser des Quartiers „Zur guten Hoffnung“ exemplarische Zeugnisse des Kleinwohnungs- und Siedlungsbaus um 1930, der zum Großteil auch von den oben genannten traditionellen Gestaltungselementen geprägt wurde, und zum anderen dokumentieren Sie auf anschauliche Weise die städtebauliche Entwicklung Dresdens, als an den Rändern der Stadt Wohnanlagen und Siedlungen vor allem für die minderbemittelten Schichten entstanden. Das öffentliche Erhaltungsinteresse der hier zu beurteilenden Siedlung ergibt sich aus dem exemplarischen Charakter für die Architekturentwicklung um 1930 sowie aus der singulären städtebaulichen Gestaltung mit den beiden markanten Torhäusern. Hinzu kommt der Umstand, dass vergleichbare Anlagen in anderen Bundesländern als Denkmale behandelt und publiziert werden.
20. 1 2 3 4 5 6 7 8 9 10 11 12 13 14  Die Hans-Sachs-Straße wurde im Zusammenhang mit dem Bau einer kleinen Wohnsiedlung um 1890 angelegt. Die Architektur der Häuser ist sehr aufeinander bezogen und zeigt die große Bandbreite historistischer Bauideen. Ihr Entstehen ist verbunden mit der Industriegeschichte in Dresden-Pieschen um 1900 und mit dem Bau der Eisenbahnlinie Dresden–Leipzig, später Dresden–Berlin. In dieser Zeit entstand der größte Teil der Pieschener Bebauung mit Arbeiterhäusern auf ziemlich hohem Wohnniveau. Dabei unterscheidet sich die großenteils geschlossene Bebauung in Pieschen-Süd von der zumeist von Doppelhäusern oder kleinen Häuserzeilen geprägten Bebauung, sonst ähnlichen Stils, in Pieschen Nord. In den Zwanziger Jahren pflanzte man am Straßenrand der Hans-Sachs-Straße zahlreiche Gingko-Bäume an. Die Straße besitzt noch historisches Katzenkopfpflaster. Das weitgehend authentisch erhaltene Gebäude verweist auf die bauliche Entwicklung Pieschens um 1900, es besitzt stadtentwicklungsgeschichtlichen Wert. Darüber hinaus ist es als typisches Beispiel historistischer Bauweise von bauhistorischer Bedeutung.
21. 1 2 3 4 5 6  Die Kleiststraße wurde im Zusammenhang mit dem Bau einer kleinen Wohnsiedlung um 1890 angelegt. Sie ist verbunden mit der Industriegeschichte in Dresden-Pieschen um 1900 und mit dem Bau der Eisenbahnlinie Dresden–Leipzig, später Dresden–Berlin. In dieser Zeit entstand der größte Teil der Pieschener Bebauung mit Arbeiterhäusern auf ziemlich hohem Wohnniveau. Dabei unterscheidet sich die großenteils geschlossene Bebauung in Pieschen-Süd von der zumeist von Doppelhäusern oder kleinen Häuserzeilen geprägten Bebauung, sonst ähnlichen Stils, in Pieschen Nord. Das weitgehend authentisch erhaltene Gebäude verweist auf die bauliche Entwicklung Pieschens um 1900, es besitzt stadtentwicklungsgeschichtlichen Wert. Darüber hinaus ist es als typisches Beispiel historistischer Bauweise von bauhistorischer Bedeutung.
22. 1 2  Die 203 Wohneinheiten umfassenden Anlage der so genannten Palmié-Häuser entstand zwischen 1912–14 bzw. 1926, der Entwurf stammt vom Architekten Heinrich Koch. Die Bauten sind dreigeschossig mit ausgebauten Mansarddächern, die Dachzone ist durch verschiedene Gaupen und Dachhäuser aufgelockert, die Fassaden durch Gesimse und Verdachungen sowie farblich hervorgehobene Putzflächen gegliedert. Die Eingänge sind mit kleinen Portiken gestaltet. Interessant ist der Versuch, die Innenhöfe sehr aufgelockert und different zu gestalten. Balkone sind sekundär. Die Gebäude besitzen stadtbaugeschichtliche und bauhistorische Bedeutung.
23. ↑  Der Bauplatz Hubertusstraße 12a und Riesaer Straße 66/68 befand sich anfänglich, 1929–1930, im Besitz des Allgemeinen Sächsischen Siedlerverbandes. Wohl noch 1930 ist er von der Baugenossenschaft Volksheim Dresden e.G.m.B.H. übernommen worden. Diese ließ dann bis spätestens 1931 die Eckbebauung errichten (nach Adressbüchern 1929–1931). Entwerfender Architekt wird also auch hier Martin Mitscherlich gewesen sein. Die Eckbebauung wurde als traditioneller Kleinwohnungsbau um 1930errichtet. Gestaltet sind die dreigeschossigen, kastenförmigen Bauten durch Backsteinelemente, die als Streifen die Ecken und vorgezogenen Baukörper zieren. Nur durch die wiederum mit Backsteinen verkleideten, zurückgesetzten Treppenhäuser wird die Flucht unterbrochen. Die zwar pragmatisch ausgeführten aber dennoch architektonisch interessanten Häuser, sind für die Zeit typische traditionell gestaltet, mit Walmdächern und verputzen Fassaden. Von Belang für das Erscheinungsbild der Anlage sind die vorgelagerten Rasenstücke, vielleicht ehemals Vorgärten. Die Denkmaleigenschaft der Anlage ergibt sich aus der bau- und stadtentwicklungsgeschichtlichen Bedeutung. Zum einen sind die Häuser exemplarische Zeugnisse des Kleinwohnungs- und Siedlungsbaus um 1930, der zum Großteil auch von den oben genannten traditionellen Gestaltungselementen geprägt wurde, und zum anderen dokumentieren Sie auf anschauliche Weise die städtebauliche Entwicklung Dresdens, als an den Rändern der Stadt Wohnanlagen und Siedlungen vor allem für die minderbemittelten Schichten entstanden. Das öffentliche Erhaltungsinteresse der hier zu beurteilenden Siedlung ergibt sich aus dem exemplarischen Charakter für die Architekturentwicklung um 1930. Hinzu kommt der Umstand, dass vergleichbare Anlagen in anderen Bundesländern als Denkmale behandelt und publiziert werden.
24. 1 2 3 4 5 6 7 8 9 10 11 12 13 14 15 16 17 18 19  Die Hubertusstraße geht auf einen alten Verbindungsweg zurück, der vom Pieschener Ortskern in nördlicher Richtung nach Trachenberge führte, wo auch Pieschener Bauern Weinberge besaßen.
25. ↑  Die heutige Bebauung der Maxim-Gorki-Straße entstand im Wesentlichen in der zweiten Hälfte des 19. Jahrhunderts bis 1900, sie ist verbunden mit der Industriegeschichte in Dresden-Pieschen um 1900 und mit dem Bau der Eisenbahnlinie Dresden–Leipzig, später Dresden–Berlin. In dieser Zeit entstand der größte Teil der Pieschener Bebauung mit Arbeiterhäusern auf hohem Wohnniveau. Dabei unterscheidet sich die großenteils geschlossene Bebauung in Pieschen-Süd von der zumeist von Doppelhäusern oder kleinen Häuserzeilen geprägten Bebauung, sonst ähnlichen Stils, in Pieschen Nord. Als West-Ost-Verbindung verknüpft diese Straße die Großenhainer Straße mit der Hansastraße und mündet dann in die Hechtstraße.
26. ↑  Die Trachenberger Straße sowie der Trachenberger Platz wurden im letzten Drittel des 19. Jahrhunderts auf zuvor gartenbaulich genutztem Gelände angelegt. Die Trachenberger Straße steht im Zusammenhang mit dem Bau einer Wohnsiedlung in dieser Gegend. Sie ist verbunden mit der Industriegeschichte in Dresden-Pieschen und mit dem Bau der Eisenbahnlinie Dresden–Leipzig / später Dresden–Berlin. In dieser Zeit entstand der größte Teil der Pieschener Bebauung mit Arbeiterhäusern auf ziemlich hohem Wohnniveau. Dabei unterscheidet sich die großenteils geschlossene Bebauung in Pieschen-Süd von der zumeist von Doppelhäusern oder kleinen Häuserzeilen geprägten Bebauung, sonst ähnlichen Stils, in Pieschen Nord.